# Liste der Biografien/Sol
Liste der Biografien |
Portal Biografien |
Personensuche
# |
A |
B |
C |
D |
E |
F |
G |
H |
I |
J |
K |
L |
M |
N |
O |
P |
Q |
R |
S |
T |
U |
V |
W |
X |
Y |
Z |
?
 
Sa |
Sb |
Sc |
Sd |
Se |
Sf |
Sg |
Sh |
Si |
Sj |
Sk |
Sl |
Sm |
Sn |
So |
Sp |
Sq |
Sr |
Ss |
St |
Su |
Sv |
Sw |
Sy |
Sz
 
Soa |
Sob |
Soc |
Sod |
Soe |
Sof |
Sog |
Soh |
Soi |
Soj |
Sok |
Sol |
Som |
Son |
Soo |
Sop |
Sor |
Sos |
Sot |
Sou |
Sov |
Sow |
Sox |
Soy |
Soz
Die Liste der Biografien führt alle Personen auf, die in der deutschsprachigen Wikipedia einen Artikel haben. Dieses ist eine Teilliste mit 1057 Einträgen von Personen, deren Namen mit den Buchstaben „Sol“ beginnt.

## Sol
- Sol Catusius, antiker römischer Toreut
- Sol Estévez, Armando (1909–1983), salvadorianischer Architekt und Diplomat
- Sol Seppy (* 1969), britische Popsängerin, Songschreiberin und Produzentin
- Sol, Andreas Peter Cornelius (1915–2016), niederländischer Ordensgeistlicher, römisch-katholischer Bischof von Amboina
- Sol, Ed (1881–1965), niederländischer Fußballspieler
- Sol, Fran (* 1992), spanischer Fußballspieler
- Sol, Jean-Philippe (* 1986), französischer Volleyballspieler
- Sol, Kyung-gu (* 1967), südkoreanischer Schauspieler
- Sol, Laura del (* 1961), spanische Schauspielerin und Flamenco-Tänzerin
- Sol, Luis del (1935–2021), spanischer Fußballspieler
- Sol, Manuel (* 1973), mexikanischer Fußballspieler
- Sol, Nahre (* 1991), koreanisch-amerikanische Komponistin, Pianistin und YouTuberin
- Sol, Ozan (* 1993), türkischer Fußballspieler

### Sola
- Sola († 794), Heiliger der katholischen Kirche
- Solà i Cortassa, Joan (1940–2010), spanischer Linguist, Romanist und Katalanist
- Solà Pastoret, Marc (* 1985), spanischer Skibergsteiger
- Solá y Farrell, Juan Matías (1884–1973), spanischer römisch-katholischer Ordensgeistlicher, Apostolischer Vikar von Bluefields
- Sola, Andrés de (1634–1696), spanischer Komponist und Organist
- Šola, Antonija (* 1979), kroatische Sängerin, Filmschauspielerin und Autorin
- Sola, Beatrice (* 2002), italienische Skirennläuferin
- Solà, Bernat (* 1965), spanischer Skispringer
- Solà, Daniel (* 1976), spanischer Rallyefahrer
- Solá, Felipe (* 1950), argentinischer Politiker
- Solá, Guillermo (1929–2020), chilenischer Leichtathlet
- Sola, Hanna (* 1996), belarussische Biathletin
- Solà, Irene (* 1990), katalanische Schriftstellerin
- Sola, Jean-Pierre (1791–1881), sardischer römisch-katholischer Geistlicher und Bischof von Nizza
- Sola, Kike (* 1986), spanischer Fußballspieler
- Sola, Lourdes (* 1938), brasilianische Politikwissenschaftlerin
- Sola, Marie-Hélène (1955–2017), französische Künstlerin
- Šola, Mirjana (* 1972), kroatische Fußballspielerin
- Šola, Miroslav (* 1968), jugoslawischer Fußballspieler
- Sola, Vera (* 1989), amerikanisch-kanadische Singer-SongwriterinVera Sola (* 1989)

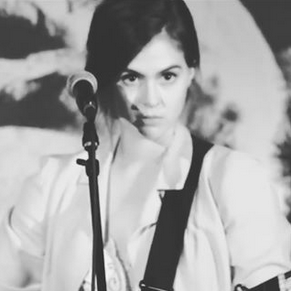
Vera Sola (* 1989)

- Šola, Vlado (* 1968), kroatischer Handballspieler und -trainer
- Solage, französischer Komponist
- Solages, Arnaud de (1898–1981), französischer Lehrer und Widerstandskämpfer
- Šolaja, Simo (1905–1942), jugoslawischer Milizenführer und Führer eines Bauernaufstandes
- Solak, Alper (* 1989), türkischer Eishockeyspieler
- Šolak, Dragan (* 1964), serbischer Manager und Medienunternehmer
- Šolak, Dragan (* 1980), türkischer Schachspieler
- Solak, Ekrem (* 1992), türkischer Fußballspieler
- Solak, Fahrudin (* 1973), bosnischer Politiker, Direktor der Zivilschutzbehörde
- Solak, Gökalp (* 1994), türkischer Eishockeyspieler
- Solak, Gökhan (* 1985), türkischer Fußballspieler
- Solakel, Ahmet Burak (* 1982), türkischer Fußballspieler
- Solaker, Aleyna (* 1994), türkische Schauspielerin
- Solakow, Nedko (* 1957), bulgarischer Künstler
- Solal, Claudia (* 1971), französische Jazzsängerin und -komponistin
- Solal, Martial (1927–2024), französischer Jazz-Pianist und Komponist
- Solalinde, Alejandro (* 1945), mexikanischer Priester und Menschenrechtler
- Solalinde, Alicio (* 1952), paraguayischer Fußballspieler
- Solalinde, Antonio García (1892–1937), spanischer Romanist, Hispanist und Mediävist
- Solami, Nabil El (1941–1987), ägyptischer Karikaturist und Cartoonist
- Solamisch (1272–1291), Sultan der Mamluken in Ägypten (1279)
- Solan, Peter (1929–2013), slowakischer Filmregisseur, Drehbuchautor und Dokumentarfilmer
- Solan, Talya G. A, israelische Sängerin, Arrangeuse und Musiktexterin
- Solana, Javier (* 1942), spanischer Politiker und „Außenminister“ der EUJavier Solana (* 1942)

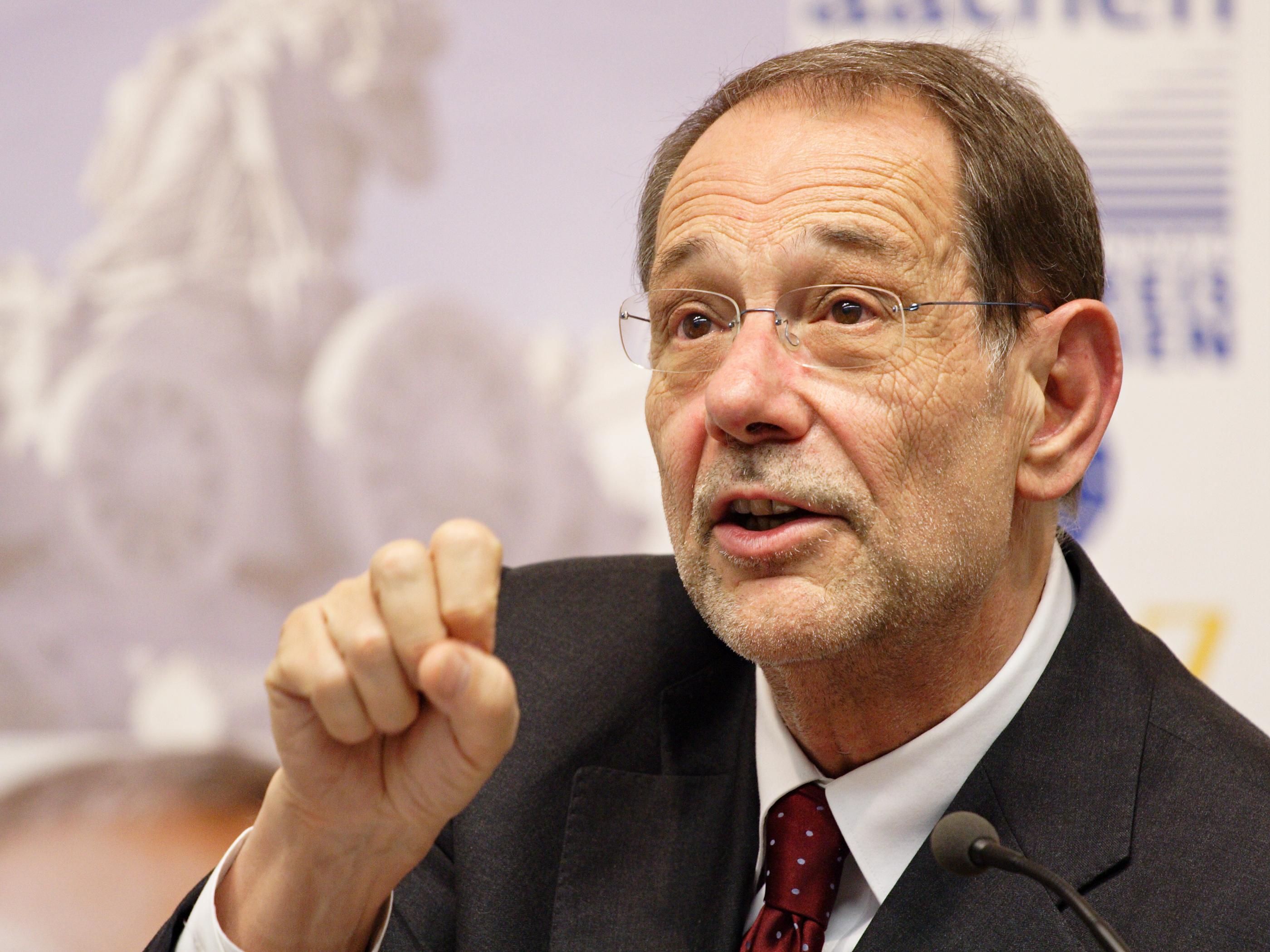
Javier Solana (* 1942)

- Solana, Jesús (* 1964), spanischer Fußballspieler
- Solana, Moisés (1935–1969), mexikanischer Rennfahrer
- Solana, Teresa (* 1962), spanische Schriftstellerin
- Solanas, Juan Diego (* 1966), argentinischer Kameramann, Drehbuchautor, Filmproduzent, Filmregisseur
- Solanas, Pino (1936–2020), argentinischer Filmregisseur, Drehbuchautor und Politiker
- Solanas, Valerie (1936–1988), US-amerikanische radikal-feministische Schriftstellerin
- Soland, Peter (* 1947), deutscher Fußballspieler
- Soland, Rolf (1949–2018), Schweizer Historiker
- Soland, Tanja (* 1975), Schweizer Politikerin (SP)
- Solander, Daniel (1733–1782), schwedischer Botaniker
- Solange, Jungfrau, Heilige Schutzpatronin von Berry
- Solanke, Dominic (* 1997), englischer FußballspielerDominic Solanke (* 1997)
- Solanki, Gaurav (* 1997), indischer Boxer

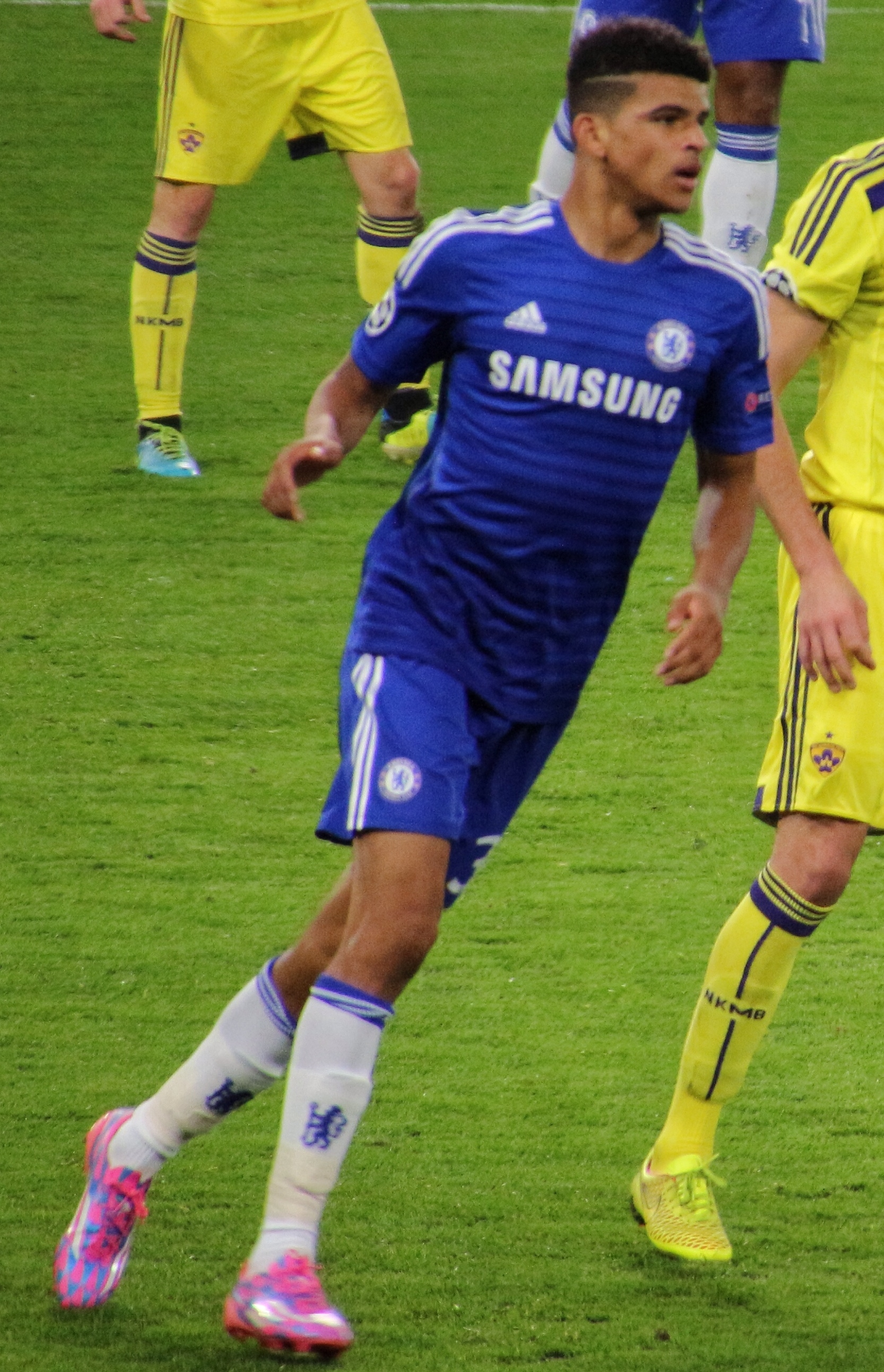
Dominic Solanke (* 1997)

- Solanki, Madhavsinh (1927–2021), indischer Politiker des Indischen Nationalkongresses (INC)
- Solanki, Sami (* 1958), Schweizer Astronom
- Solano Jiménez, Francisco Sánchez (1549–1610), spanischer Franziskaner, Priester, Missionar in Südamerika und Heiliger
- Solano López, Francisco (1827–1870), Präsident Paraguays
- Solano López, Francisco (1928–2011), argentinischer Comiczeichner
- Solano Montaño, Víctor Manuel (* 1946), mexikanischer Botschafter
- Solano Ramírez, Marjourie Beatriz (* 1995), honduranische Leichtathletin und Behindertensportlerin
- Solano Rodríguez, Remedios (* 1969), spanische Schriftstellerin, Historikerin und Dozentin
- Solano, Adrián (* 1951), costa-ricanischer Radrennfahrer
- Solano, Adrián (* 1994), venezolanischer Skilangläufer
- Solano, Edgar (* 1978), mexikanischer Fußballspieler
- Solano, Humberto (1944–2010), costa-ricanischer Radrennfahrer
- Solano, José Antonio (* 1985), spanischer Fußballspieler
- Solano, Louis Francis (1904–1992), US-amerikanischer Romanist und Mediävist
- Solano, Nolberto (* 1974), peruanischer Fußballspieler
- Solano, Rafael (* 1931), dominikanischer Komponist und Pianist
- Solano, Rodrigo, costa-ricanischer Fußballspieler
- Solano, Solita (1888–1975), US-amerikanische Redakteurin, Romanautorin, Dichterin und Journalistin
- Solano, Susana (* 1946), spanische Bildhauerin
- Solar Bardelli, Juan José del († 2014), peruanischer Übersetzer
- Solar Donoso, Lorena (* 2007), spanische Tennisspielerin
- Solar Gabas, Pedro Alejandrino del (1829–1909), peruanischer Politiker und Jurist, dreimaliger Premierminister
- Solar Lozier, Nicolás (* 1982), deutscher Schauspieler
- Solar Quest, britischer Musiker und Musikproduzent
- Solar, Franz (* 1882), österreichischer Ringer und Leichtathlet
- Solar, Franz (* 1962), österreichischer Schauspieler in Theater, Film und Fernsehen
- Solar, Gustav (1916–1997), tschechischer Übersetzer und Kunsthistoriker
- Solar, José del (* 1967), peruanischer Fußballspieler und -trainer
- Šolar, Josip (1903–1955), jugoslawischer Radrennfahrer
- Solar, Lola (1904–1989), österreichische Politikerin (ÖVP), Abgeordnete zum Nationalrat
- Solar, Silvia (1940–2011), französische Schauspielerin
- Solar, Xul (1887–1963), argentinischer Maler
- Šolar, Žiga (* 1990), slowenischer Naturbahnrodler
- Solarczyk, Marek (* 1967), polnischer Geistlicher, römisch-katholischer Bischof von Radom
- Solare, Juan María (* 1966), argentinischer Pianist und Komponist
- Solari Bozzi, Onofrio (1931–2015), italienischer Diplomat
- Solari Capellari, Tito (* 1939), italienischer Ordensgeistlicher, Missionar und römisch-katholischer Erzbischof
- Solari de la Fuente, Luis (* 1948), peruanischer Politiker
- Solari Poggio, Esteban Andrés (* 1980), argentinischer Fußballspieler
- Solari, Andrea, italienischer Maler
- Solari, Antonio († 1672), Architekt und landschaftlicher Baumeister
- Solari, Cristoforo († 1524), italienischer Ingenieur, Architekt und Bildhauer der Renaissance
- Solari, David (* 1968), australisch-italienischer Radrennfahrer
- Solari, Emilio (1864–1954), italienischer Admiral und Politiker
- Solari, Filippo, italienischer Architekt und Bildhauer
- Solari, Francesco († 1469), italienischer Ingenieur, Architekt und Bildhauer der Renaissance
- Solari, Giovanni, italienischer Ingenieur und Architekt der Renaissance
- Solari, Guiniforte († 1481), italienischer Architekt und Bildhauer
- Solari, Jorge (* 1941), argentinischer Fußballspieler und -trainer
- Solari, Laura (1913–1984), italienische Filmschauspielerin
- Solari, Luca (* 1979), italienischer Radrennfahrer
- Solari, Luigi (* 1938), italienischer Diplomat
- Solari, Marco († 1405), italienischer Architekt und Bildhauer
- Solari, Marco (* 1944), Schweizer Manager und Touristiker
- Solari, Nino (* 1938), australisch-italienischer Radrennfahrer
- Solari, Pablo (* 2001), argentinischer Fußballspieler
- Solari, Philippe (1840–1906), französischer Bildhauer
- Solari, Pietro († 1592), italienischer Bildhauer der Renaissance
- Solari, Pietro Antonio († 1493), italienischer Architekt und Bildhauer
- Solari, Rudy (1934–1991), US-amerikanischer Schauspieler
- Solari, Santiago (* 1976), argentinischer Fußballspieler und -trainerSantiago Solari (* 1976)

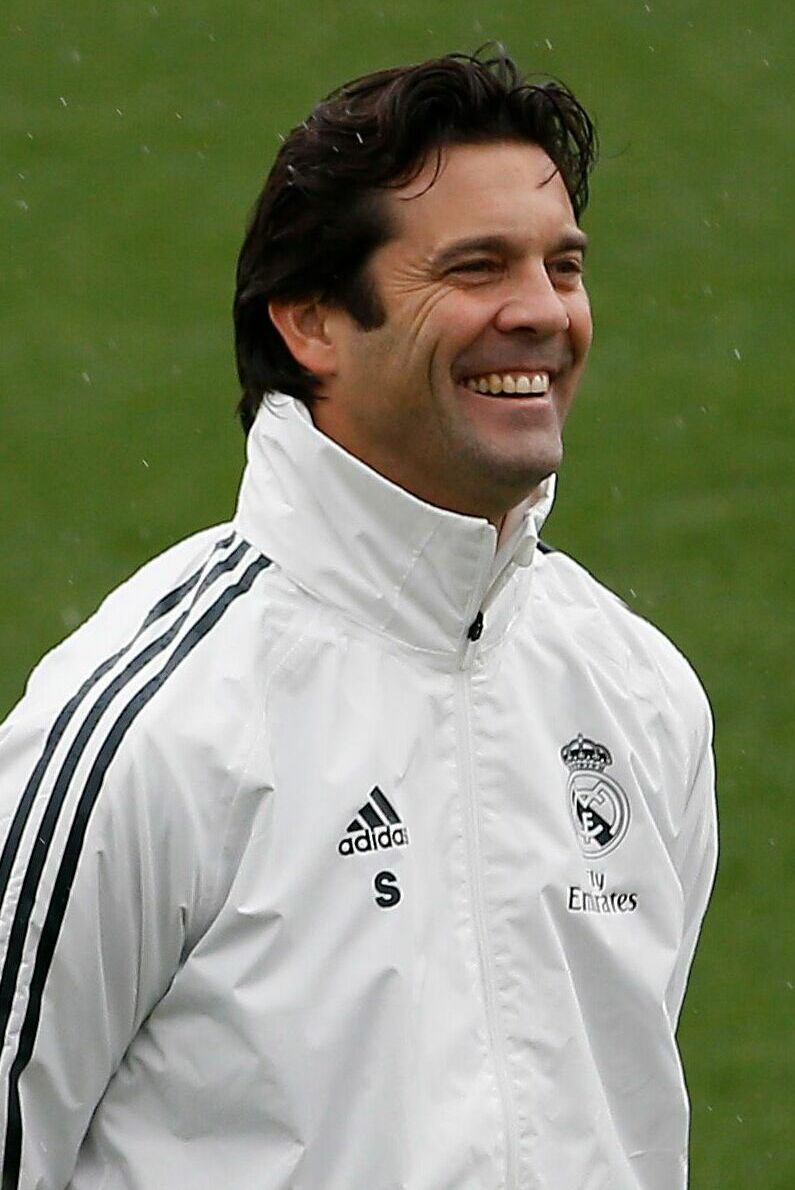
Santiago Solari (* 1976)

- Solari, Santino (1576–1646), Schweizer Baumeister, Architekt und Bildhauer
- Solarino, Valeria (* 1978), italienische Schauspielerin
- Solario, Antonio († 1530), italienischer Maler der Renaissance
- Solarjow, Ilja (* 1982), kasachisch-russischer Eishockeyspieler
- Solaro, Bart (1939–2015), niederländischer Radrennfahrer
- Solarstone, britischer DJ
- Solarz, Nicole (* 1981), österreichische Politikerin (SPÖ) und Abgeordnete zum Salzburger Landtag
- Solarz, Stephen J. (1940–2010), US-amerikanischer Politiker
- Solás, Humberto (1941–2008), kubanischer Filmregisseur
- Solås, Kjerstin Boge (* 1997), norwegische Handballspielerin
- Solatau, Mikalaj (* 1994), belarussischer Fußballspieler
- Solatawa, Maryna (* 1977), belarussische Journalistin und politische Gefangene
- Solati, Shohreh (* 1957), iranische Sängerin
- Solatius, sechster Bischof von Köln (611–622)
- Solaun, Havana (* 1993), US-amerikanisch-jamaikanische Fußballspielerin
- Solazzi, Annamaria (* 1965), italienische Beachvolleyballspielerin

### Solb
- Solbach, Christine (* 1966), deutsche Ärztin und Hochschullehrerin
- Solbach, Edith (* 1952), deutsche Fußballspielerin
- Solbach, Heinz (1918–1995), deutscher Manager der Montanindustrie
- Solbach, Helmut (1907–1986), deutscher Politiker (SPD), MdL
- Solbach, Hermann (1895–1966), deutscher Politiker (CDU der DDR)
- Solbach, Maik (* 1972), deutscher SchauspielerMaik Solbach (* 1972)

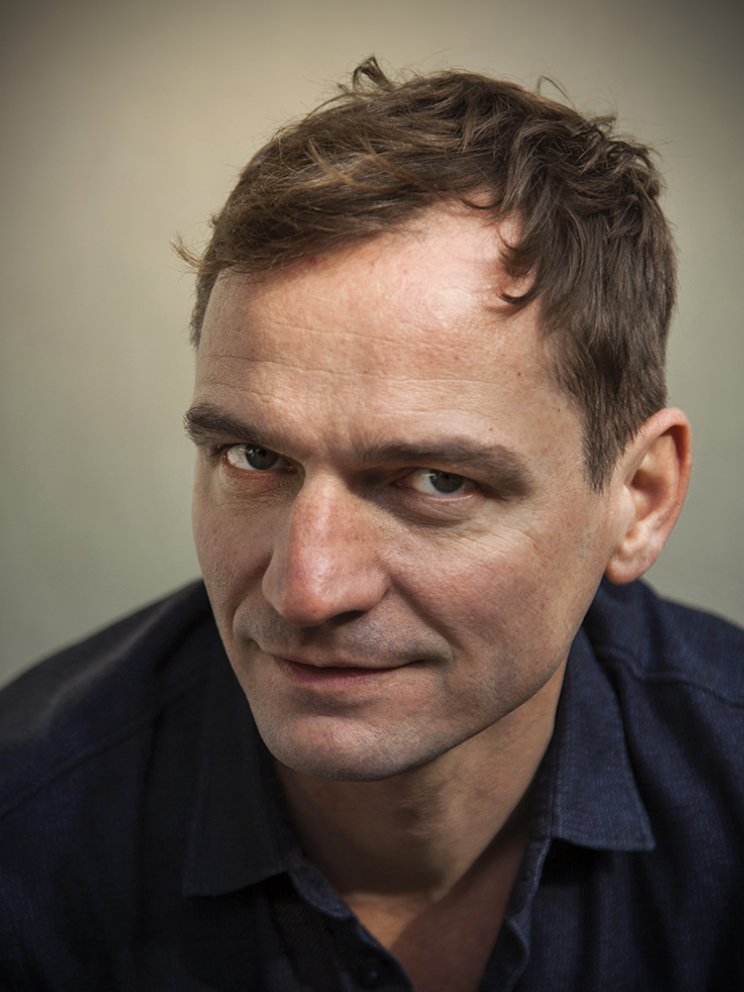
Maik Solbach (* 1972)

- Solbach, Markus (* 1991), deutscher Baseballspieler
- Solbach, Sascha (* 1980), deutscher Politiker (SPD) und Bürgermeister der Stadt Bedburg
- Solbach, Sigmar (* 1946), deutscher Synchronsprecher und Schauspieler
- Solbach, Werner (* 1952), deutscher Mediziner, Ordinarius für Medizinische Mikrobiologie und Hygiene, Alt-Dekan der Medizinischen Fakultät der Universität zu Lübeck
- Solbakken, Bjarne (* 1977), norwegischer Skirennläufer
- Solbakken, Erik (* 1984), norwegischer Fernsehmoderator
- Solbakken, Håvard (* 1973), norwegischer Skilangläufer
- Solbakken, Hilde (* 1971), norwegische Diplomatin
- Solbakken, Markus (* 2000), norwegischer Fußballspieler
- Solbakken, Ola (* 1998), norwegischer Fußballspieler
- Solbakken, Ståle (* 1968), norwegischer Fußballspieler und -trainer
- Solberg, Carolina (* 1987), brasilianische Beachvolleyballspielerin
- Solberg, Christian Røste (* 1999), norwegischer Skispringer
- Solberg, Eirik Hystad (* 2002), norwegischer Skirennläufer
- Solberg, Eirik Lae (* 1971), norwegischer Politiker
- Solberg, Erna (* 1961), norwegische Politikerin, (Høyre), Mitglied des Storting und MinisterpräsidentinErna Solberg (* 1961)

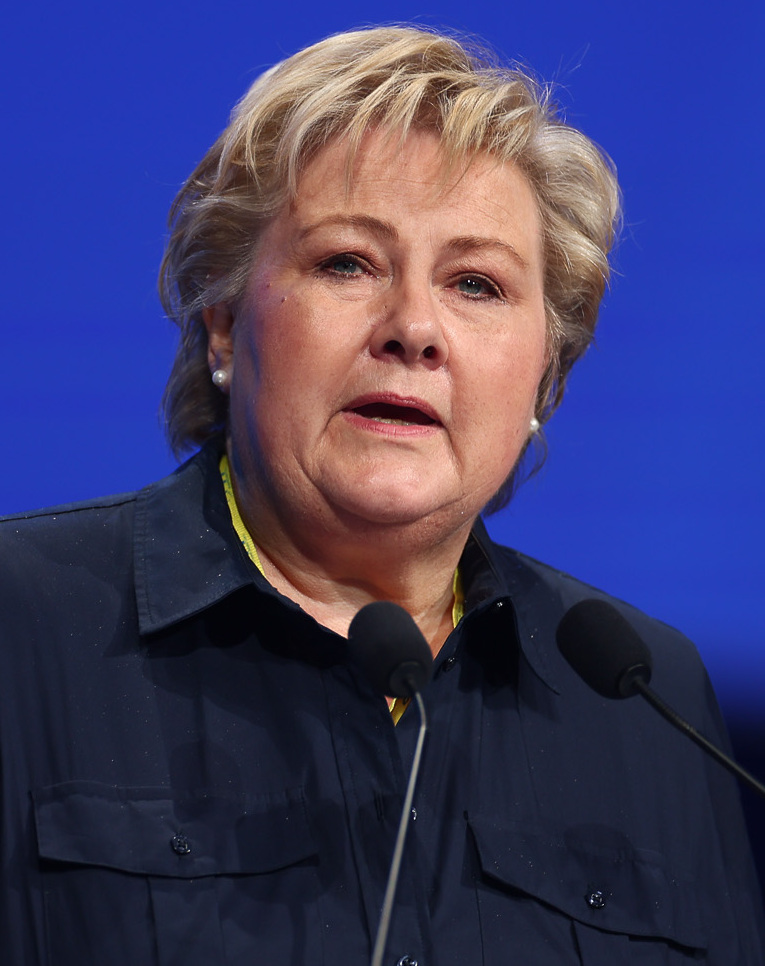
Erna Solberg (* 1961)

- Solberg, Glenn (* 1972), norwegischer Handballspieler und -trainer
- Solberg, Gunhild (* 1993), norwegische Skispringerin und Fußballspielerin
- Solberg, Henning (* 1973), norwegischer Autosportler und Rallyefahrer
- Solberg, Henrik (* 1987), norwegischer Eishockeyspieler
- Solberg, Hill-Marta (* 1951), norwegische Politikerin
- Solberg, Konrad K. (1874–1954), US-amerikanischer Politiker
- Solberg, Leif (1914–2016), norwegischer Organist und Komponist
- Solberg, Magnar (* 1937), norwegischer Biathlet
- Solberg, Oliver (* 2001), schwedischer Rallyefahrer
- Solberg, Pedro (* 1986), brasilianischer Beachvolleyballspieler
- Solberg, Petter (* 1974), norwegischer Rallyefahrer
- Solberg, Sanna (* 1990), norwegische Handballspielerin
- Solberg, Silje (* 1990), norwegische Handballspielerin
- Solberg, Simon (* 1979), deutscher Regisseur und Schauspieler
- Solberg, Ståle Liavik (* 1979), norwegischer Jazz- und Improvisationsmusiker (Perkussion, Schlagzeug) und Musikveranstalter
- Solberg, Sverre (1960–2014), norwegischer Schauspieler
- Solberg, Thomas (* 1970), norwegischer Fußballspieler
- Solberg, Tobias (* 1981), schwedischer Fußballspieler und -trainer
- Solberg, Torstein Tvedt (* 1985), norwegischer Politiker
- Solbert, Oscar (1885–1958), US-amerikanischer General, Geschäftsmann und der erste Direktor des George Eastman House
- Solbes, Pedro (1942–2023), spanischer Ökonom, Jurist, Politologe und Politiker
- Solbiolo, Domenico, Schweizer Architekt der späten Renaissance
- Solbrig, Carl Friedrich (1774–1838), deutscher Deklamator und Theaterschauspieler
- Solbrig, Carl Friedrich (1807–1872), deutscher Unternehmer und Politiker, Abgeordneter im Sächsischen Landtag
- Solbrig, Dalton (* 1997), US-amerikanischer Volleyballspieler
- Solbrig, David († 1730), deutscher evangelischer Superintendent
- Solbrig, Erika, deutsche Schauspielerin und Regisseurin
- Solbrig, Horst-Dieter (1929–1999), deutscher Jurist und Generalstaatsanwalt beim Oberlandesgericht Bamberg
- Solbrig, Johann (1778–1850), Gutsbesitzer des Gutes Zichtau
- Solbrig, Max (1889–1959), deutscher Politiker (NSDAP), MdR, SA-Führer, stellvertretender Gauleiter
- Solbrig, Veit (1843–1915), deutscher Arzt
- Solbrig-Combrinck, Inge (* 1944), deutsche Schauspielerin
- Solbu, Ole Jakob (* 2003), norwegischer Mittelstreckenläufer
- Solbustad, Kai (* 1948), norwegischer Skispringer

### Solc
- Sölch, Brigitte (* 1969), deutsche Kunsthistorikerin
- Sölch, Rudi (1931–2021), deutscher Kommunalpolitiker (SPD) und Medienmanager
- Solchaga, Carlos (* 1944), spanischer Politiker (PSOE), Wirtschaftswissenschaftler, Hochschullehrer und Sachbuchautor
- Şölçün, Sargut (1947–2012), deutsch-türkischer Literaturwissenschaftler
- Solczyński, Marek (* 1961), polnischer Geistlicher, römisch-katholischer Erzbischof und Diplomat des Heiligen Stuhls

### Sold
- Sold, Wilhelm (1911–1995), deutscher Fußballspieler
- Soldà, Gino (1907–1989), italienischer Bergsteiger und Skilangläufer
- Soldá, Laércio (* 1993), brasilianischer Fußballspieler
- Soldado, Roberto (* 1985), spanischer FußballspielerRoberto Soldado (* 1985)

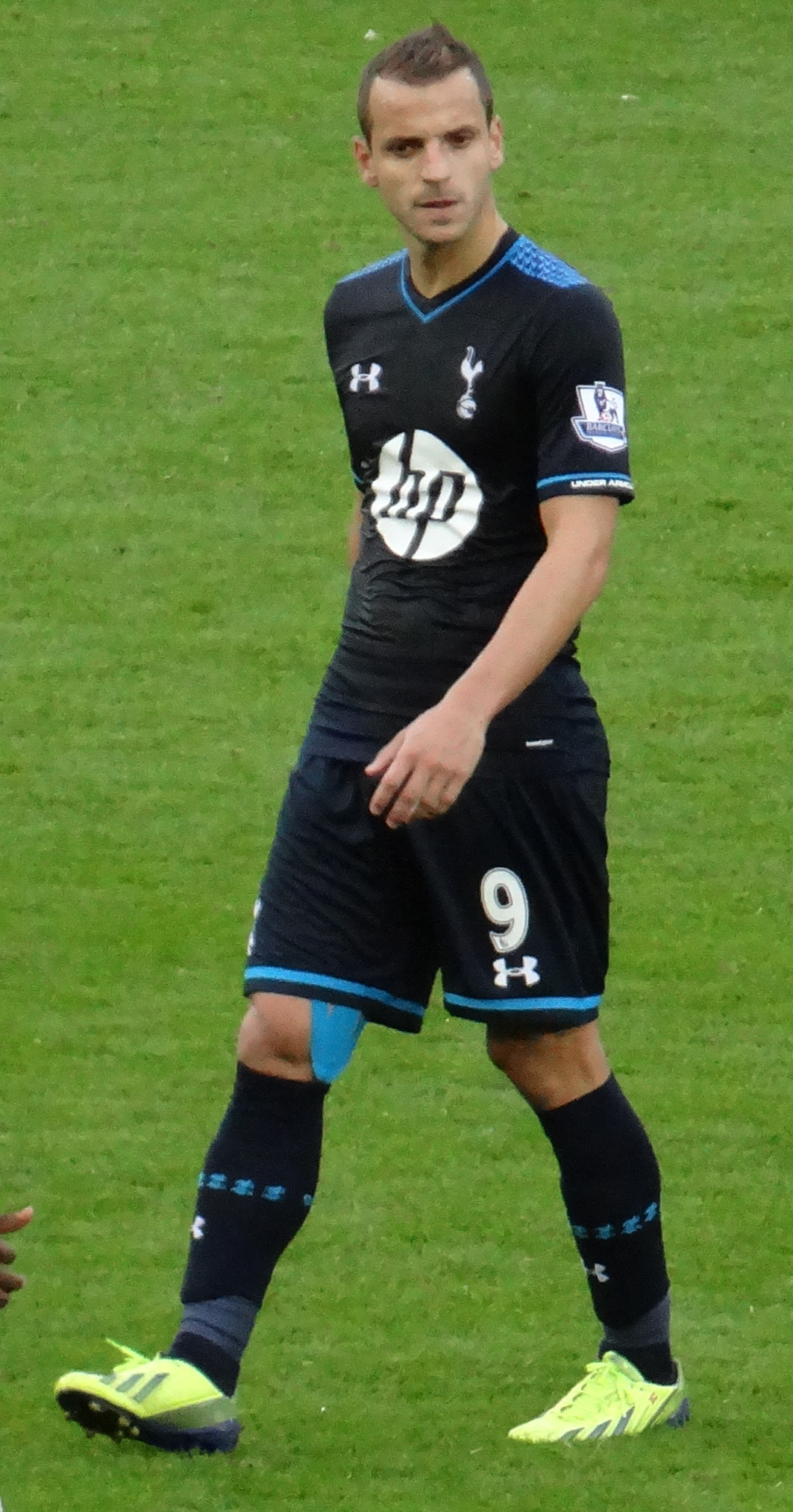
Roberto Soldado (* 1985)

- Soldak, Katya (* 1977), ukrainisch-US-amerikanische Journalistin
- Soldan, Augusta (1826–1886), finnische Landschaftsmalerin
- Soldan, Christoph (* 1964), deutscher Pianist und Dirigent
- Soldan, George (1878–1945), deutscher Offizier und Militärwissenschaftler
- Soldan, Karl Gustav von († 1746), preußischer Oberst und Chef des Husarenregiments Nr. 6
- Soldan, Kurt (1891–1946), deutscher Dirigent, Musikpädagoge und Herausgeber musikalischer Werke
- Soldan, Louis (1920–1971), österreichischer Schauspieler
- Soldan, Ludwig (1848–1896), Bürgermeister von Essen
- Soldan, Philipp (* 1500), hessischer Bildhauer, Holzschneider, Maler und Formschneider
- Soldan, Wilhelm (1842–1905), deutscher Lehrer, Archäologe und Denkmalschützer
- Soldan, Wilhelm Gottlieb (1803–1869), deutscher Historiker und Landtagsabgeordneter des Großherzogtum Hessen
- Soldan-Brofeldt, Venny (1863–1945), finnlandschwedische Malerin, Bildhauerin, Illustratorin und Designerin
- Soldani, Massimiliano (1656–1740), italienischer Bildhauer und Medailleur
- Soldani, Renzo (1925–2013), italienischer Radrennfahrer
- Soldano, Michael J. Jr., US-amerikanischer Ingenieur, Elektriker, Gitarrist und Geschäftsführer des Verstärkerunternehmens Soldano
- Soldat, Hans-Georg (1935–2012), deutscher Hörfunkjournalist und Kritiker
- Soldat, Jan (* 1984), deutscher Regisseur und Drehbuchautor
- Soldat-Röger, Marie (1863–1955), österreichische Violinvirtuosin
- Soldatenko, Weniamin (1939–2023), sowjetischer Leichtathlet
- Soldatenkow, Alexander Jewgenjewitsch (* 1996), russischer Fußballspieler
- Soldati, Agostino (1857–1938), Schweizer Notar, Politiker, Bundesrichter und Zeitungsverleger
- Soldati, Agostino Giorgio (1910–1966), Schweizer Rechtsanwalt, Diplomat und Botschafter der Schweiz in Frankreich
- Soldati, Giacomo, Schweizer Wasserbauingenieur und Militäringenieur
- Soldati, Gianfranco (* 1959), Schweizer Philosoph und Professor für Philosophie
- Soldati, Giovanni Martino (1747–1831), Schweizer Chocolatier, Unternehmer, Politiker, Tessiner Grossrat und Wohltäter
- Soldati, Giuseppe (1864–1913), Schweizer Kaufmann, Apotheker, Unternehmer und Wohltäter
- Soldati, Mario (1906–1999), italienischer Schriftsteller, Drehbuchautor und Regisseur
- Soldati, Pio (1871–1934), Schweizer Chemiker, Apotheker, Unternehmer und Wohltäter
- Soldatjonkow, Kosma Terentjewitsch (1818–1901), russischer Unternehmer, Mäzen und Herausgeber
- Soldatow, Alexander Alexejewitsch (1915–1999), sowjetischer Diplomat
- Soldatow, Andrei Alexejewitsch (* 1975), russischer investigativer Journalist und Geheimdienstexperte
- Soldatow, Oleg Jurjewitsch (* 1963), russischer Dirigent
- Soldatowa, Julija Nikolajewna (* 1981), russische bzw. belarussische Eiskunstläuferin
- Soldeck, Hans, deutscher Autorennfahrer
- Soldenhoff, Alexander Leo (1882–1951), Schweizer Kunstmaler und Flugzeugkonstrukteur
- Sölder, Friedrich von (1867–1943), österreichischer Neurologe
- Sölder, Ludwig (1921–2010), österreichischer Jurist
- Solder, Nate (* 1988), US-amerikanischer American-Football-Spieler
- Solderer, Gottfried (1949–2021), italienischer Verlagsleiter, Journalist und Publizist (Südtirol)
- Solderer, Peter (1690–1741), Bürgermeister von Temeswar
- Solders, Mathias (1750–1826), deutscher Verwaltungsbeamter, Beigeordneter und Oberbürgermeister in Aachen
- Soldevila y Romero, Juan (1843–1923), spanischer Kardinal und Erzbischof
- Soldi Rondinini, Gigliola (1923–2020), italienische Historikerin und Hochschullehrerin
- Soldi, Giuseppe (* 1940), italienischer Radrennfahrer
- Soldi, Marinella (* 1966), italienische Medienmanagerin
- Soldier, Michael (* 1967), US-amerikanischer Pornodarsteller
- Soldini, Adriano (1921–1989), Schweizer Pädagoge und Schriftsteller
- Soldini, Antonio (1854–1933), Schweizer Bildhauer, Politiker, Gemeindepräsident von Bissone, Grossrat und Nationalrat
- Soldini, Benigno (1811–1852), Schweizer Politiker, Gemeindepräsident von Chiasso und Nationalrat
- Soldini, Felice (1915–1971), Schweizer Fussballspieler
- Soldini, Ivo (* 1951), Schweizer Bildhauer, Zeichner und Maler und Kunstsammler.
- Soldini, Jean (* 1956), schweizerischer und französischer Philosoph, Kunsthistoriker und Dichter
- Soldini, Mario (1913–1993), Schweizer Lehrer, Politiker, Genfer Grossrat und Nationalrat.
- Soldini, Silvio (* 1958), italienisch-schweizerischer Regisseur
- Soldmann, Fritz (1878–1945), deutscher Politiker (USPD, SPD), MdR
- Soldmann, Oskar (1915–1999), deutscher Politiker (SPD), MdL
- Söldner von Theodul, Überreste eines Söldners
- Soldner, Georg (* 1885), fränkischer Landwirt, Schmied und Abgeordneter
- Söldner, Harald (1939–2003), deutscher Fußballspieler
- Soldner, Johann Georg von (1776–1833), deutscher Physiker, Mathematiker und Astronom
- Söldner, Kurt Wilhelm (1927–2015), deutscher Träger des Großen Bundesverdienstordens
- Söldner, Magdalene (* 1959), deutsche Klassische Archäologin
- Söldner, Max (1891–1959), deutscher Gewerkschafter
- Söldner-Rembold, Stefan (* 1960), deutsch-britischer Teilchenphysiker
- Soldo, Ambrozije (* 1998), österreichischer Fußballspieler
- Soldo, Marko (* 1996), österreichischer Fußballspieler
- Soldo, Nikola (* 2001), kroatischer Fußballspieler
- Soldo, Zvonimir (* 1967), kroatischer Fußballspieler und -trainerZvonimir Soldo (* 1967)

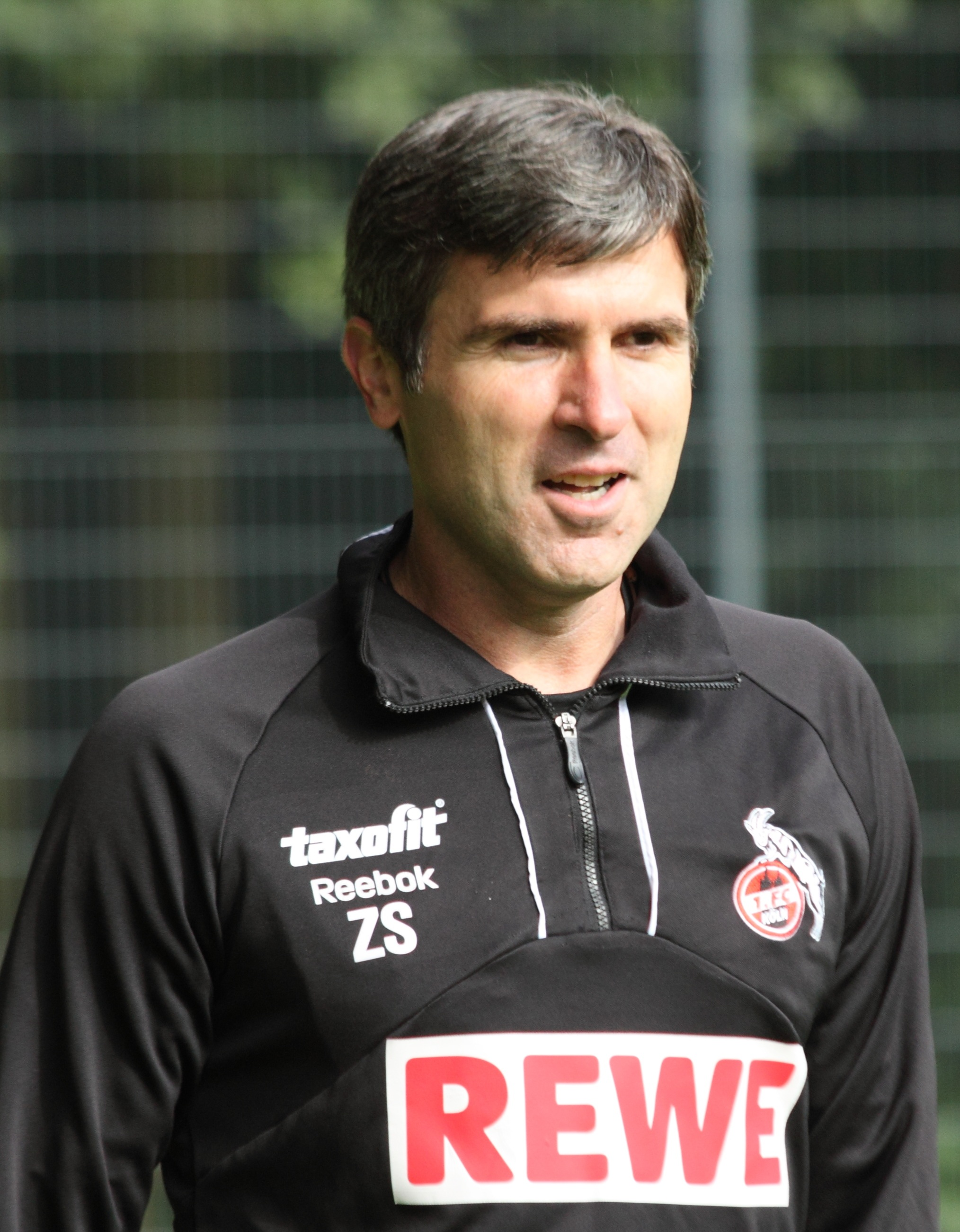
Zvonimir Soldo (* 1967)

- Soldwedel, Heinrich (1915–1992), deutscher Kommunalpolitiker

### Sole
- Solé Fa, Luis Felipe (* 1946), spanischer Ordensgeistlicher, römisch-katholischer Bischof von Trujillo in Honduras
- Solé i Jorba, Vicenç (1904–1946), katalanischer Maler
- Solé i Olivart, Eulàlia (* 1946), katalanische klassische Pianistin und Klavierpädagogin
- Solé Tura, Jordi (1930–2009), spanischer Politiker
- Sole, Catherine, südafrikanische Entomologin
- Sole, Donald Bell (1917–2011), südafrikanischer Diplomat
- Solé, Ferrán (* 1992), spanischer Handballspieler
- Sole, Hailey, US-amerikanische Schauspielerin und Model
- Solé, Jean (* 1948), französischer Comiczeichner und Illustrator
- Solé, Jordi (* 1976), katalanischer Politikwissenschaftler und Politiker
- Solé, Robert (* 1946), französischer Journalist und Schriftsteller
- Solé, Sebastián (* 1991), argentinischer Volleyballspieler
- Solecka, Anna (* 1954), deutsche Malerin und Fotografin
- Solecki, Ralph (1917–2019), US-amerikanischer Archäologe
- Soledade, Fernando (1879–1959), brasilianischer Sportschütze
- Soleibe Arbeláez, José (* 1938), kolumbianischer Geistlicher, emeritierter Bischof von Caldas
- Soleillet, Paul (1842–1886), französischer Afrikareisender
- Soleim, Vetle Wang (* 1993), norwegischer Politiker
- Soleimani, Abbas-Ali (1947–2023), schiitischer Geistlicher
- Soleimani, Qasem (1957–2020), iranischer GeneralmajorQasem Soleimani (1957–2020)

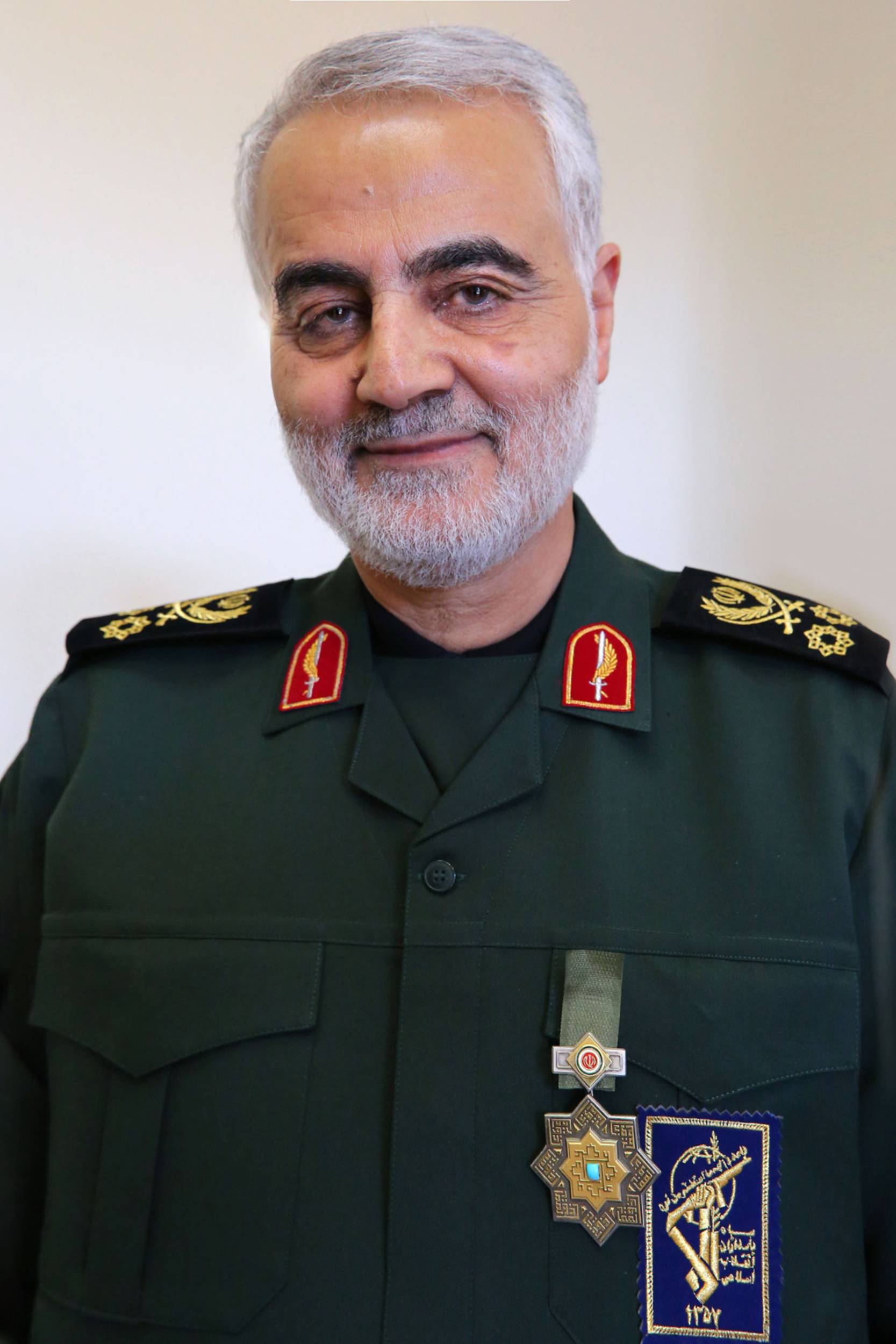
Qasem Soleimani (1957–2020)

- Soleimanpour, Hadi (* 1956), iranischer Diplomat, Generalsekretär der Organisation für wirtschaftliche Zusammenarbeit
- Solem, Kari (* 1974), norwegische Handballspielerin
- Solem, Morten (* 1980), norwegischer Skispringer
- Solemacher, Kaspar von (1807–1867), deutscher Verwaltungsjurist und Politiker
- Solemacher-Antweiler, Friedrich von (1832–1906), deutscher Gutsbesitzer und Politiker
- Solemacher-Antweiler, Viktor von (1889–1945), Landrat des Kreises Büren (1925–1934)
- Solemani, Sarah (* 1982), britische Schauspielerin und Autorin
- Solemdal, Synnøve (* 1989), norwegische Biathletin
- Solémy, Jean-Baptiste Symon de (1746–1834), französischer General
- Solenander, Reiner (1527–1601), Badearzt in Lucca, Leibarzt von Wilhelms des Reichen
- Soler Biescas, Martí (* 2003), spanischer Handballspieler
- Soler Espinosa, Sílvia (* 1987), spanische Tennisspielerin
- Soler Gallart, Marta, spanische Soziologin und Hochschullehrerin
- Soler i Renales, Àngel (1940–2017), katalanischer Pianist, Kammermusiker und Musikpädagoge
- Soler i Sardà, Josep (1935–2022), spanischer Komponist, Musikwissenschaftler und Musikpädagoge
- Soler i Ventura, Josep (1872–1946), katalanischer Violoncellist
- Soler Perdigó, Carles (1932–2023), spanischer römisch-katholischer Geistlicher, Bischof von Girona
- Soler, Alejandra (1913–2017), spanische Politikerin und Hochschullehrerin
- Soler, Álvaro (* 1991), spanisch-deutscher PopsängerÁlvaro Soler (* 1991)

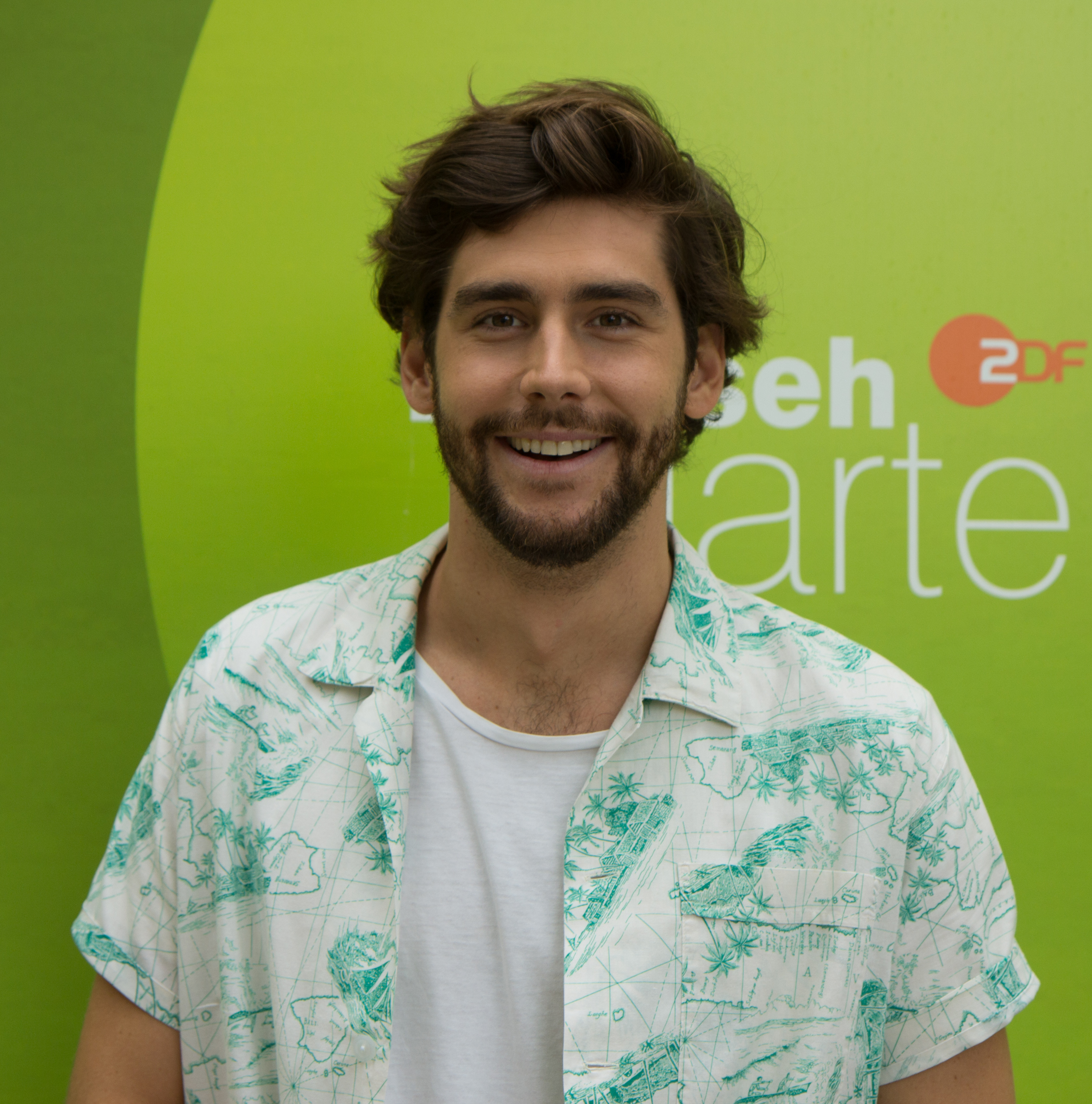
Álvaro Soler (* 1991)

- Soler, Angelino (* 1939), spanischer Radrennfahrer
- Soler, Antonio († 1783), spanischer Komponist
- Soler, Antonio (* 1956), spanischer Schriftsteller
- Soler, Benet († 1682), katalanischer Kapellmeister, Komponist
- Soler, Carlos (* 1997), spanischer Fußballspieler
- Solér, Erik (* 1960), norwegischer Fußballspieler
- Solèr, Ernst (1960–2008), Schweizer Schriftsteller und Journalist
- Soler, Esteve (* 1976), spanischer Dramatiker
- Soler, Fernando (1896–1979), mexikanischer Schauspieler, Regisseur, Produzent und Drehbuchautor
- Soler, Francesc († 1688), katalanischer Komponist
- Soler, Frederic (1839–1895), katalanischer Dichter, Dramatiker und Unternehmer
- Soler, Gérard (* 1954), französischer Fußballspieler
- Soler, Jordi (* 1963), mexikanischer Schriftsteller
- Soler, Julián (1907–1977), mexikanischer Schauspieler und Regisseur
- Soler, Julio (* 2005), argentinisch-paraguayischer Fußballspieler
- Soler, Marc (* 1993), spanischer RadrennfahrerMarc Soler (* 1993)

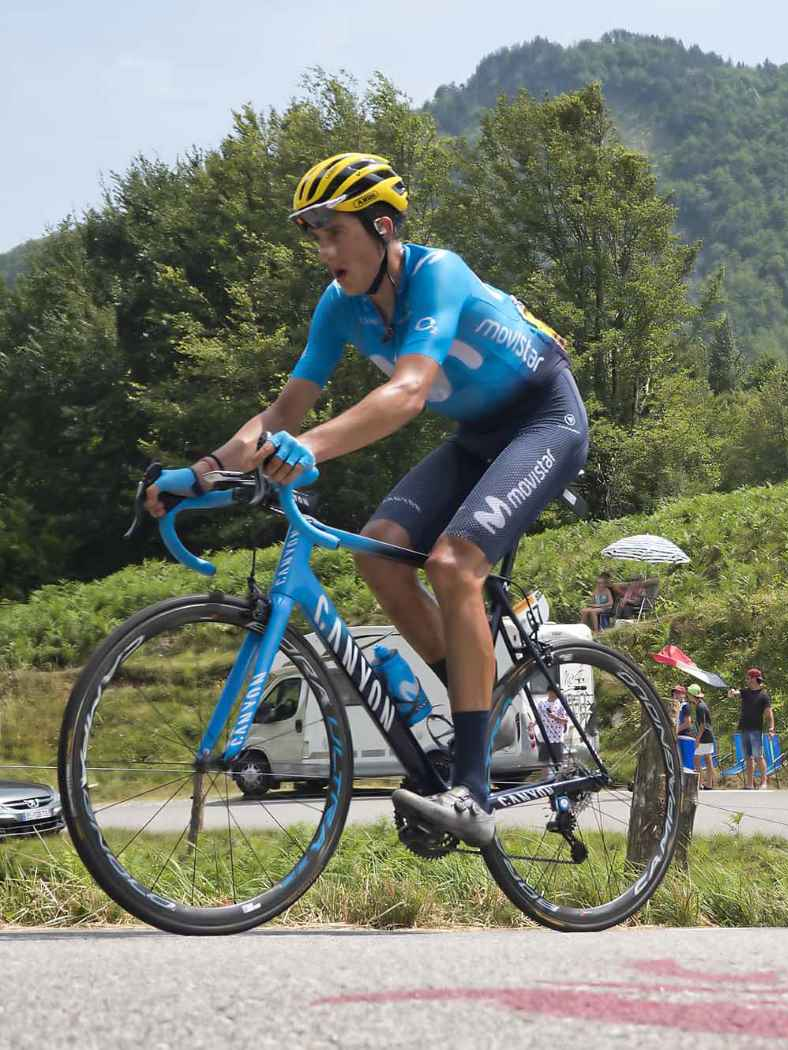
Marc Soler (* 1993)

- Soler, Mauricio (* 1983), kolumbianischer Radrennfahrer
- Soler, Meritxell (* 1992), spanische Leichtathletin
- Soler, Miquel (* 1965), spanischer Fußballspieler und -trainer
- Soler, Pastora (* 1978), spanische Flamenco-Sängerin
- Soler, Pedro (1938–2024), französischer Flamenco-Gitarrist
- Solèr, Pia (* 1971), Schweizer Autorin
- Soler, Roger (* 1960), peruanischer Langstreckenläufer
- Soler, Yolanda (* 1971), spanische Judoka
- Soler-Roig, Àlex (* 1932), spanischer Automobilrennfahrer
- Solera Mantegazza, Laura (1813–1873), italienische Philanthropin und Sozialreformerin
- Solera, Daniela (* 1997), costa-ricanische Fußballtorhüterin
- Solera, Temistocle (1815–1878), italienischer Dichter und Librettist
- Solereder, Hans (1860–1920), deutscher Botaniker und Hochschulprofessor
- Soleri, Edoardo (* 1997), italienischer Fußballspieler
- Soleri, Paolo (1919–2013), italienischer Architekt
- Soles, P. J. (* 1950), US-amerikanische SchauspielerinP. J. Soles (* 1950)

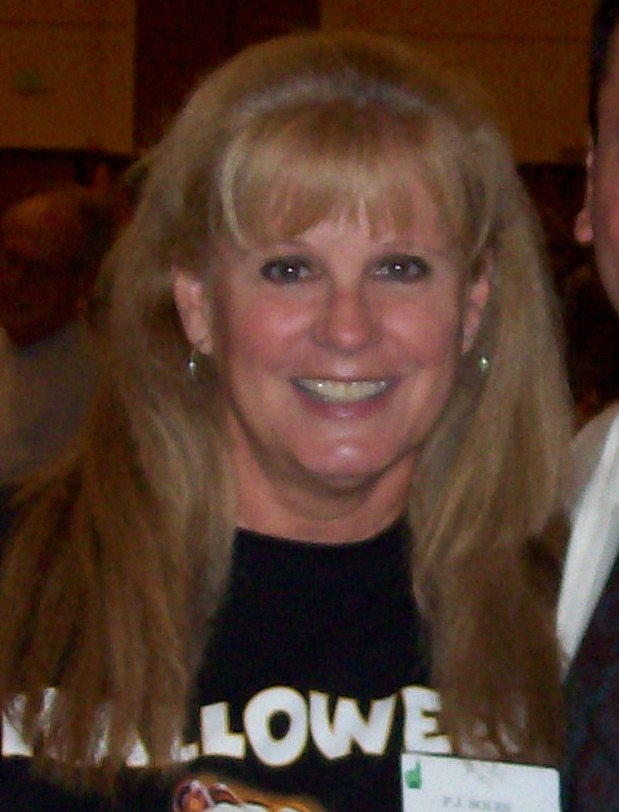
P. J. Soles (* 1950)

- Solet, Oumar (* 2000), französischer Fußballspieler
- Soleti, Fernando (1891–1978), italienischer General der Polizia dell’Africa Italiana (PAI)
- Sóley (* 1987), isländische Musikerin (Seabear)
- Sóley Sesselja Bender (* 1953), isländische Krankenschwester und Professorin für Pflege der Universität Island
- Soley, Clive, Baron Soley (* 1939), britischer Politiker (Labour), Mitglied des House of Commons
- Soley, Mine (* 1946), türkische Schauspielerin
- Soley, Seyfo (* 1980), gambischer Fußballspieler
- Soleyne, St. Clair (* 1967), antiguanischer Leichtathlet

### Solf
- Solf, Hanna (1887–1954), Angehörige des deutschen Widerstandes gegen den Nationalsozialismus
- Solf, Henry (* 1998), deutscher Schauspieler
- Solf, Mark-Alexander (* 1981), deutscher Schauspieler und Autor
- Solf, Michael-Ezzo (* 1946), deutscher Politiker (CDU), MdL
- Solf, Reinhild (1940–2022), deutsche Schauspielerin und Autorin
- Solf, Wilhelm (1862–1936), deutscher Politiker und Gouverneur von Samoa
- Solfa, Johannes (1483–1564), niedersorbischer Arzt, Humanist und Gelehrter
- Solfaghari, Jasmin (* 1963), deutsche Opernregisseurin
- Solforosi, Franck (* 1984), französischer Ruderer

### Solg
- Solga, David (* 1982), deutscher Fußballspieler
- Solga, Heike (* 1964), deutsche Soziologin
- Solga, Simone (* 1963), deutsche Kabarettistin, Schauspielerin und SängerinSimone Solga (* 1963)

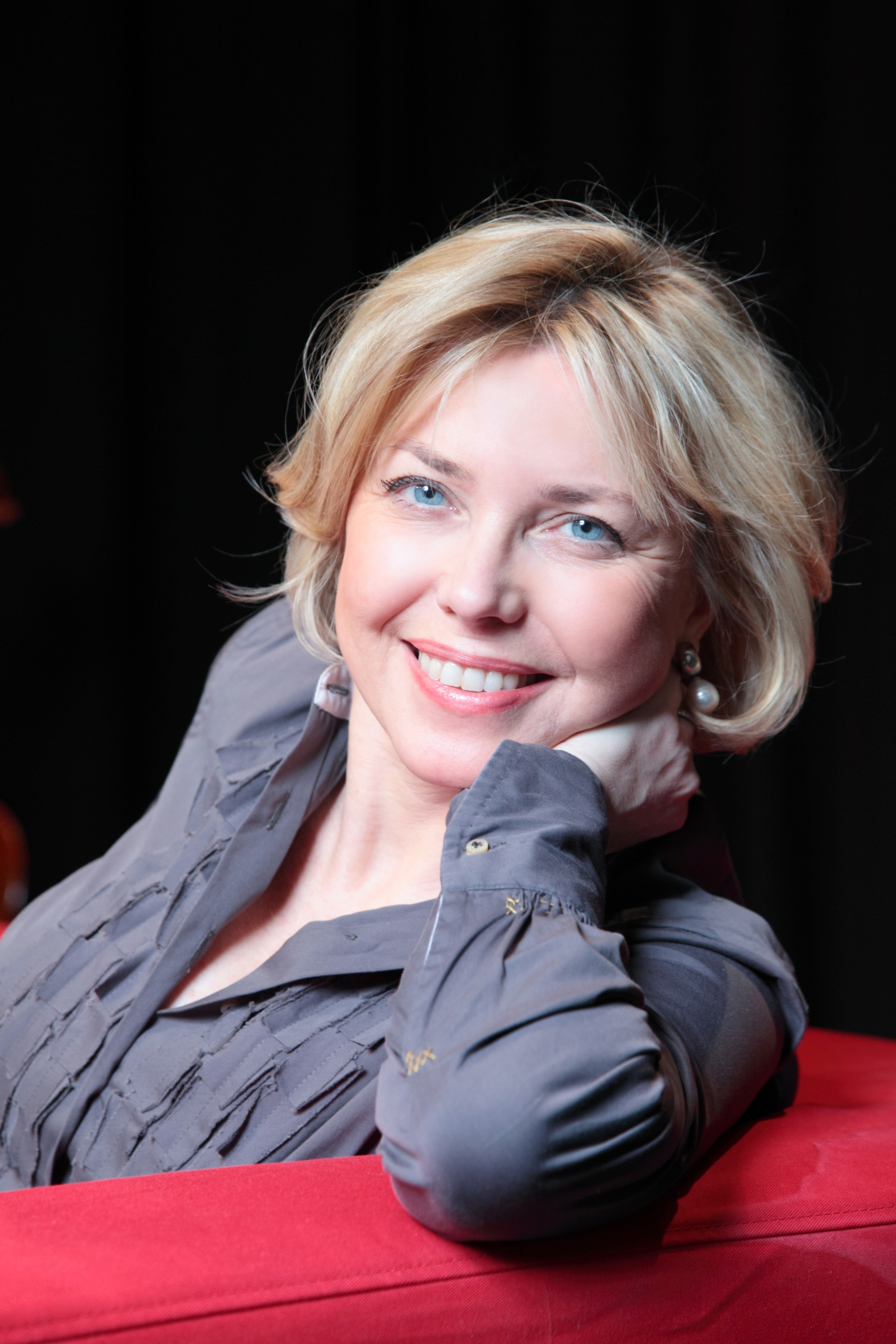
Simone Solga (* 1963)

- Solgaard, Ella, dänische Schauspielerin
- Solger, Adam Rudolf (1693–1770), deutscher evangelischer Geistlicher und Bibliothekar
- Solger, Bernhard (1812–1889), deutscher Architekt, Baubeamter in Nürnberg
- Solger, Bernhard (1849–1935), deutscher Anatom und Hochschullehrer
- Solger, Friedrich (1877–1965), deutscher Geologe und Heimatkundler
- Solger, Hugo (1818–1898), preußischer Jurist, Verwaltungsbeamter und Parlamentarier
- Solger, Karl Wilhelm Ferdinand (1780–1819), deutscher Philologe, Hochschullehrer und Philosoph
- Solger, Reinhold (1817–1866), deutschamerikanischer Schriftsteller und Politiker

### Solh
- Solh, Rachid (1926–2014), libanesischer Politiker; Ministerpräsident
- Solh, Riad as- (1894–1951), libanesischer Ministerpräsident
- Solh, Sami (1887–1968), Politiker des Großlibanon
- Solh, Takieddine (1908–1988), libanesischer Politiker, Ministerpräsident des Libanon
- Solhardt, Karl (1896–1986), Bürgermeister von Bregenz (1938–1945)
- Solhaug Hansen, Martin (* 2003), norwegischer Radrennfahrer
- Solheim, Erik (* 1955), norwegischer Politiker, Mitglied des Storting
- Solheim, Erik Lyche (* 1986), norwegischer Skispringer
- Solheim, Fabian Wilkens (* 1996), norwegischer Skirennläufer
- Solheim, Inger Lise (* 1960), norwegische Judoka
- Solheim, Iselin (* 1990), norwegische Sängerin und SongwriterinIselin Solheim (* 1990)

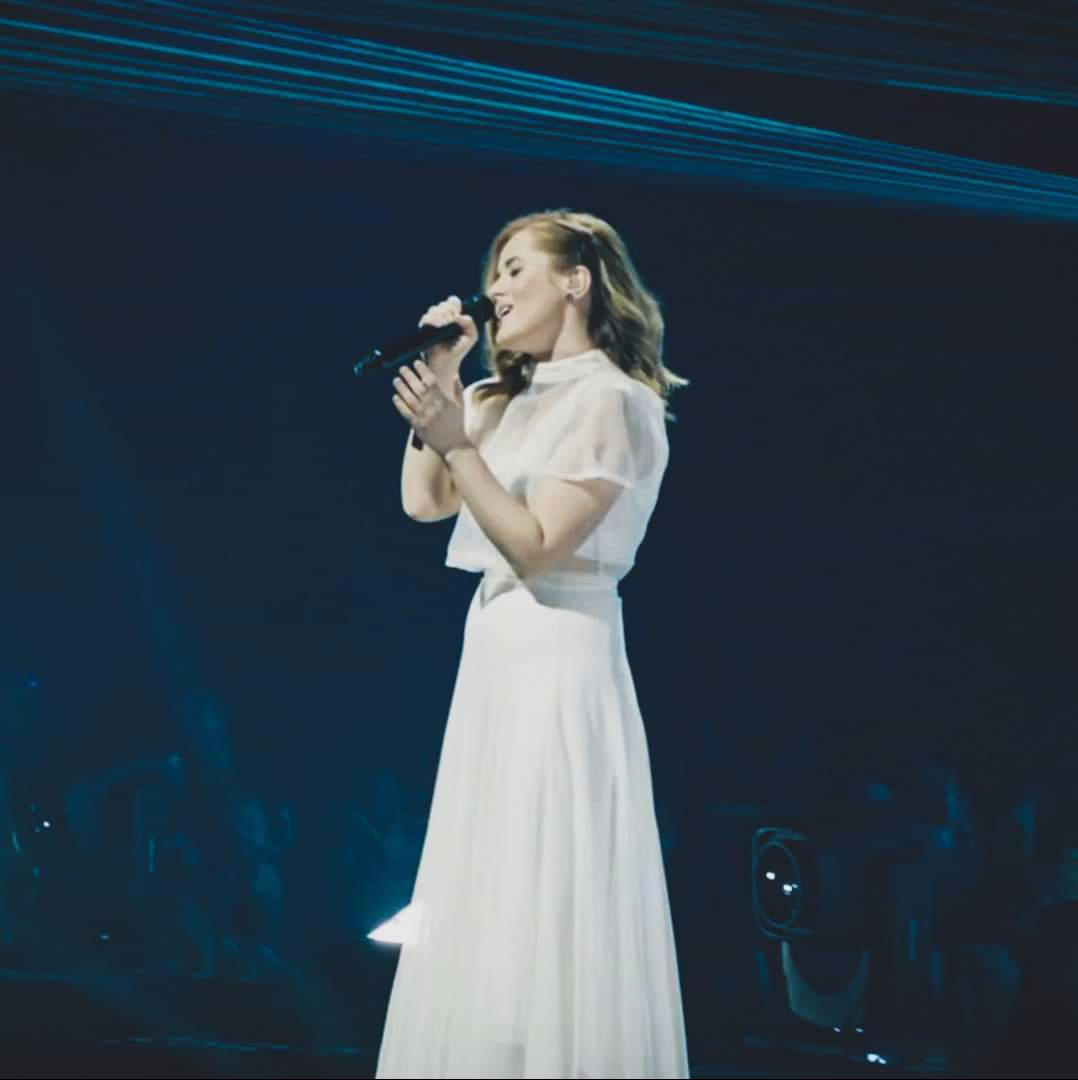
Iselin Solheim (* 1990)

- Solheim, Karsten (1911–2000), US-amerikanischer Ingenieur und Unternehmer
- Solheim, Ken (* 1961), kanadischer Eishockeyspieler
- Solheim, Maria (* 1982), norwegische Musikerin
- Solheim, Mona (* 1979), norwegische Taekwondoin
- Solheim, Nina (* 1979), norwegische Taekwondoin
- Solhi al-Wadi (1934–2007), irakischer Musiker, Dirigent, Komponist, Erzieher und Schuldirektor
- Solhjell, Bård Vegar (* 1971), norwegischer Politiker (SV), Mitglied des Storting
- Solholm Johansen, Sondre (* 1995), norwegischer Fußballspieler

### Soli
- Soli, Abdourahamane (1938–2016), nigrischer Jurist, Politiker und Autor
- Soli, Kalani (* 1998), amerikanisch-samoanische Tennisspielerin
- Soliai, Paul (* 1983), US-amerikanischer American-Football-Spieler
- Šolic, Petar (1948–1992), kroatischer Geistlicher
- Solichin, Vitus Rubianto (* 1968), indonesischer Ordensgeistlicher, römisch-katholischer Bischof von Padang
- Solicius Aurelinanus, Lucius, römischer Centurio (Kaiserzeit)
- Soliday, Gerald (* 1939), US-amerikanischer Historiker
- Solidor, Suzy (1900–1983), französische SängerinSuzy Solidor (1900–1983)

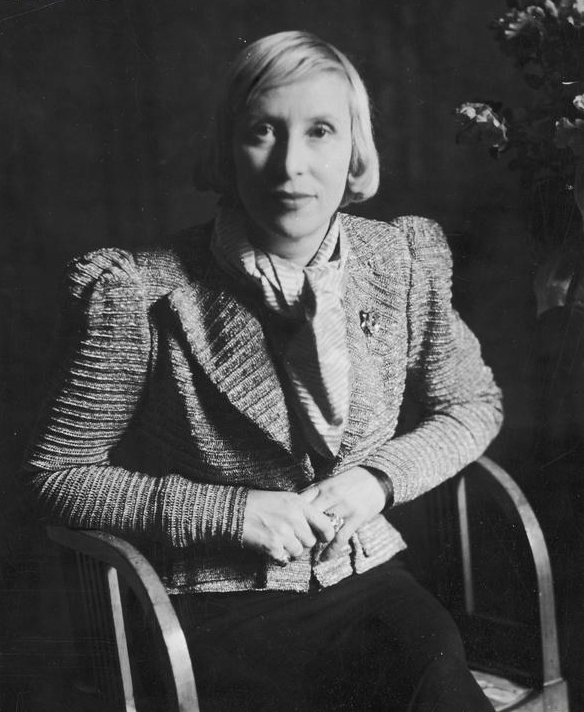
Suzy Solidor (1900–1983)

- Solié, Jean-Pierre (1755–1812), französischer Cellist, Opernsänger (Bariton) und Komponist
- Solier Romero, Magaly (* 1986), peruanische Schauspielerin und Sängerin
- Soligo, Melissa (* 1969), kanadische Curlerin
- Solih, Ibrahim Mohamed (* 1964), maledivischer Politiker
- Solikowski, Jan Dymitr († 1603), römisch-katholischer Geistlicher, Erzbischof von Lemberg, Diplomat und Schriftsteller
- Soliman Pascha (1788–1860), Soldat in der französischen Armee und zuletzt Adjutant von Marschall Grouchy
- Soliman, Angelo († 1796), österreichischer Kammerdiener afrikanischer HerkunftAngelo Soliman († 1796)

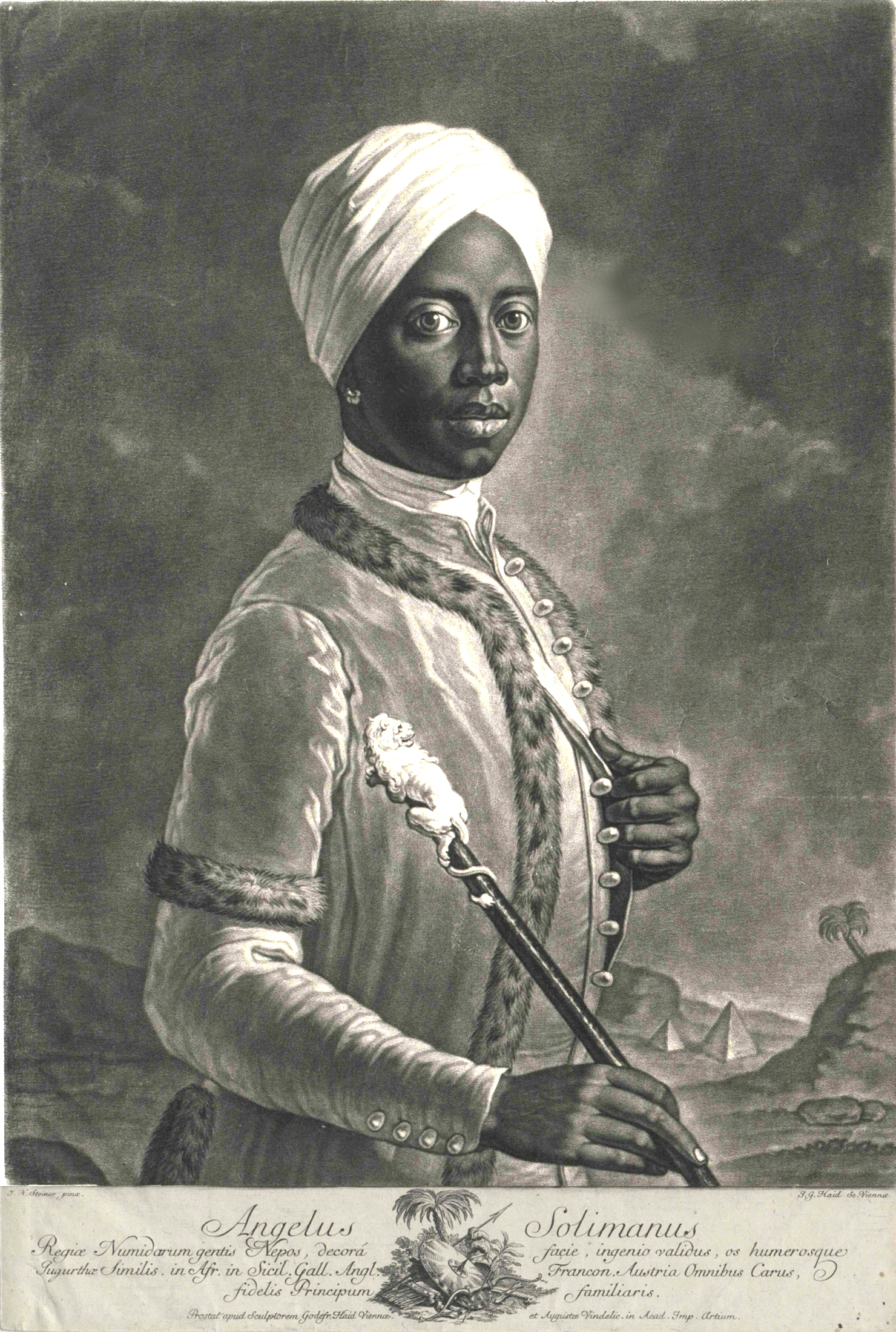
Angelo Soliman († 1796)

- Soliman, Azza (* 1968), ägyptische Rechtsanwältin und Frauenrechtlerin
- Soliman, Carmen (* 1994), ägyptische Sängerin
- Soliman, Dia (* 1980), deutsch-ägyptischer Basketballspieler
- Soliman, Fadwa (1970–2017), syrische Schauspielerin und Person im Syrischen Bürgerkrieg
- Soliman, Laila (* 1981), ägyptische Theaterschriftstellerin- und Regisseurin
- Soliman, Mohamed (1878–1929), ägyptischer Artist, Kinobesitzer und Theaterdirektor
- Soliman, Saleh (* 1916), ägyptischer Gewichtheber
- Soliman, Sam (* 1973), australischer Boxer
- Soliman, Tina (* 1966), deutsche Journalistin, Autorin, Produzentin, Regisseurin und Redakteurin
- Soliman, Walid (* 1975), tunesischer Dolmetscher und Schriftsteller
- Soliman, Youssef (* 1997), ägyptischer Squashspieler
- Solimani, Nicolò, italienischer Maler der Renaissance
- Solimena, Francesco (1657–1747), italienischer MalerFrancesco Solimena (1657–1747)

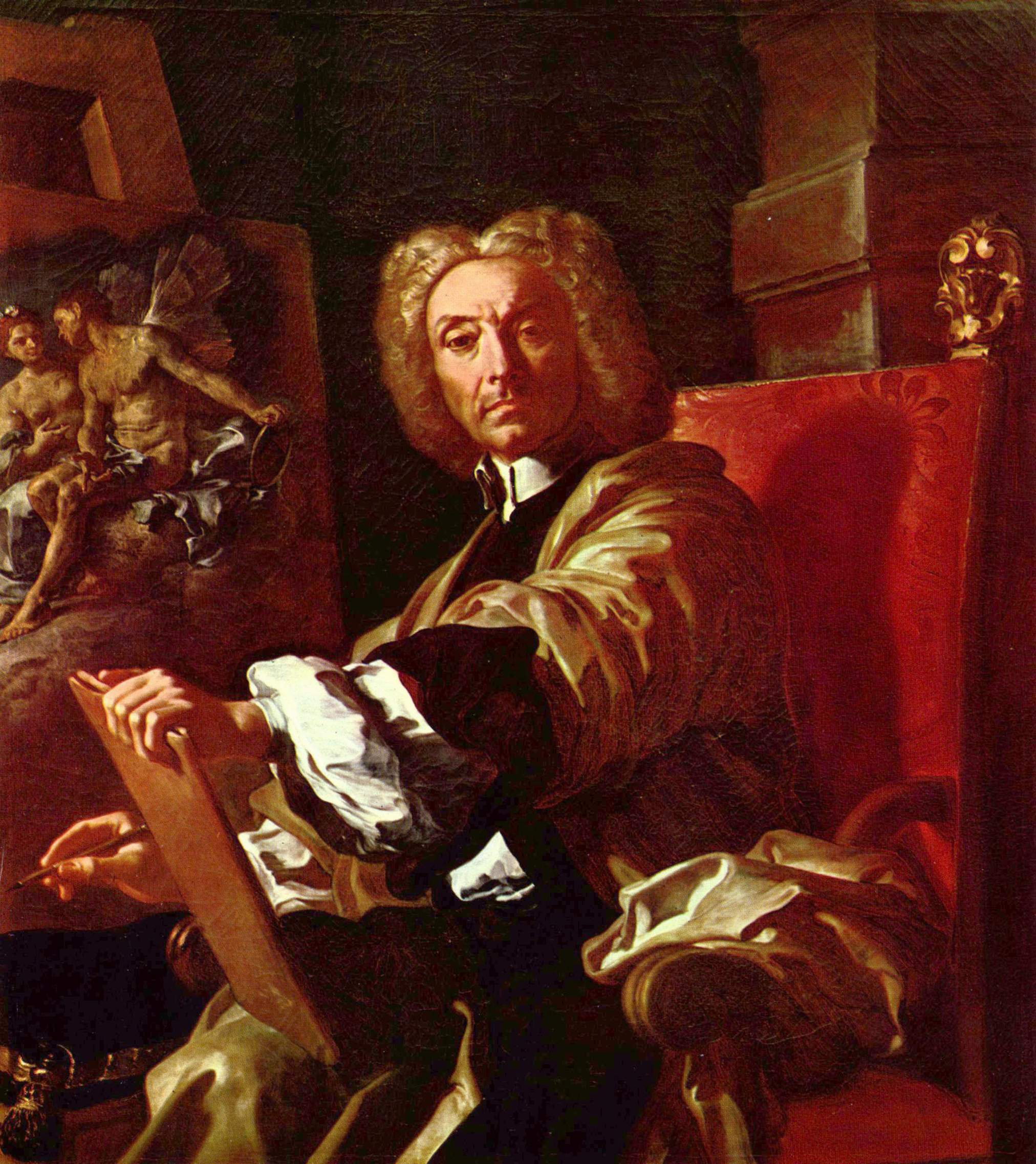
Francesco Solimena (1657–1747)

- Solimeno, Cristian (* 1975), britischer Schauspieler, Tänzer, Drehbuchautor und Regisseur
- Solimine, Dani (* 1963), Schweizer Jazzmusiker (Gitarre, auch Gesang, Komposition)
- Solin, Heikki (* 1938), finnischer Altphilologe, Epigraphiker und Hochschullehrer
- Solin, Jenny (* 1996), schwedische Skilangläuferin
- Šolín, Josef (1841–1912), tschechischer Bauingenieur und Mathematiker
- Solin, Tim (* 1958), US-amerikanischer Curler
- Solin-Stojanovic, Daniela (* 1946), deutsche Juristin, Richterin am Bundesgerichtshof
- Solinas, Christian (* 1976), italienischer Politiker und Regionalpräsident Sardiniens
- Solinas, Franco (1927–1982), italienischer Drehbuchautor und Schriftsteller
- Solinas, Marisa (1939–2019), italienische Schauspielerin und Sängerin
- Söling, Hans-Dieter (1929–2006), deutscher Biomediziner
- Soling, Tideman († 1436), deutscher Kaufmann und Ratsherr der Hansestadt Lübeck
- Solingen, Etel (* 1952), US-amerikanische Politikwissenschaftlerin und Hochschullehrerin
- Solinger, Helga (* 1939), deutsche Sozialarbeiterin und Politikerin (SPD), MdL
- Solinski, Sadko Günter (1937–2005), Schweizer Pferdetrainer, Reitlehrer und Fachautor
- Solinsky, Chris (* 1984), US-amerikanischer Langstreckenläufer
- Solinus, römischer Grammatiker und Kompilator
- Solís Fernández, Juan Vicente (1892–1973), costa-ricanischer Geistlicher, römisch-katholischer Bischof von Alajuela
- Solís Folch de Cardona, José (1716–1770), spanischer Offizier, Geistlicher und Kolonialverwalter
- Solís Mayora, Eduardo Enrique (* 1928), mexikanischer Botschafter
- Solís Palma, Manuel (1917–2009), 41. Staatspräsident von Panama
- Solís Pérez, Susana (* 1971), spanische Ingenieurin und Politikerin (Cs), MdEP
- Solís Ruiz, José (1915–1990), spanischer Politiker
- Solís y Rivadeneyra, Antonio de (1610–1686), spanischer Dramatiker und Geschichtsschreiber
- Solís, Alba (1927–2016), argentinische Tangosängerin und Schauspielerin
- Solis, Camille (* 1971), belizische Radrennfahrerin
- Solís, Diego (* 1958), argentinischer Tangosänger, Gitarrist, Arrangeur und Komponist
- Solís, Edgar Iván (* 1987), mexikanischer Fußballspieler
- Solis, Félix (* 1971), US-amerikanischer Schauspieler puerto-ricanischer AbstammungFélix Solis (* 1971)

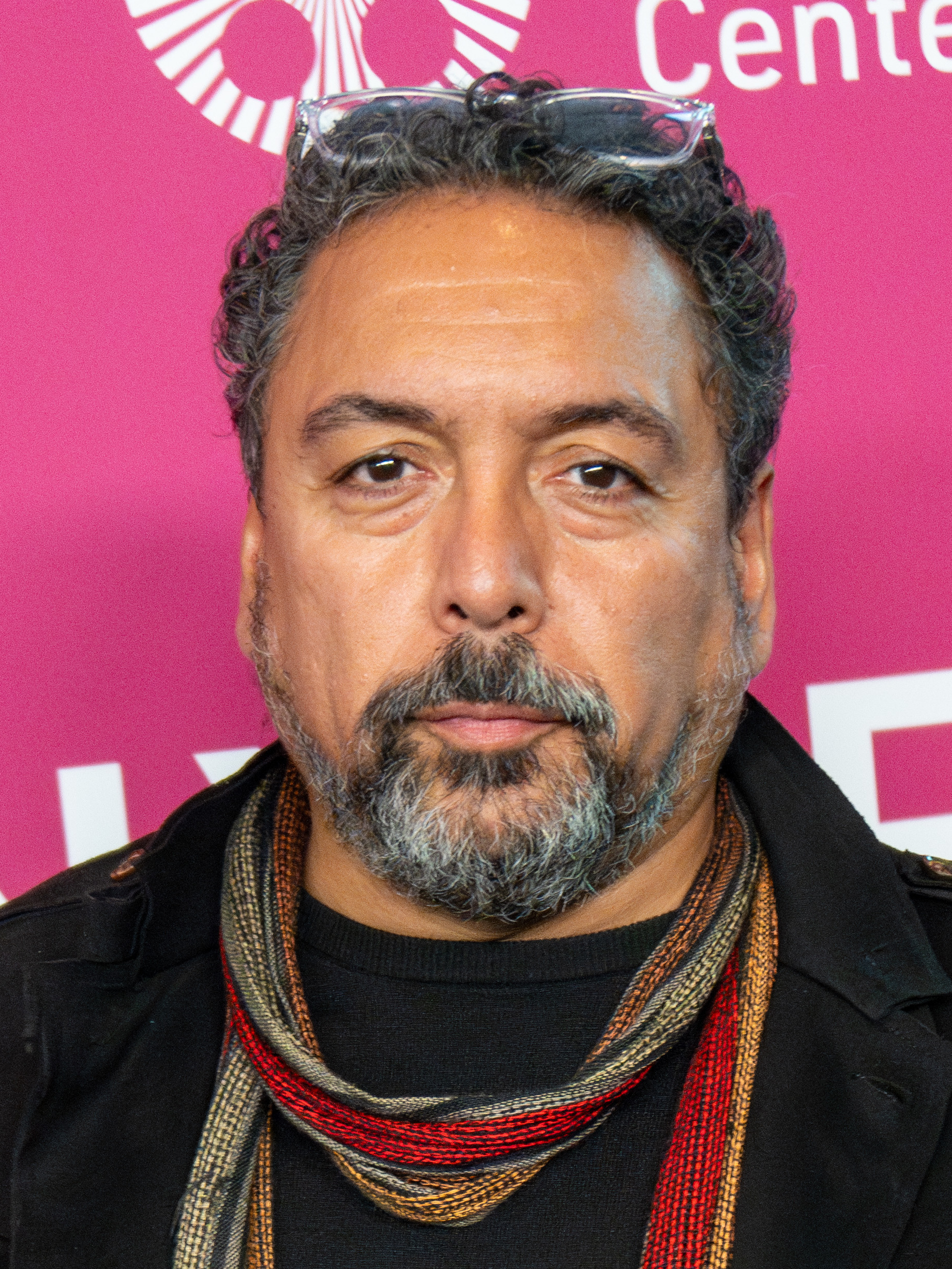
Félix Solis (* 1971)

- Solís, Fernando (* 1976), chilenischer Fußballspieler
- Solís, Francisco (* 1952), mexikanischer Fußballspieler
- Solis, Hilda (* 1957), US-amerikanische Politikerin (Demokratische Partei)
- Solís, Hugo (* 1951), chilenischer Fußballspieler und -trainer
- Solís, Javier (1931–1966), mexikanischer Sänger und Schauspieler
- Solís, Jhon (* 1993), kolumbianischer Leichtathlet
- Sólis, João Afonso (* 1956), brasilianischer Politiker
- Solís, Jonathan (* 1993), guatemaltekischer Badmintonspieler
- Solís, Jorge, costa-ricanischer Fußballspieler
- Solis, Julian (* 1957), puerto-ricanischer Boxer im Bantamgewicht
- Solís, Leidy (* 1990), kolumbianische Gewichtheberin
- Solís, Liborio (* 1982), venezolanischer Boxer
- Solís, Luis Guillermo (* 1958), costa-ricanischer Historiker, Diplomat und Politiker
- Solis, Manuel (* 1920), mexikanischer Radrennfahrer
- Solís, Marco Antonio (* 1959), mexikanischer Sänger und TexterMarco Antonio Solís (* 1959)

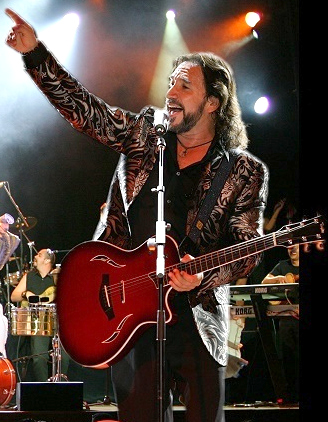
Marco Antonio Solís (* 1959)

- Solis, Mate (1935–2019), kroatischer Maler, Bildhauer und Illustrator
- Solís, Mauricio (* 1972), costa-ricanischer Fußballspieler
- Solís, Odlanier (* 1980), kubanischer Boxer
- Solis, Oscar Azarcon (* 1953), philippinischer Geistlicher, römisch-katholischer Bischof von Salt Lake City
- Solis, Ulises (* 1981), mexikanischer Boxer im Halbfliegengewicht
- Solis, Virgil (1514–1562), deutscher Zeichner und Kupferstecher
- Solisch, Wilhelm (1910–1988), deutscher Politiker (SED)
- Solitar, Donald (1932–2008), US-amerikanisch-kanadischer Mathematiker
- Solito, Auraeus (* 1969), philippinischer Filmregisseur und Filmproduzent
- Solito, Juan Ignacio (* 1993), argentinischer Leichtathlet
- Soliva, Carlo Evasio (1791–1853), italienischer Komponist Schweizer Herkunft
- Soliva, Claudio (1929–2017), Schweizer Rechtshistoriker und Hochschullehrer
- Soliven, Maximo (1929–2006), philippinischer Journalist, Verleger und Publizist
- Solivérès, Thomas (* 1990), französischer Schauspieler
- Soliyeva, Farida (* 2001), usbekische Sprinterin
- Soliz, Óscar (* 1985), bolivianischer Radrennfahrer

### Solj
- Solja, Amelie (* 1990), deutsche Tischtennisspielerin
- Solja, Petrissa (* 1994), deutsche Tischtennisspielerin
- Solja-Andruszko, Dagmar (* 1955), deutsche Tischtennisspielerin
- Soljačić, Marin (* 1974), kroatischer Physiker und Elektroingenieur
- Soljak, Miriam (1879–1971), neuseeländische Lehrerin, politische Aktivistin, Frauenrechtlerin, Journalistin
- Soljanow, Wiktor (* 1997), ukrainischer Hürdenläufer

### Solk
- Solka, Gunnar (* 1970), deutscher SchauspielerGunnar Solka (* 1970)

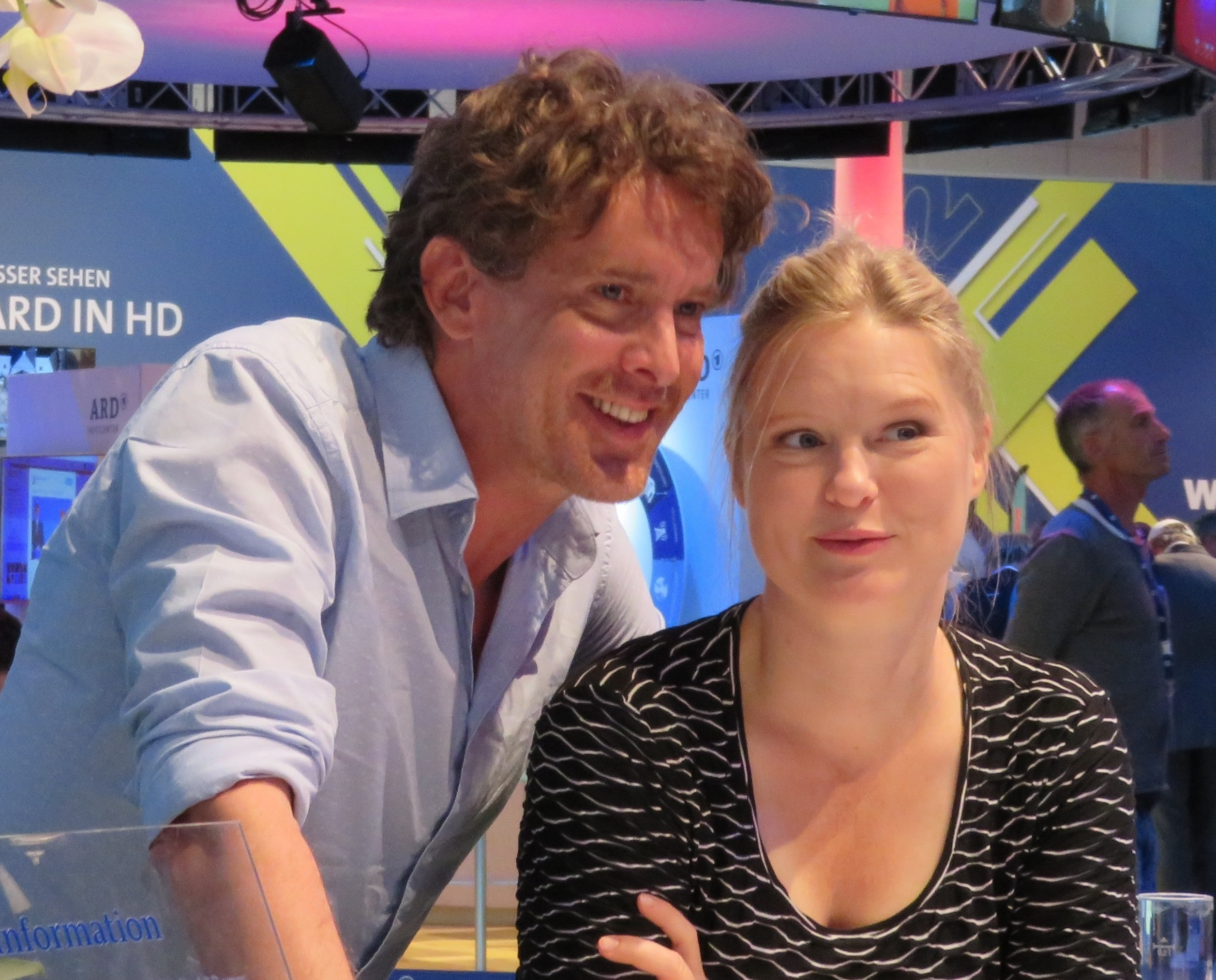
Gunnar Solka (* 1970)

- Solka, Klaus (* 1942), deutscher Tischtennisspieler
- Solke, Emil (1916–1999), deutscher Landwirt und Politiker (CDU), MdB
- Solkema, Gijs van (* 1998), niederländischer Volleyballspieler
- Sölkner, Lea (* 1958), österreichische Skirennläuferin
- Sölkner, Ronald (* 1979), österreichischer Komponist, Produzent und Spieleentwickler

### Soll
- Söll, Änne (* 1969), deutsche Kunsthistorikerin und Hochschullehrerin
- Soll, Franz Joseph (1734–1798), Kirchenmaler des Rokoko
- Söll, Georg (1913–1997), deutscher katholischer Ordensgeistlicher
- Soll, Hendrik (* 1963), deutscher Jazzpianist
- Soll, Jürgen (* 1953), deutscher Biochemiker und Zellbiologe
- Söll, Ludwig (1931–1974), deutscher Romanist und Sprachwissenschaftler
- Sollacaro, François-Joseph (* 1994), französischer Fußballtorwart
- Sollak, Karl (* 1956), österreichischer Dirigent
- Sollander, Stig (1926–2019), schwedischer Skirennläufer
- Sollas, William Johnson (1849–1936), britischer Geologe
- Sollbach, Walter (* 1937), deutscher Bauingenieur und Verbandsfunktionär
- Sollbauer, Michael (* 1990), österreichischer FußballspielerMichael Sollbauer (* 1990)

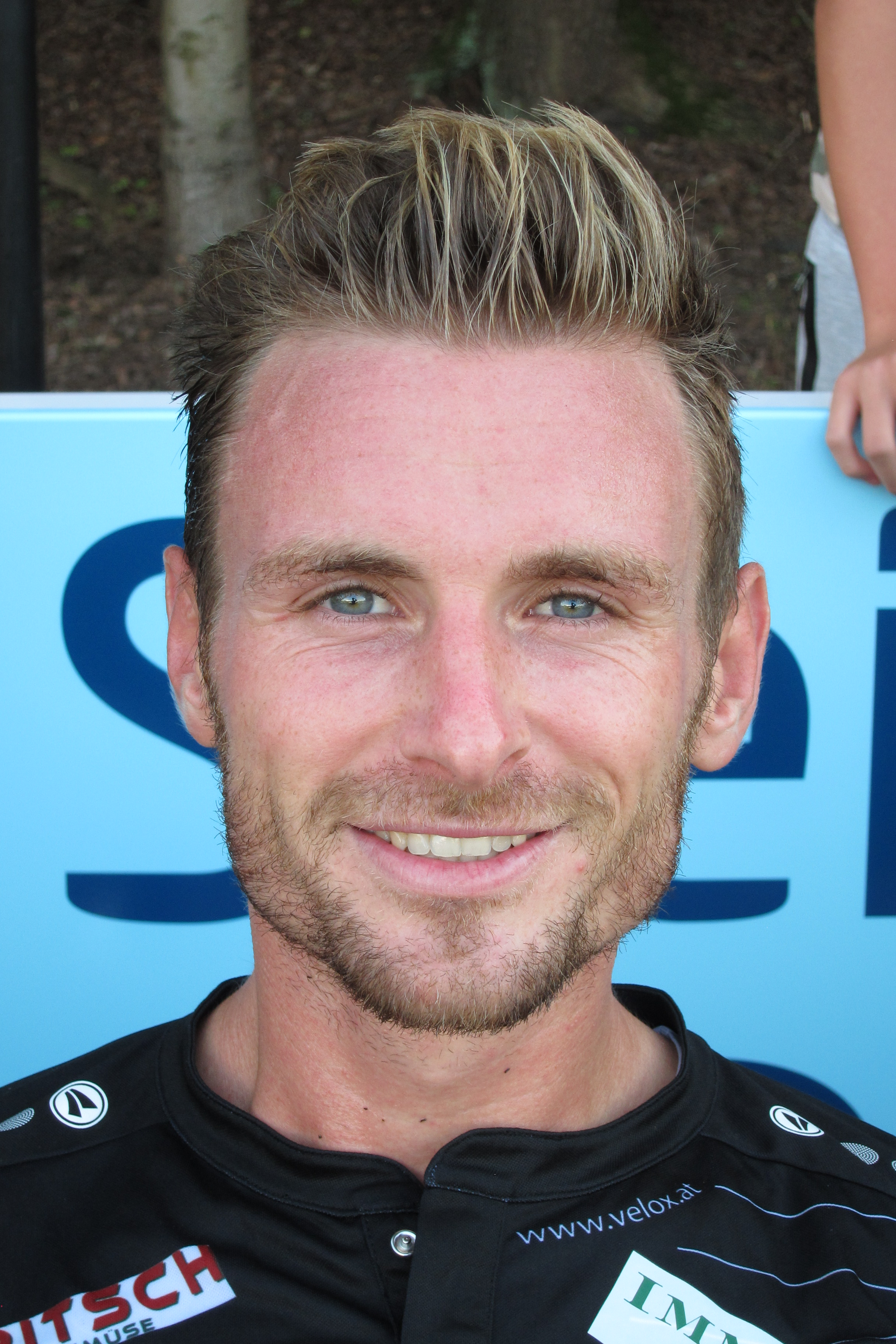
Michael Sollbauer (* 1990)

- Sollberger, Harvey (* 1938), US-amerikanischer Flötist, Komponist und Dirigent
- Sollberger, Jürg (1940–2021), Schweizer Jurist und Forscher auf dem Gebiet des Straf- und des Strafprozessrechts
- Sollberger, Marie (1846–1917), schweizerische Blaukreuzpionierin, Klinikgründerin
- Sollberger-Muff, Sandra (* 1973), Schweizer Politikerin (SVP)
- Sölle, Dorothee (1929–2003), deutsche evangelische Theologin und MystikerinDorothee Sölle (1929–2003)

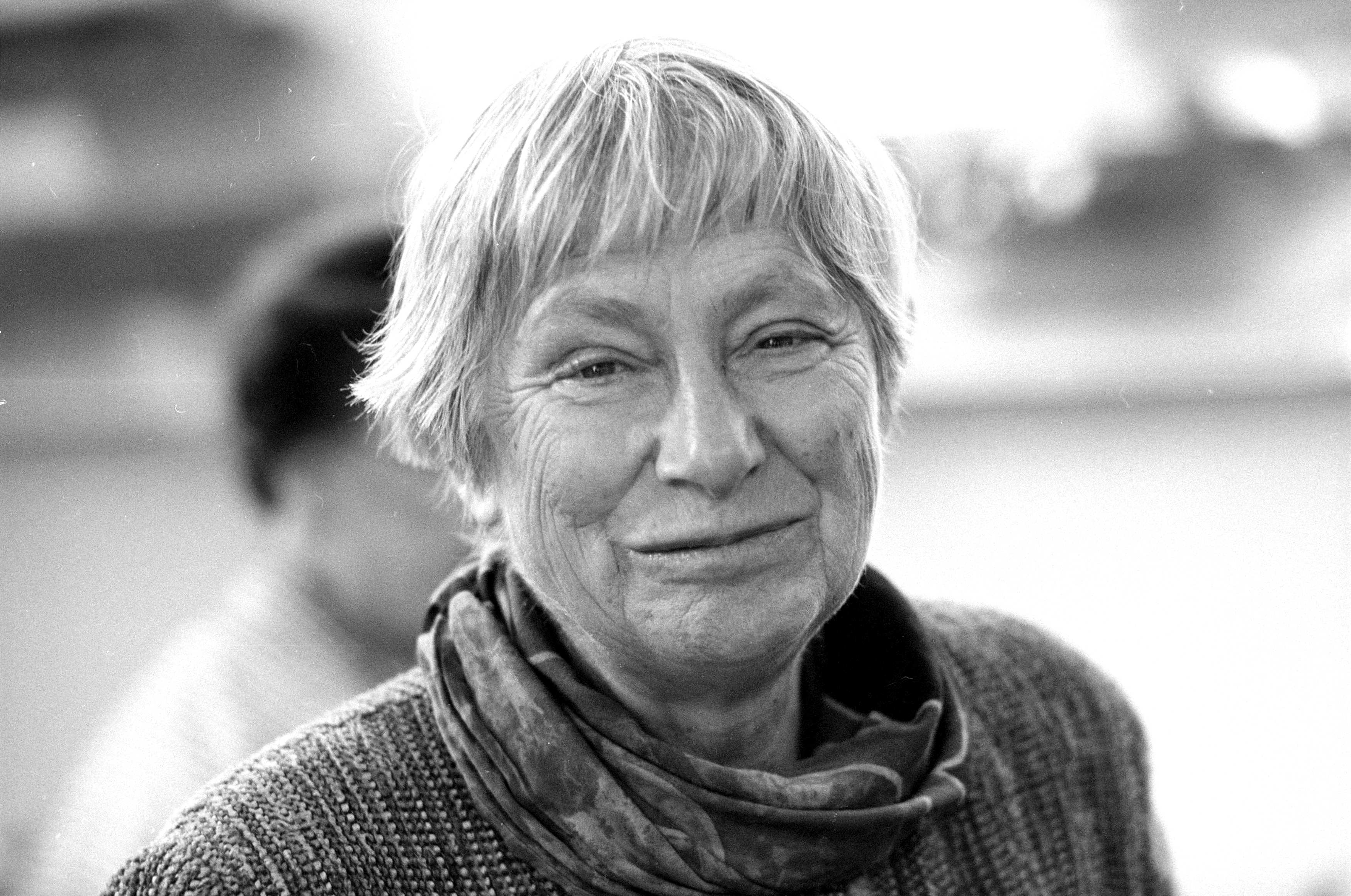
Dorothee Sölle (1929–2003)

- Solle, Gerhard (1911–1981), deutscher Geologe und Paläontologe
- Sölle, Horst (1924–2016), deutscher Politiker (SED), Minister für Außenhandel und innerdeutschen Handel der DDR
- Sollecito, Raffaele, italienisches Justizopfer
- Solleder, Emil (1899–1931), deutscher Bergsteiger
- Solleder, Fridolin (1886–1972), bayerischer Archivar
- Solleder, Max (1894–1966), deutscher Jurist und Politiker (CSU), MdB
- Sollemnianus, Aulus Aelius, römischer Offizier (Kaiserzeit)
- Sollenberger, Richard T. (1907–1975), US-amerikanischer Psychologe und Professor
- Söller, Anton (1807–1875), deutscher Landschafts- und Porträtmaler der Düsseldorfer Schule, Restaurator und Kunsthändler sowie Zeichenlehrer in Mülheim am Rhein
- Soller, August (1805–1853), deutscher Architekt und preußischer Baubeamter
- Söller, Heinrich (1903–1997), deutscher Bildhauer
- Soller, Johanna (* 1989), deutsche Dirigentin, Chorleiterin, Organistin und Musikpädagogin
- Soller, Kyle (* 1983), US-amerikanischer Schauspieler und SynchronsprecherKyle Soller (* 1983)

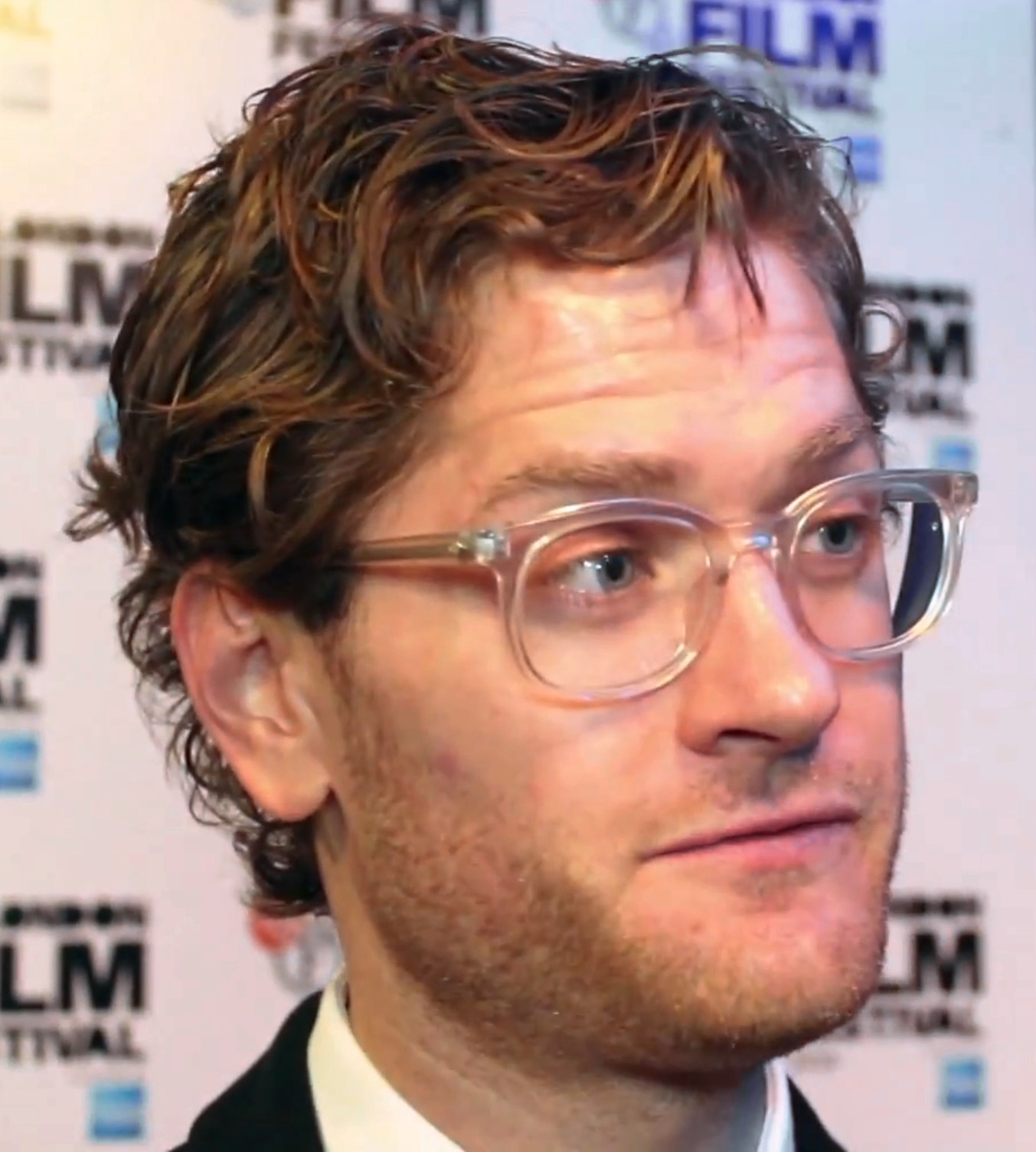
Kyle Soller (* 1983)

- Soller, Peter, Schweizer Berufsoffizier (Brigadier)
- Söller-Winkler, Manuela (* 1961), deutsche Ministerialbeamtin und Staatssekretärin (Schleswig-Holstein)
- Sollers, Augustus Rhodes (1814–1862), US-amerikanischer Politiker
- Sollers, Philippe (1936–2023), französischer Schriftsteller
- Sollertinski, Iwan Iwanowitsch (1902–1944), sowjetischer Universalgelehrter und Publizist
- Sollett, Peter (* 1976), US-amerikanischer Filmregisseur und Drehbuchautor
- Solleveld, Gerrit (* 1961), niederländischer Radrennfahrer
- Solleveld, Maarten (* 1979), niederländischer Schachspieler
- Sollfelner, Bernd Hannes (* 1963), österreichischer Komponist
- Sollfrank, Alexander (* 1966), deutscher Brigadegeneral und Kommandeur des Kommando Spezialkräfte
- Sollfrank, Cornelia (* 1960), deutsche Hackerin, Cyber-/Technofeministin, Theoretikerin, Konzept- und Netzkünstlerin
- Sollfrank, Hannelore (* 1943), deutsche Politikerin (CDU), MdA
- Sollgruber, Johann (* 1964), österreichischer Jurist
- Solli, Arne (1938–2017), norwegischer General
- Solli, Guro Strøm (* 1983), norwegische Skilangläuferin
- Solli, Jan Gunnar (* 1981), norwegischer Fußballspieler, Musikproduzent und DJ
- Solli, Olaf, norwegischer Skispringer
- Solli-Tangen, Didrik (* 1987), norwegischer Sänger
- Sollid, Sigurd (1913–1988), norwegischer Skispringer
- Sollie, André (1947–2025), belgischer Autor und Illustrator
- Sollie, Kjell Jakob (* 1953), norwegischer Skilangläufer
- Sollie, Solveig (* 1939), norwegische Politikerin
- Sollied, Trond (* 1959), norwegischer Fußballspieler und -trainer
- Sollier, Paul (1861–1933), französischer Neurologe und Psychologe
- Sollima, Giovanni (* 1962), italienischer Cellist und Komponist
- Sollima, Sergio (1921–2015), italienischer Filmregisseur und Drehbuchautor
- Sollima, Stefano (* 1966), italienischer Regisseur und DrehbuchautorStefano Sollima (* 1966)

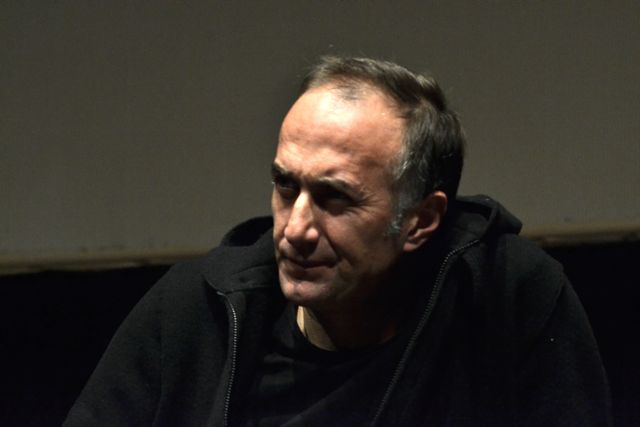
Stefano Sollima (* 1966)

- Solling, Adolf L., Fotograf in Hannover und Mitglied des dortigen Hoftheaters
- Solling, Carl († 1925), deutscher Kaufmann und Bankier, Konsul von Mexiko sowie Wirtschaftsführer
- Sölling, Friedrich August Christian (1824–1894), Stadtverordneter, Beigeordneter der Stadt Essen, Vorstand der Sparkasse Essen
- Sölling, Heinrich Carl (1813–1902), deutscher Kaufmann, Stadtverordneter, Mäzen und Ehrenbürger der Stadt Essen
- Sölling, Heinrich Theodor (1802–1886), Handelskammerpräsident, Stadtverordneter der Stadt Essen, Vorstand der Sparkasse Essen
- Söllinger, Ernst (1896–1985), deutscher Leichtathlet, Sportlehrer und -funktionär
- Sollmann, Frank (* 1965), deutscher Schauspieler für Bühne, Film und Fernsehen
- Sollmann, Max (1904–1978), deutscher Kaufmann, SS-Führer und Leiter des Lebensborn e. V.
- Sollmann, Melitta (* 1958), deutsche Rennrodlerin
- Sollmann, Paul (1886–1950), deutscher Landschafts- und Architekturmaler, Zeichner und Grafiker
- Sollmann, Phillip (* 1974), deutscher Musiker
- Sollmann, Wilhelm (1881–1951), deutscher Journalist und Politiker (SPD), MdR
- Söllner, Alfons (* 1947), deutscher Politikwissenschaftler und Hochschullehrer
- Söllner, Alfred (1930–2005), deutscher Rechtswissenschaftler und Richter des Bundesverfassungsgerichts
- Söllner, Dietmar (* 1959), österreichischer Basketballtrainer
- Söllner, Fritz (* 1963), deutscher Ökonom
- Söllner, Hans (* 1955), bayerischer Sänger und LiedermacherHans Söllner (* 1955)

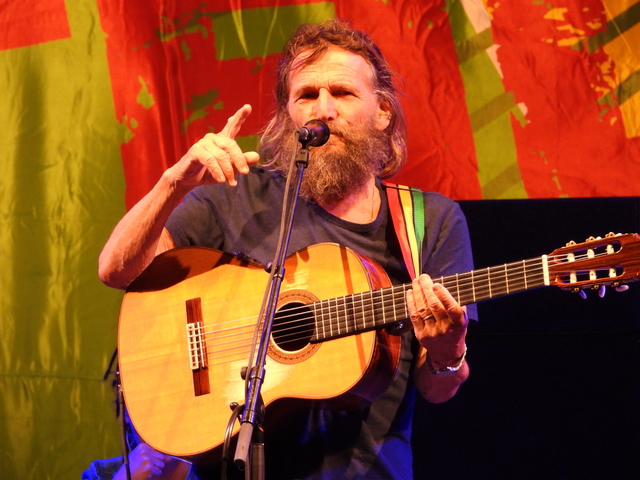
Hans Söllner (* 1955)

- Söllner, Herbert (* 1935), deutscher Eisschnellläufer
- Söllner, Johann Melchior (1601–1666), deutscher Geistlicher, Weihbischof in Würzburg
- Söllner, Johannes (* 1983), deutscher Komponist und Musiker
- Söllner, Karl (1903–1986), österreichisch-amerikanischer Chemiker
- Söllner, Klaus Peter (* 1956), deutscher Politiker (FW), Landrat des Landkreises KulmbachKlaus Peter Söllner (* 1956)

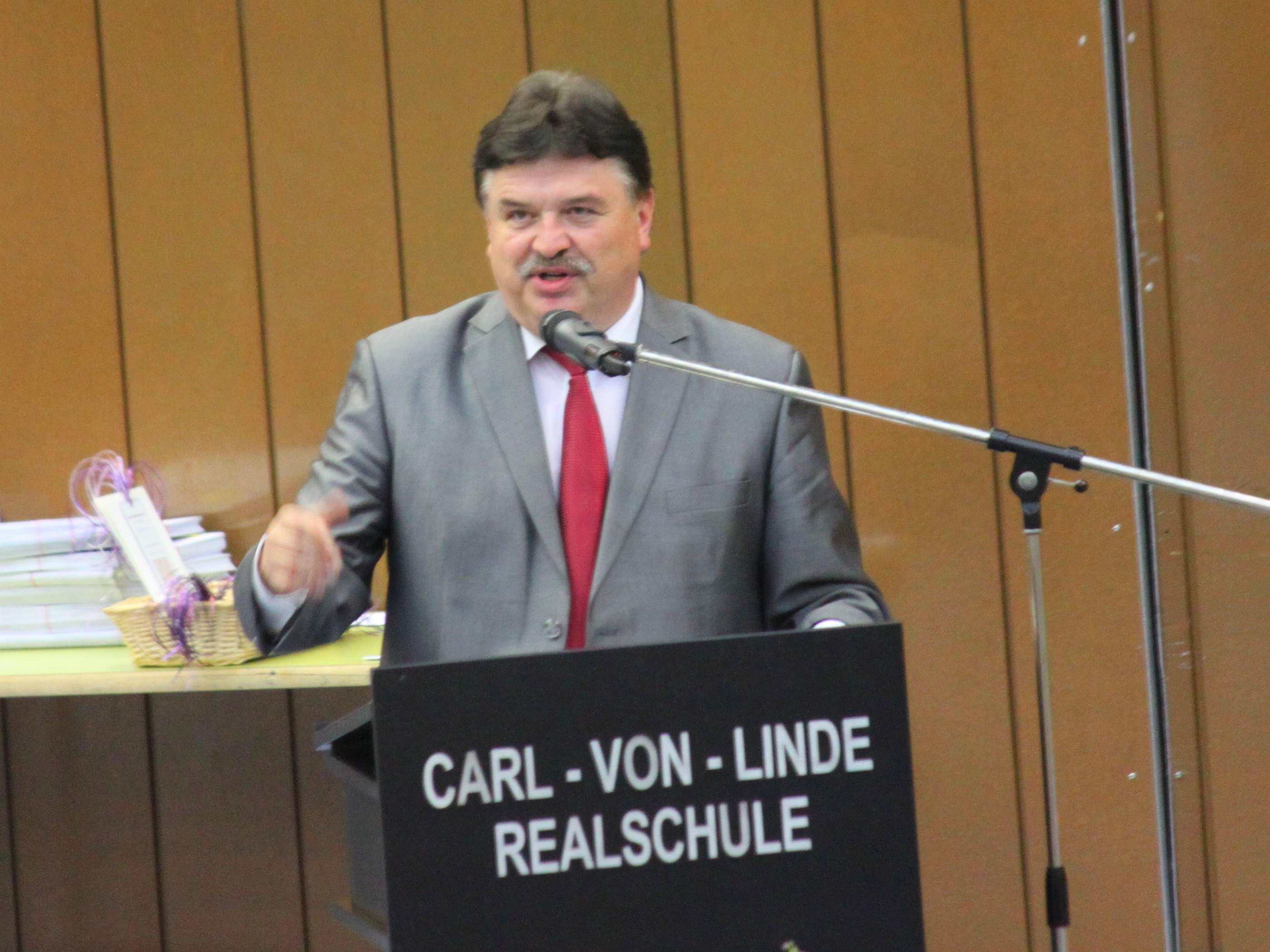
Klaus Peter Söllner (* 1956)

- Söllner, Leopold (* 1905), deutscher Widerstandskämpfer und KPD-Funktionär
- Söllner, Matthias (* 1985), deutscher Universitätsprofessor für Wirtschaftsinformatik
- Söllner, Max (1929–2003), deutscher bildender Künstler
- Söllner, Otto (1903–1983), deutscher Musikerzieher, Generaldirektor der Oper Trier und Dirigent
- Söllner, Paul (1911–1994), deutscher Ruderer und Sportorganisator
- Söllner, Pippi (* 1965), deutsche Schauspielerin
- Söllner, Ronny (* 1983), deutscher Schlagersänger und Texter
- Söllner, Siegfried (1936–2019), deutscher Fußballspieler
- Söllner, Werner (1951–2019), deutscher Schriftsteller
- Sollogub, Wladimir Alexandrowitsch (1813–1882), russischer Schriftsteller
- Sollonsch, Dirk (* 1962), deutscher Komiker
- Sollors, Werner (* 1943), deutsch-US-amerikanischer Anglist
- Sollorz, Michael (* 1962), deutscher Schriftsteller
- Söllscher, Göran (* 1955), schwedischer Gitarrist und Lautenist
- Solltmann, Idamarie (1889–1980), deutsche Sozialarbeiterin
- Sollund, Sigrid (* 1976), norwegische Journalistin und Autorin
- Sollwedel, Inge (1924–2011), deutsche Publizistin und Politikerin (FDP)
- Solly, Edward (1776–1848), englischer Kaufmann und Kunstsammler
- Solly, Jon (* 1963), britischer Langstreckenläufer

### Solm
- Solm, Alfred (1901–1993), österreichischer Schauspieler, Regisseur und Drehbuchautor
- Solm, Fred (1899–1982), deutscher Stummfilmschauspieler und Drehbuchautor
- Solman, Joseph (1909–2008), US-amerikanischer Maler
- Solman, Riina (* 1972), estnische Politikerin
- Solmar, Jette (1794–1889), deutsche Sängerin und Salonnière
- Solmaz, Abdulaziz (* 1988), türkischer Fußballspieler
- Solmaz, Evrim (* 1972), türkische Schauspielerin
- Solmecke, Christian (* 1973), deutscher Rechtsanwalt, Autor und WebvideoproduzentChristian Solmecke (* 1973)

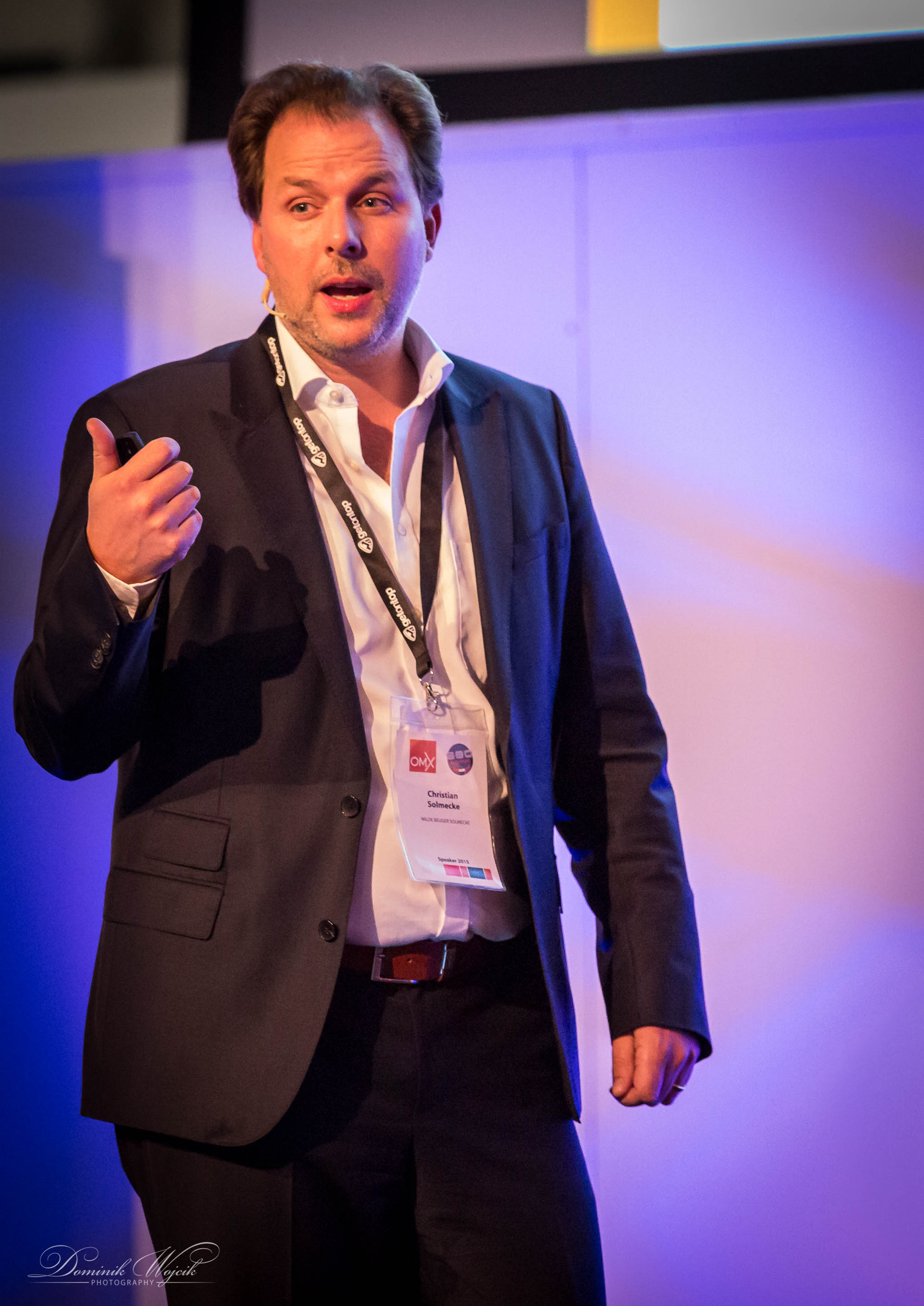
Christian Solmecke (* 1973)

- Solmecke, Klaus (* 1942), deutscher Kommunalpolitiker (SPD), Alt-Bürgermeister von Gevelsberg
- Solmi, Arrigo (1873–1944), italienischer Jurist, Mitglied der Camera dei deputati, Senator und Justizminister im faschistischen Staat
- Solmi, Enrico (* 1956), italienischer Geistlicher, Bischof von Parma
- Solmi, Sergio (1899–1981), italienischer Literaturkritiker, Dichter, Rechtsanwalt und Partisan
- Solmitz, Fritz (1893–1933), sozialdemokratischer Politiker, Jurist und Journalist
- Solmitz, Luise (1889–1973), deutsche Hausfrau und Tagebuchverfasserin
- Solmitz, Walter (1905–1962), deutscher Philosoph und Hochschullehrer
- Solms, Adolph Ludwig zu (1706–1760), königlich-polnischer und kurfürstlich-sächsischer Kammerherr und Rittergutsbesitzer
- Solms, Amalie Gräfin zu (1820–1900), deutsche Mäzenin
- Solms, Christian Ernst von (1706–1748), preußischer Landrat
- Solms, Christoph Heinrich Friedrich zu (1741–1829), kursächsischer Geheimer Rat und Kammerherr
- Solms, Feodora zu (1920–2006), deutsche Leichtathletin und Olympiateilnehmerin
- Solms, Georg Eberhard von (1563–1602), Herr zu Münzenberg sowie Obrist im Achtzigjährigen Krieg
- Solms, Hans-Joachim (* 1953), deutscher Germanist
- Solms, Hermann Otto (* 1940), deutscher Politiker (FDP), MdB, Vizepräsident des Deutschen BundestagesHermann Otto Solms (* 1940)

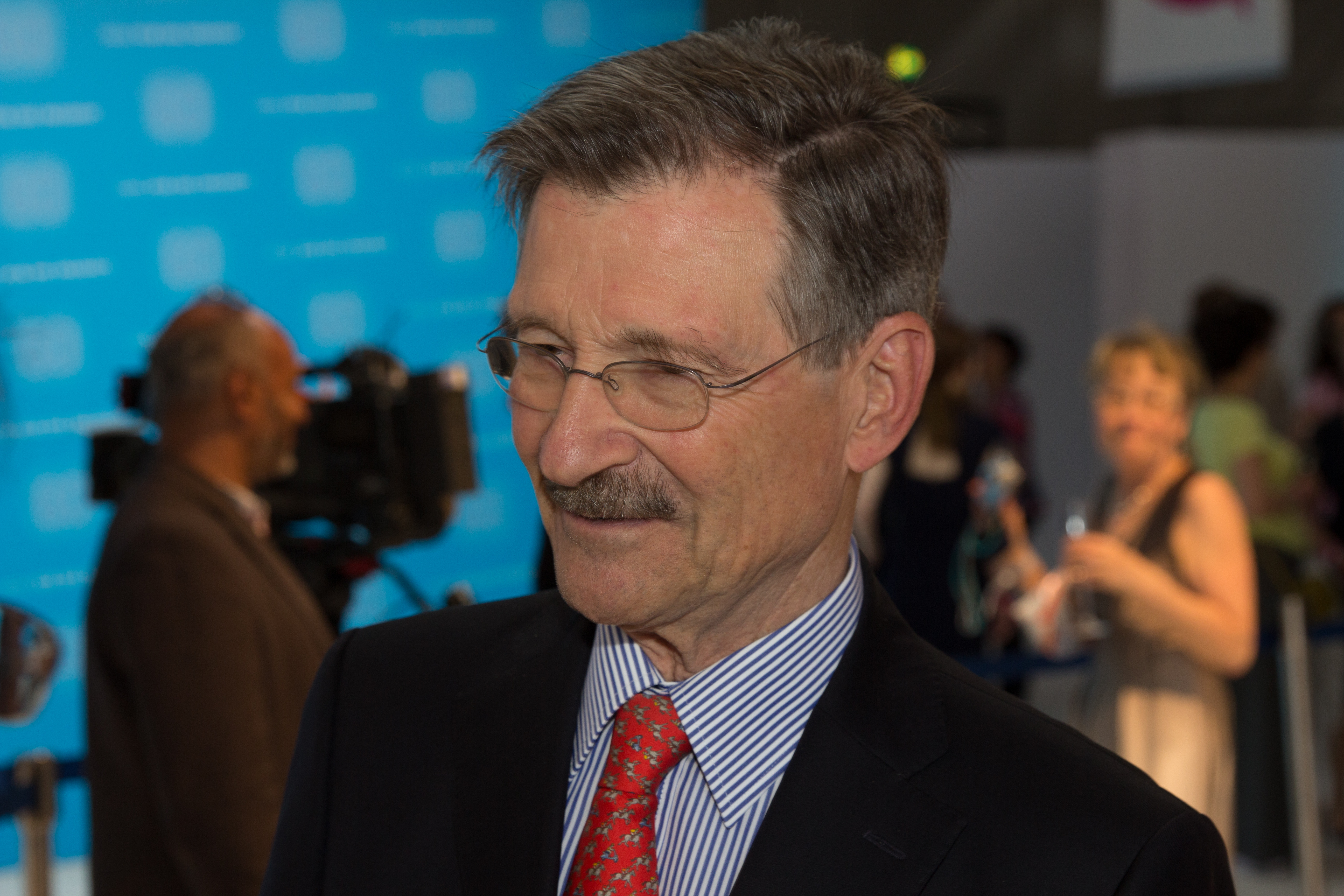
Hermann Otto Solms (* 1940)

- Solms, Johann zu (1464–1483), deutscher Adliger
- Solms, Lorna zu (* 2001), deutsche Schauspielerin
- Solms, Mark (* 1961), südafrikanischer Neurowissenschaftler, Psychoanalytiker und Hochschullehrer
- Solms, Max zu (1893–1968), deutscher Soziologe
- Solms, Otto Heinrich Ludwig zu (1740–1814), kurfürstlich-sächsischer bzw. königlich-sächsischer Geheimrat und Rittergutsbesitzer sowie Standesherr der Herrschaft Sonnewalde
- Solms, Reinhard zu († 1562), deutscher Heerführer, Militäringenieur und Militärtheoretiker der Renaissanceepoche
- Solms, Wilhelm (1937–2024), deutscher Germanist und Hochschullehrer
- Solms-Baruth, Friedrich zu (1795–1879), preußischer Standesherr und Politiker
- Solms-Baruth, Friedrich zu (1821–1904), Herrschaftsbesitzer, Reichstagsabgeordneter
- Solms-Baruth, Friedrich zu (1853–1920), deutscher Politiker und Oberstkämmerer
- Solms-Baruth, Friedrich zu (1886–1951), deutscher Adliger und Widerstandskämpfer des 20. Juli 1944
- Solms-Braunfels, Albrecht zu (1841–1901), deutscher Adeliger und Mitgründer der Kynologischen Gesellschaft in Deutschland
- Solms-Braunfels, Alexander zu (1807–1867), preußischer Generalmajor
- Solms-Braunfels, Alexander zu (1855–1926), österreichischer Sportfunktionär
- Solms-Braunfels, Amalie zu (1602–1675), Hofdame; durch Heirat Prinzessin von Oranien und Gräfin von NassauAmalie zu Solms-Braunfels (1602–1675)

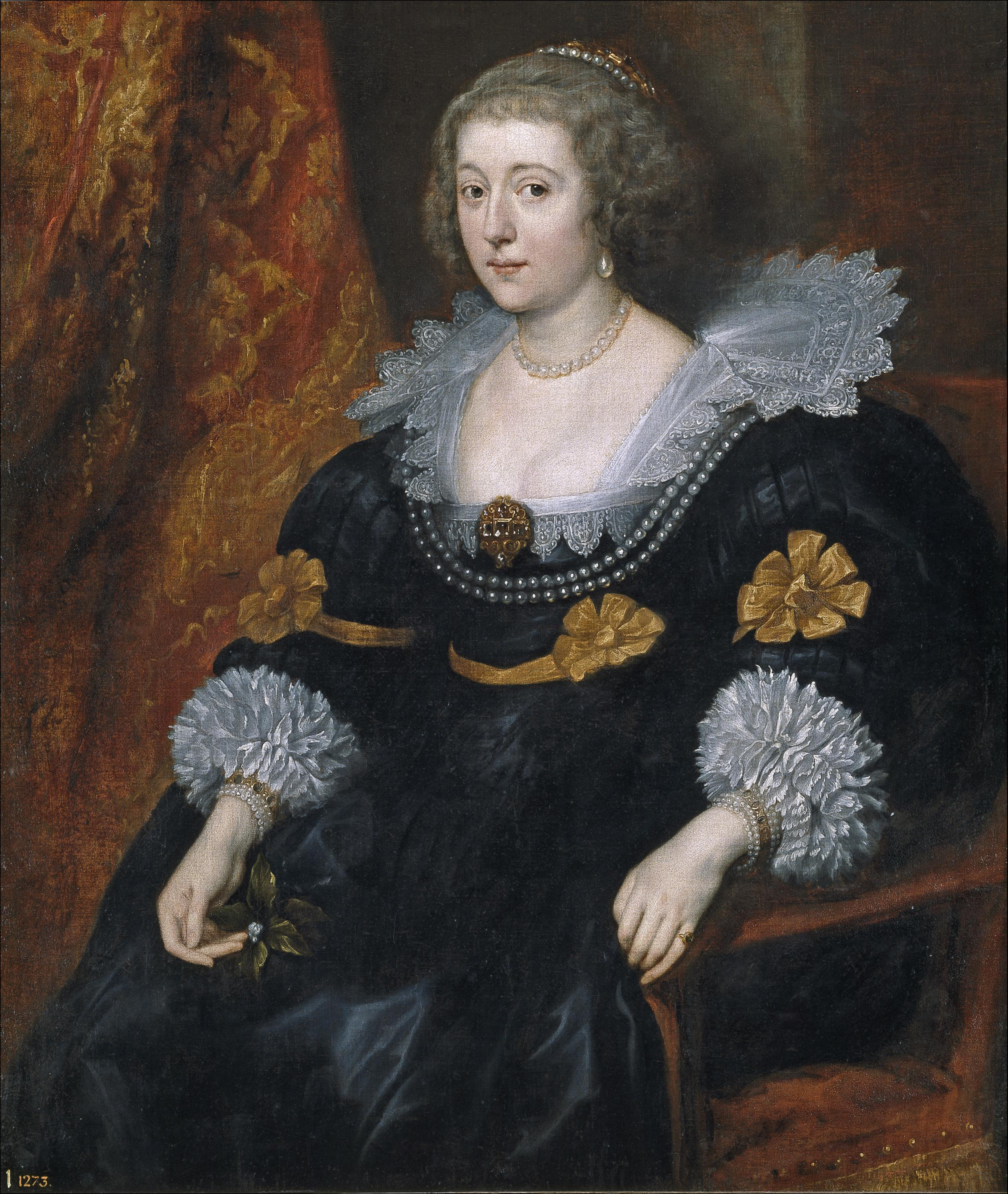
Amalie zu Solms-Braunfels (1602–1675)

- Solms-Braunfels, Bernhard zu (1800–1868), hannoverscher und preußischer General der Kavallerie
- Solms-Braunfels, Bernhard zu (1839–1867), österreichischer Offizier
- Solms-Braunfels, Carl zu (1812–1875), österreichischer Feldmarschallleutnant
- Solms-Braunfels, Ernst zu (1835–1880), hessischer Standesherr, Hauptmann, Abgeordneter und Politiker
- Solms-Braunfels, Ferdinand Wilhelm Ernst von (1721–1783), französischer Hauptmann und zuletzt niederländischer Generalleutnant, 2. Fürst Solms-Braunfels
- Solms-Braunfels, Ferdinand zu (1797–1873), deutscher Standesherr
- Solms-Braunfels, Friedrich Wilhelm zu (1770–1814), preußischer Generalmajor
- Solms-Braunfels, Friedrich zu (1864–1936), deutscher Politiker, Offizier und Abgeordneter
- Solms-Braunfels, Georg Friedrich zu (1890–1970), hessischer Standesherr
- Solms-Braunfels, Georg zu (1836–1891), hessischer Standesherr
- Solms-Braunfels, Hermann zu (1845–1900), deutscher Adeliger und Politiker, MdR
- Solms-Braunfels, Johann Albrecht von (1563–1623), Geheimrat und kurpfälzischer Großhofmeister
- Solms-Braunfels, Ottilie zu (1807–1884), Fürstin und Stifterin
- Solms-Braunfels, Ulrike Luise zu (1731–1792), Landgräfin und Regentin von Hessen-Homburg
- Solms-Braunfels, Wilhelm Heinrich Casimir zu (1765–1852), kurhessischer General-Lieutenant
- Solms-Braunfels, Wilhelm von (1801–1868), preußischer Generalleutnant
- Solms-Greifenstein, Wilhelm I. zu (1570–1635), Regent der Grafschaft Solms-Braunfels
- Solms-Greifenstein, Wilhelm II. zu (1609–1676), Regent der Grafschaft Solms-Braunfels
- Solms-Hohensolms-Lich, Eleonore zu (1871–1937), deutsche Adlige, letzte Großherzogin von Hessen-DarmstadtEleonore zu Solms-Hohensolms-Lich (1871–1937)

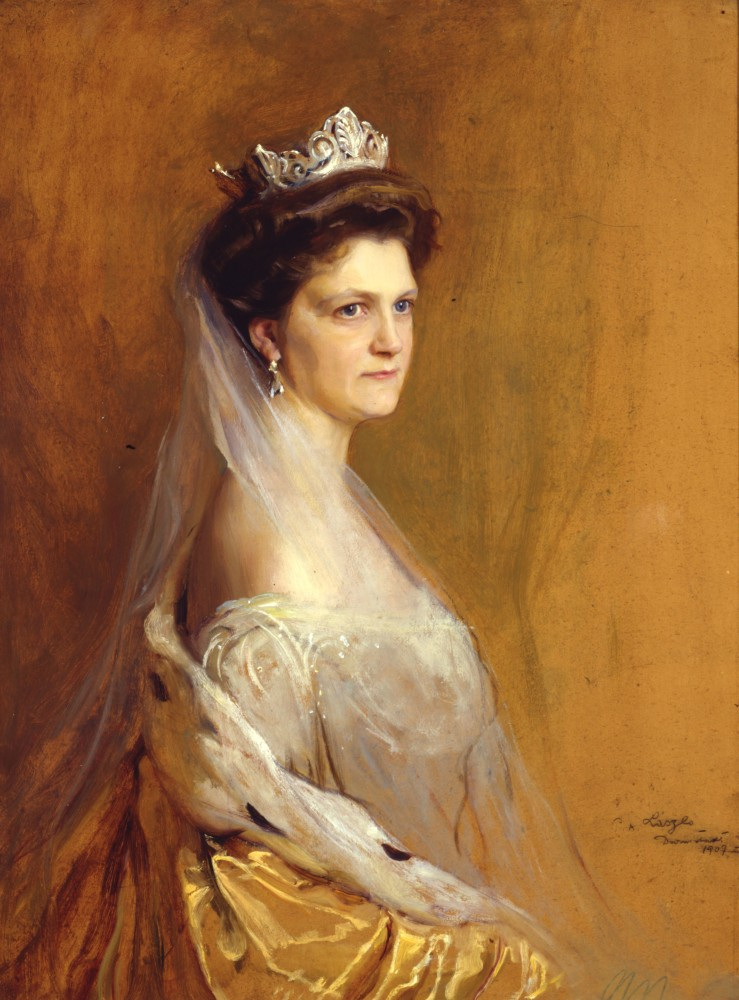
Eleonore zu Solms-Hohensolms-Lich (1871–1937)

- Solms-Hohensolms-Lich, Ferdinand zu (1806–1876), deutscher Standesherr und Politiker
- Solms-Hohensolms-Lich, Ferdinand zu (1886–1918), deutscher Aristokrat und Offizier
- Solms-Hohensolms-Lich, Friedrich Alexander zu (1763–1830), preußischer Generalmajor und Gouverneur des Generalgouvernements Berg
- Solms-Hohensolms-Lich, Karl zu (1866–1920), deutscher Politiker
- Solms-Hohensolms-Lich, Ludwig zu (1805–1880), deutscher Standesherr und Politiker
- Solms-Hohensolms-Lich, Philipp Reinhard I. zu (1593–1635), General im Dreißigjährigen Krieg
- Solms-Hohensolms-Lich, Philipp Reinhard zu (1934–2015), deutscher Agrar-Unternehmer
- Solms-Hohensolms-Lich, Reinhard Ludwig zu (1867–1951), deutscher Politiker
- Solms-Laubach, Bernhard zu (1900–1938), deutscher Politiker (NSDAP), Landtagsabgeordneter im Volksstaat Hessen
- Solms-Laubach, Ernstotto zu (1890–1977), deutscher Kunsthistoriker
- Solms-Laubach, Friedrich zu (1769–1822), Reichshofrat und preußischer Oberpräsident
- Solms-Laubach, Friedrich zu (1833–1900), deutscher Standesherr und Politiker, MdR
- Solms-Laubach, Heinrich Wilhelm von (1583–1632), General im Dreißigjährigen Krieg
- Solms-Laubach, Hermann zu (1842–1915), deutscher Botaniker
- Solms-Laubach, Karl zu (1870–1945), deutscher Landrat
- Solms-Laubach, Reinhard zu (1801–1870), preußischer Generalmajor
- Solms-Laubach, Sophie von (1594–1651), Ehefrau von Markgraf Joachim Ernst von Brandenburg-Ansbach
- Solms-Laubach, Wilhelm zu (1861–1936), deutscher Verwaltungsbeamter
- Solms-Lich, Eberhard zu (1530–1600), Landdrost des Herzogtums Westfalen
- Solms-Lich, Philipp von (1468–1544), deutscher Adliger
- Solms-Rödelheim, Franz zu (1796–1852), preußischer Soldat und hessischer Abgeordneter aus dem Haus Solms-Rödelheim
- Solms-Rödelheim, Franz zu (1864–1923), deutscher Gutsbesitzer und hessischer Standesherr sowie preußischer Politiker
- Solms-Rödelheim, Friedrich zu (1574–1649), kaiserlicher Kämmerer, Kriegsrat und Obrist
- Solms-Rödelheim, Friedrich zu (1791–1859), preußischer Generalmajor
- Solms-Rödelheim, Friedrich zu (1827–1883), preußischer Politiker und Gutsbesitzer aus dem Haus Solms-Rödelheim
- Solms-Rödelheim, Georg Ludwig zu (1664–1716), Kurbrandenburger Generalmajor
- Solms-Rödelheim, Johann August von (1623–1680), Regent zu Rödelheim und Assenheim
- Solms-Rödelheim, Karl zu (1790–1844), hessischer Standesherr, General und Politiker
- Solms-Rödelheim, Max Ernst zu (1910–1993), deutscher Soziologe
- Solms-Rödelheim, Maximilian zu (1826–1892), hessischer und preußischer Politiker und Gutsbesitzer
- Solms-Rödelheim, Otto zu (1829–1904), preußischer Politiker, Gutsbesitzer in Pommern
- Solms-Rödelheim, Volrath zu (1762–1818), Dichter und Freimaurer
- Solms-Rödelheim, Wilhelm zu (1914–1996), österreichischer Psychiater und Psychoanalytiker
- Solms-Rösa, Friedrich Ludwig zu (1829–1906), Rittergutsbesitzer in Posen
- Solms-Rösa, Friedrich zu (1800–1879), Landtagsabgeordneter, Oberhofjägermeister und Rittergutsbesitzer
- Solms-Rösa, Wilhelm zu (1828–1904), Landtagsabgeordneter, Kreistagsabgeordneter, Hausminister, Landrat und Tierfreund
- Solms-Sonnenwalde, Alfred zu (1810–1870), preußischer Standesherr und Politiker
- Solms-Sonnenwalde, Anna Maria zu (1585–1634), Gräfin von Hohenlohe-Langenburg
- Solms-Sonnenwalde, Eberhard zu (1825–1912), deutscher Diplomat
- Solms-Sonnenwalde, Friedrich Eberhard zu (1691–1752), kaiserlicher Geheimer Rat und Standesherr in der Niederlausitz
- Solms-Sonnenwalde, Otto zu (1845–1886), deutscher Offizier und Abgeordneter
- Solms-Sonnenwalde, Peter zu (1840–1922), deutscher Standesherr und Politiker
- Solms-Sonnenwalde, Theodor zu (1814–1890), preußischer Standesherr
- Solms-Sonnenwalde, Victor Friedrich von (1730–1783), preußischer Diplomat und unter Friedrich II. preußischer Gesandter in Stockholm und Sankt Petersburg
- Solms-Sonnenwalde, Viktor Christian Konstantin von (1815–1890), preußischer Landrat
- Solms-Sonnenwalde, Wilhelm zu (1787–1859), deutscher Standesherr
- Solms-Wildenfels und Tecklenburg, Friedrich Ludwig zu (1708–1789), russischer Offizier und kursächsischer Staatsmann
- Solms-Wildenfels, August zu (1823–1918), preußischer Generalleutnant
- Solms-Wildenfels, Friedrich Christoph zu (1712–1792), deutscher General
- Solms-Wildenfels, Friedrich Magnus I. zu (1743–1801), deutscher Graf
- Solms-Wildenfels, Friedrich Magnus II. zu (1777–1857), Landtagsabgeordneter Großherzogtum Hessen
- Solms-Wildenfels, Friedrich Magnus III. zu (1811–1883), deutscher Standesherr, Offizier und Politiker
- Solms-Wildenfels, Friedrich Magnus IV. zu (1847–1910), deutscher Standesherr und Politiker
- Solms-Wildenfels, Friedrich Magnus V. zu (1886–1945), deutscher Standesherr, Offizier und Politiker
- Solms-Wildenfels, Ingrid Gräfin zu (* 1933), deutsche Medizinerin
- Solms-Wildenfels-Laubach, Heinrich Wilhelm zu (1675–1741), Standesherr und preußischer Generalmajor
- Solmsen, Felix (1865–1911), deutscher Indogermanist
- Solmsen, Friedrich (1904–1989), US-amerikanischer klassischer Philologe deutscher Herkunft
- Solmssen, Arthur (1928–2018), amerikanischer Jurist und Schriftsteller
- Solmssen, Georg (1869–1957), Bankier (Disconto-Gesellschaft, Deutsche Bank)
- Solmssen, Peter Y. (* 1955), US-amerikanisch-deutscher Manager
- Solmundson, Kara (* 1974), kanadische Badmintonspielerin

### Soln
- Solnado, Mikkel (* 1975), dänisch-portugiesischer Pop-Sänger
- Solnado, Raul (1929–2009), portugiesischer Komiker, Theater-, Film- und Fernsehschauspieler
- Sölner, Wilhelm I. (1671–1741), deutscher Zisterzienserabt
- Solnicki, Gastón (* 1978), argentinischer Filmregisseur
- Solnicki, Lara, kanadische Jazzmusikerin (Gesang, Komposition) und Dichterin
- Solnický, Jakub (* 1994), tschechischer Squashspieler
- Solnik, Theo (* 1981), brasilianischer Filmregisseur, Kameramann, Filmeditor, Fotograf, Schauspieler, Pianist und Komponist
- Solnit, Rebecca (* 1961), US-amerikanische Essayistin und KulturhistorikerinRebecca Solnit (* 1961)

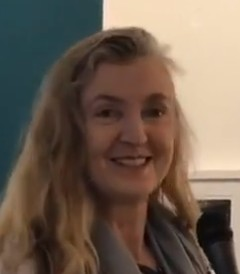
Rebecca Solnit (* 1961)

- Solnitz, Anton Wilhelm, deutsch-böhmischer Komponist der Vorklassik
- Solnzew, Eleasar Borissowitsch (1900–1936), russischer Historiker und Ökonom
- Solnzew, Fjodor Grigorjewitsch (1801–1892), russischer Künstler und Hochschullehrer
- Solnzew, Konstantin Alexandrowitsch (* 1950), russischer Chemiker und Hochschullehrer
- Solnzew, Sergei Iwanowitsch (1872–1936), russisch-sowjetischer Ökonom
- Solnzewa, Julija Ippolitowna (1901–1989), sowjetische Filmschauspielerin und -regisseurin

### Solo
- Solo, Bobby (* 1945), italienischer Rock-’n’-Roll-Musiker und Schlagersänger
- Solo, Bruno (* 1964), französischer Schauspieler und Fernsehmoderator
- Solo, Ed, britischer DJ und Musikproduzent
- Solo, Hope (* 1981), US-amerikanische FußballspielerinHope Solo (* 1981)

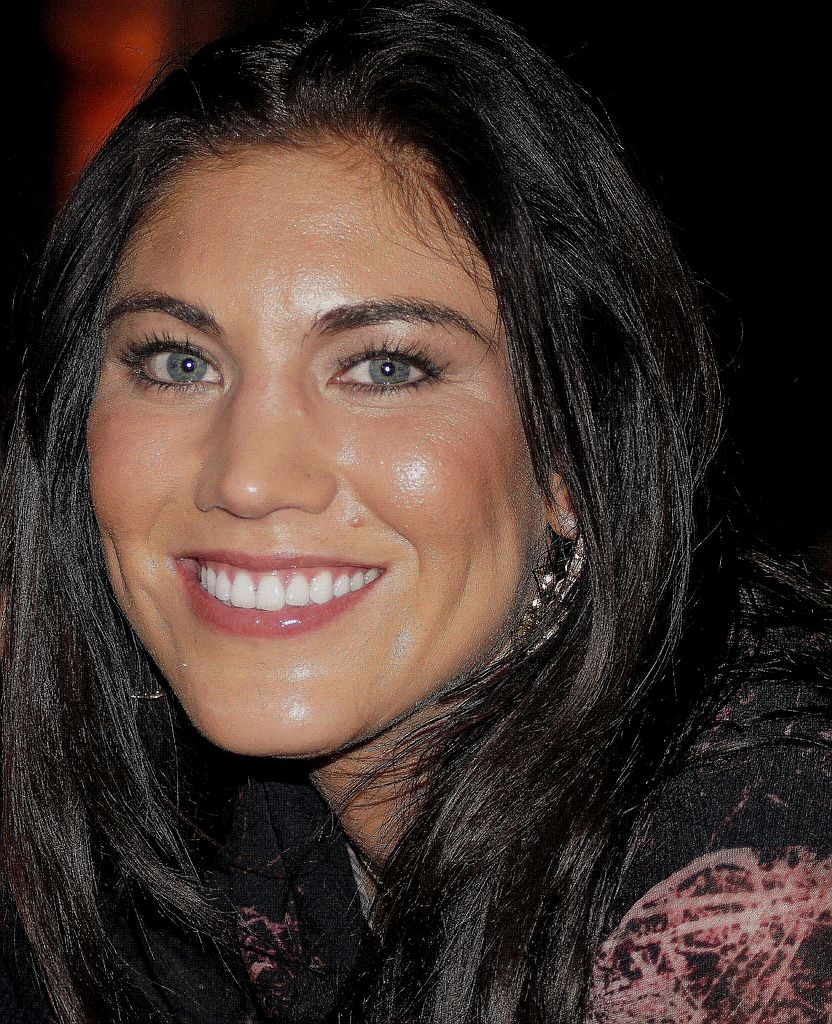
Hope Solo (* 1981)

- Solo, Ksenia (* 1987), kanadische Schauspielerin
- Solo, Mahir (* 1988), bosnisch-herzegowinischer Basketballtrainer
- Solo, Mano (1963–2010), französischer Sänger
- Solo, Mark, US-amerikanischer Offizier, Generalmajor der US Air Force
- Solo, Markus (* 1968), indonesischer Ordensgeistlicher der Steyler Missionare (SVD)
- Solo, Sandy, deutscher Rapper
- Solod, Daniil Semjonowitsch (1908–1988), sowjetischer Botschafter
- Solodjankin, Alexei (* 1972), russischer Skispringer
- Solodkaja, Natalja Wladimirowna (* 1995), russische Fußballspielerin
- Solodkin, Marina (1952–2013), israelische Politikerin russischer Herkunft
- Solodow, Gennadi Stepanowitsch (1934–2020), sowjetisch-russischer Geher
- Solodow, Wiktor Wiktorowitsch (* 1962), sowjetischer Gewichtheber
- Solodownikow, Alexei Jurjewitsch (* 1970), russischer Entomologe
- Solodownikow, Gawrila Gawrilowitsch (1826–1901), russischer Kaufmann, Unternehmer, Philanthrop und Mäzen
- Solodownikow, Wassili Grigorjewitsch (1918–2018), sowjetischer Ökonom, Afrikanist und Diplomat
- Soloduchin, Nikolai Iwanowitsch (* 1955), sowjetischer Judoka
- Soloduchin, Wjatscheslaw Fjodorowitsch (1950–1979), russischer Eishockeyspieler
- Solodyagin, Vladislav, russischer Opernsänger (Bass)
- Soloff, Lew (1944–2015), US-amerikanischer Jazztrompeter
- Sologhani, Mahdi (* 1992), iranischer Grasskiläufer
- Sologne, Madeleine (1912–1995), französische Schauspielerin
- Sologub, Fjodor (1863–1927), russischer Schriftsteller
- Sologubow, Nikolai Michailowitsch (1924–1988), sowjetischer Eishockeyspieler
- Solomán, Rolando (* 1988), guatemaltekischer Straßenradrennfahrer
- Solomatin, Andrei Jurjewitsch (* 1975), russischer Fußballspieler
- Solomatina, Arina (* 2001), kirgisische Tennisspielerin
- Solomatina, Ljudmila Sergejewna (* 1981), russische Biathletin
- Solombrino, Domenico (* 1987), deutsch-italienischer Automobilrennfahrer und Fahrinstruktor
- Solomennikow, Andrei Alexandrowitsch (* 1987), russischer Radrennfahrer
- Solomenzew, Michail Sergejewitsch (1913–2008), sowjetischer Politiker
- Solomiac, Léon (1884–1960), französischer Verwaltungsbeamter
- Solomin, Anatolij (* 1952), ukrainischer Geher
- Solomin, Juri Mefodjewitsch (1935–2024), sowjetischer bzw. russischer Schauspieler und Regisseur und Kulturminister
- Solomin, Wassili Anatoljewitsch (1953–1997), russischer Boxer
- Solomin, Witali Mefodjewitsch (1941–2002), sowjetischer bzw. russischer Schauspieler und Theaterregisseur
- Solomina, Olga Nikolajewna (* 1956), sowjetisch-russische Glaziologin und Hochschullehrerin
- Solomirski, Dmitri Pawlowitsch (1838–1923), russischer Unternehmer, Philanthrop und Mäzen
- Solomirski, Pawel Dmitrijewitsch (1798–1870), russischer Unternehmer
- Solomirski, Wladimir Dmitrijewitsch (1802–1884), russischer Hofbeamter, Privatgelehrter und Dichter
- Solomko, Juri Wladimirowitsch (1939–2022), russischer Feldhandballspieler, Handballspieler und -trainer
- Solomko, Sergei Sergejewitsch (1867–1928), russischer Grafiker, Aquarellist und Buchkünstler
- Solomon, König von Makuria, Nubien
- Solomon (1902–1988), britischer Pianist
- Solomon ben Buya'a, jüdischer Schreiber
- Solomon ben Judah ha-Bavli, jüdischer Dichter und Philosoph
- Solomon ibn Gabirol, jüdischer Dichter und Philosoph
- Solomon Iguru I. (* 1948), ugandischer Omukama (König) des Königreichs Bunyoro-Kitara
- Solomon ka Dinuzulu (1891–1933), König der Zulu (1913–1933)
- Solomon, Abraham (1823–1862), britischer Maler
- Solomon, Ada (* 1968), rumänische Filmproduzentin
- Solomon, Albert (1876–1914), australischer Politiker
- Solomon, Alexandru (* 1966), rumänischer Filmregisseur
- Solomon, Andrew (* 1963), US-amerikanischer und britischer Journalist und Buchautor
- Solomon, Barbu (1904–1965), rumänischer Politiker (PMR, PCR), Rechtsanwalt und Richter
- Solomon, Carl (1928–1993), US-amerikanischer Schriftsteller
- Solomon, Charles (1884–1933), US-amerikanischer Mobster
- Solomon, Clifford (1931–2004), US-amerikanischer Jazz- und Rhythm-&-Blues-Musiker (Saxophon)
- Solomon, Courtney (* 1971), kanadischer Filmproduzent und -regisseur
- Solomon, Cynthia (* 1938), US-amerikanische Informatikerin
- Solomon, Daisy (1882–1978), britische Suffragette und Frauenrechtsaktivistin
- Solomon, Darsan (* 1993), US-amerikanischer Schauspieler
- Solomon, David Henry (* 1929), australischer Chemiker
- Solomon, David M. (* 1962), US-amerikanischer Bankmanager und MusikerDavid M. Solomon (* 1962)

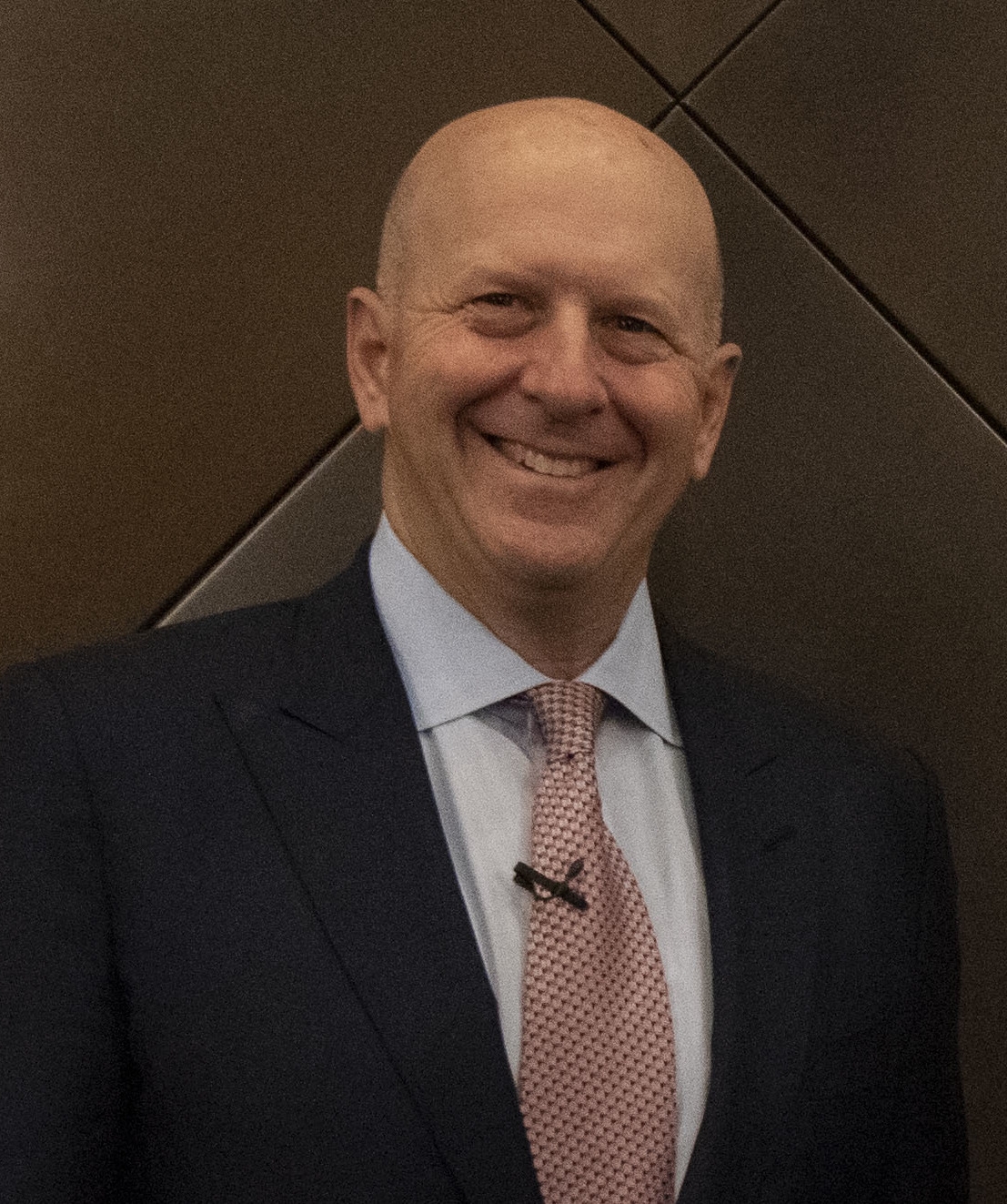
David M. Solomon (* 1962)

- Solomon, Dennis (* 1966), deutsch-amerikanischer Rechtswissenschaftler
- Solomon, Diane, US-amerikanische Sängerin
- Solomon, Duane (* 1984), US-amerikanischer Mittelstreckenläufer
- Solomon, Ed (* 1960), US-amerikanischer Drehbuchautor, Filmproduzent und Regisseur
- Solomon, Edward (1855–1895), englischer Komponist und Dirigent
- Solomon, Eric (1935–2020), britischer Mathematiker und Spieleautor
- Solomon, Georgiana (1844–1933), schottisch-britische Lehrerin, Suffragette und Sozialaktivistin
- Solomon, Gerald B. H. (1930–2001), US-amerikanischer Politiker
- Solomon, Gustave (1930–1996), US-amerikanischer Mathematiker
- Solomon, Harold (* 1952), US-amerikanischer Tennisspieler
- Solomon, Henry, amerikanischer Jazzmusiker (Saxophone, Komposition)
- Solomon, Holly (1934–2002), US-amerikanische Kunsthändlerin, Galeristin und Schauspielerin
- Solomon, Jack (1913–2002), US-amerikanischer Tontechniker
- Solomon, Jarrin (* 1986), Sprinter aus Trinidad und Tobago
- Solomon, Joseph J., US-amerikanischer Politiker
- Solomon, Kokob (* 1996), eritreische Langstreckenläuferin
- Solomon, Lawrence (* 1948), kanadischer Autor und Journalist
- Solomon, Lenny (* 1952), kanadischer Jazzgeiger, Arrangeur und Komponist
- Solomon, Manor (* 1999), israelischer Fußballspieler
- Solomon, Matt (* 1996), hongkong-chinesisch-australischer Automobilrennfahrer
- Solomon, Maynard (1930–2020), US-amerikanischer Musikproduzent und Mitbegründer der Vanguard Records sowie Musikwissenschaftler und Biograf
- Solomon, Melvin († 2003), US-amerikanischer Jazzmusiker
- Solomon, Meshullam (1723–1794), Oberrabbiner des Vereinigten Königreichs und Rabbiner der Hambro-Synagoge
- Solomon, Mike (* 1954), Sprinter und Mittelstreckenläufer aus Trinidad und Tobago
- Solomon, Myrtle (1921–1987), englisch-britische Pazifistin
- Solomon, Norman (* 1933), britischer Rabbiner, Dozent und Autor
- Solomon, Norman (* 1951), US-amerikanischer Journalist und Antikriegs-Aktivist
- Solomon, Oana (* 1966), deutsche Schauspielerin rumänischer HerkunftOana Solomon (* 1966)

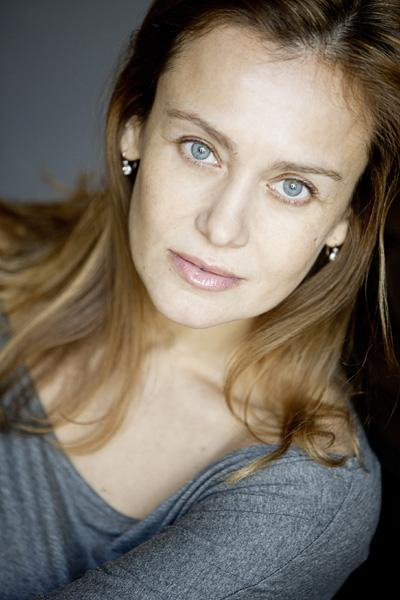
Oana Solomon (* 1966)

- Solomon, Petre (1923–1991), rumänischer Schriftsteller und Übersetzer
- Solomon, Reanna (1981–2022), nauruische Gewichtheberin
- Solomon, Rebecca (1832–1886), englische Malerin
- Solomon, Richard H. (1937–2017), US-amerikanischer Diplomat und Politikwissenschaftler
- Solomon, Robert, US-amerikanischer Tänzer und Choreograf
- Solomon, Ronald (* 1948), US-amerikanischer Mathematiker
- Solomon, Sean (* 1945), US-amerikanischer Geophysiker
- Solomon, Serita (* 1990), britische Hürdenläuferin
- Solomon, Shalonda (* 1985), US-amerikanische Sprinterin
- Solomon, Simeon (1840–1905), britischer präraffaelitischer Maler
- Solomon, Solomon Joseph (1860–1927), englischer Maler
- Solomon, Stacey (* 1989), britische SängerinStacey Solomon (* 1989)

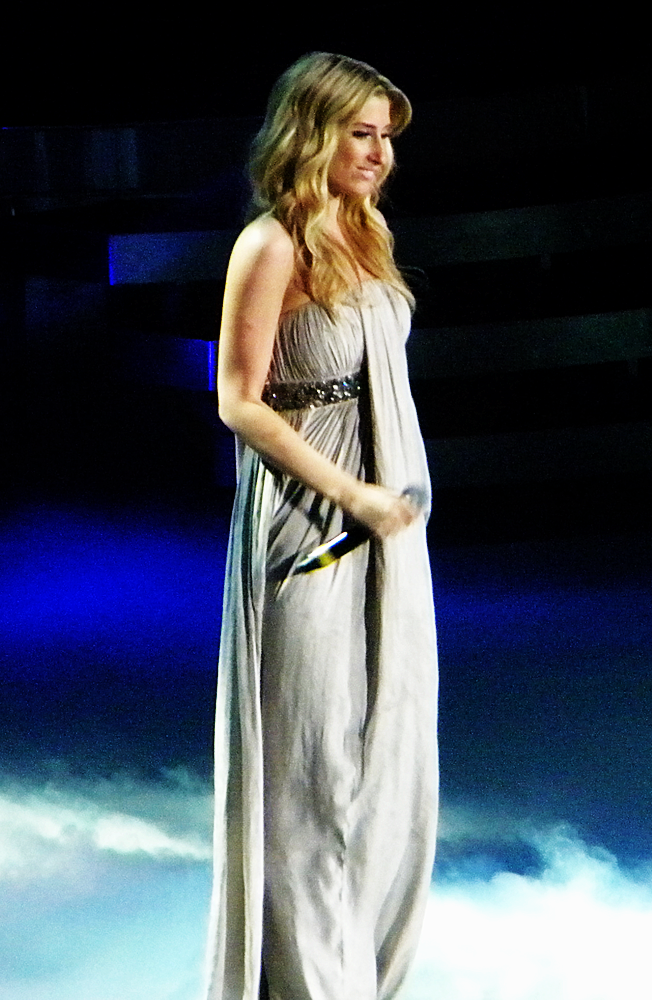
Stacey Solomon (* 1989)

- Solomon, Stanley (1917–2015), kanadischer Bratschist und Musikmanager
- Solomon, Steven (* 1993), australischer Sprinter
- Solomon, Suniti († 2015), indische Medizinerin und Mikrobiologin, die Pionierin der medizinischen AIDS-Forschung und -Vorsorge in Indien
- Solomon, Susan (* 1956), US-amerikanische Atmosphärenchemikerin
- Solomon, Susan Gross (* 1943), kanadische Politologin
- Solomon, Vaiben (1853–1908), australischer Politiker, Premierminister von South Australia
- Solomon-Godeau, Abigail (* 1948), US-amerikanische Kunstkritikerin und Kunsthistorikerin und emeritierte Professorin
- Solomonica, Alexander (* 1889), Autor und Opfer des Holocaust
- Solomonik, Ella Issaakowna (1917–2005), sowjetische Althistorikerin und Hochschullehrerin
- Solomonoff, Ray (1926–2009), US-amerikanischer Mathematiker
- Solomons, Natasha (* 1980), britische Autorin
- Solomos, Dionysios (1798–1857), griechischer Adliger und Dichter
- Solomou, Solomos (1970–1996), zyprischer Demonstrant, Opfer des Zypernkonflikts
- Solomoukha, Anton (1945–2015), ukrainisch-französischer Künstler
- Solomun (* 1975), bosnischer DJ und MusikproduzentSolomun (* 1975)

Solomun (* 1975)

- Solon, griechischer Politiker und Gesetzgeber Athens
- Solon, Yvonne Prettner (* 1946), US-amerikanische Politikerin
- Solonandrasana, Olivier Mahafaly (* 1964), madegassischer Politiker
- Solonar, Stefan (* 1956), deutscher Schachspieler und -trainer
- Solondz, Todd (* 1959), US-amerikanischer Regisseur, Schauspieler und Drehbuchautor
- Solonenko, Denys (* 1992), ukrainischer Boxer
- Solonewitsch, Iwan Lukjanowitsch (1891–1953), russischer Schriftsteller, sowjetischer Sportfunktionär und GULAG-Häftling
- Solonewitsch, Tamara Wladimirowna (1894–1938), russische Dolmetscherin, Schriftstellerin und sowjetische Regimekritikerin
- Soloņicins, Genādijs (* 1980), lettischer Fußballspieler
- Solonizyn, Anatoli Alexejewitsch (1934–1982), sowjetischer Schauspieler
- Solopov, Igor (1961–2019), russischer und estnischer Tischtennisspieler
- Solorz-Żak, Zygmunt (* 1956), polnischer Medien- und TelekommunikationsunternehmerZygmunt Solorz-Żak (* 1956)

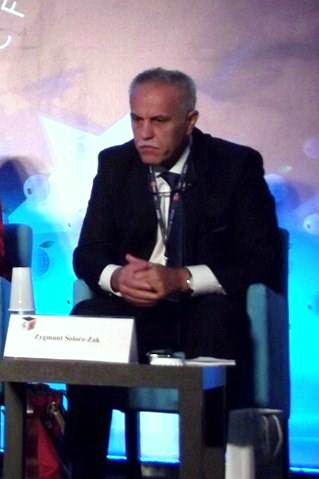
Zygmunt Solorz-Żak (* 1956)

- Solórzano Gutiérrez, José Carlos (1860–1936), nicaraguanischer Politiker und Präsident des Landes
- Solórzano Pérez, Jorge (* 1961), nicaraguanischer Geistlicher, römisch-katholischer Bischof von Granada
- Solórzano Rojas, Timoteo (* 1969), peruanischer Ordensgeistlicher, römisch-katholischer Bischof von Tarma
- Solórzano, Apolinar (1934–2015), venezolanischer Sprinter
- Solórzano, Ignacio (* 1995), spanischer Eishockeyspieler
- Solórzano, Roberto (1945–2022), costa-ricanischer Judoka
- Soloschenkin, Jewgeni Alexandrowitsch (* 1966), russischer Schachspieler
- Soloschenko, Igor (* 1979), kasachischer Fußballspieler
- Solotareff, Grégoire (* 1953), französischer Autor und Illustrator von Kinderbüchern
- Solotarenko, Hanna, Ehefrau von Bohdan Chmelnyzkyj
- Solotarenko, Iwan († 1655), Kosakenführer
- Solotarjow, Jegor Iwanowitsch (1847–1878), russischer Mathematiker
- Solotarjow, Wassili Andrejewitsch (1872–1964), russischer Komponist
- Solotarjow, Wladislaw Andrejewitsch (1942–1975), sowjetischer Komponist und Bajan-Spieler
- Solotarjowa, Anastassija Alexandrowna (* 2002), russische Tennisspielerin
- Solotarjowa, Rada Alexandrowna (* 2008), russische Tennisspielerin
- Solothurnmann, Jürg (* 1943), Schweizer Jazzsaxophonist und Journalist
- Solotow, Juri Alexandrowitsch (* 1932), russischer Chemiker
- Solotow, Leonid Sergejewitsch (1941–2019), sowjetischer und russischer Offizier
- Solotow, Wiktor Wassiljewitsch (* 1954), russischer Offizier, Direktor der Nationalgarde Russlands und Mitglied des Sicherheitsrates RusslandsWiktor Wassiljewitsch Solotow (* 1954)

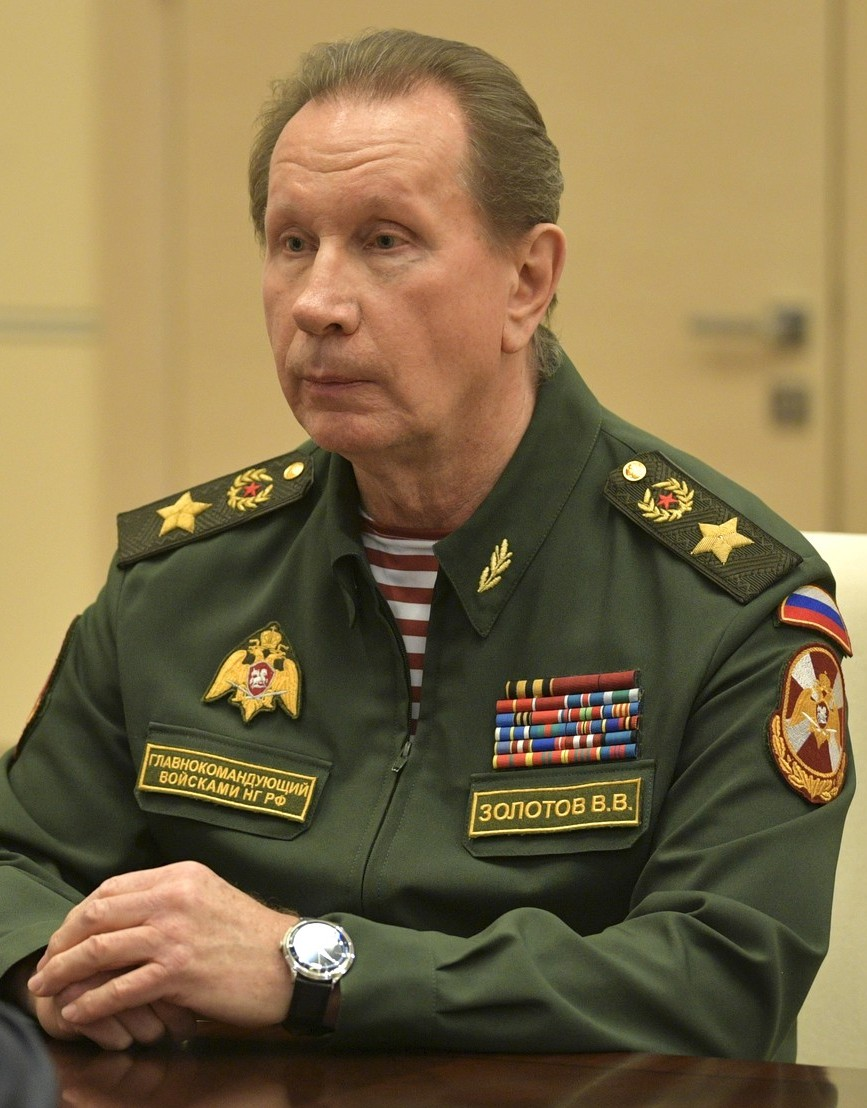
Wiktor Wassiljewitsch Solotow (* 1954)

- Solotowa, Galina Alexandrowna (1924–2020), sowjetische bzw. russische Linguistin, Russistin und Hochschullehrerin
- Solotuchin, Pjotr Wassiljewitsch (1897–1968), sowjetischer Offizier und Mitarbeiter der SMAD
- Solotuchin, Wadim Wiktorowitsch (1967–2021), russischer Lepidopterologe
- Solotuchin, Waleri Sergejewitsch (1941–2013), russischer Film- und Theaterschauspieler
- Solotuchina, Natalija (* 1985), ukrainische Hammerwerferin
- Solotzew, Alexander (* 1957), russischer Maler, Grafiker und Bildhauer
- Solouchin, Rem Iwanowitsch (1930–1988), sowjetischer Physiker
- Solovay, Robert M. (* 1938), US-amerikanischer Mathematiker
- Soloveitchik, Joseph Ber (1903–1993), orthodoxer Rabbiner, Talmud-Gelehrter und moderner jüdischer Philosoph
- Solovej, Jan Philip (* 1961), dänischer Physiker
- Solovejs, Aleksandrs (* 1991), lettischer Beachvolleyballspieler
- Solovieff, Miriam (1921–2004), US-amerikanische Geigerin und Musikpädagogin
- Solovine, Maurice (1875–1958), rumänisch-französischer Philosoph und Übersetzer
- Sołow, Madison (* 1992), kanadisch-polnische Fußballspielerin
- Solow, Robert M. (1924–2023), US-amerikanischer ÖkonomRobert M. Solow (1924–2023)

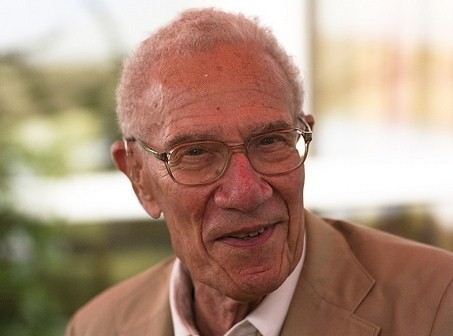
Robert M. Solow (1924–2023)

- Solow, Sidney P. (1910–1984), US-amerikanischer Chemiker, Filmtechniker und Geschäftsführer
- Soloway, Robert (* 1980), amerikanischer Unternehmer
- Solowei, Jelena Jakowlewna (* 1947), sowjetische, russische und amerikanische Film- und Theaterschauspielerin
- Solowei, Waleri Dmitrijewitsch (* 1960), ukrainisch-russischer Politologe und Historiker
- Solowej, Hanna (* 1992), ukrainische Radrennfahrerin
- Solowij, Chrystyna (* 1993), ukrainische Singer-Songwriterin
- Solowitz, Alex (* 1979), US-amerikanischer Schauspieler, Sänger und Produzent
- Solowjanenko, Anatolij (1932–1999), ukrainischer Opernsänger (Tenor)
- Solowjow, Alexander Konstantinowitsch (1846–1879), russischer Revolutionär
- Solowjow, Alexei Michailowitsch (* 1981), russischer Biathlet
- Solowjow, Alexei Wjatscheslawowitsch (* 1984), russischer Lepidopterologe
- Solowjow, Anatoli Jakowlewitsch (* 1948), sowjetischer und russischer Kosmonaut
- Solowjow, Anatoli Wassiljewitsch (1922–2000), sowjetischer und russischer Theater- und Kinoschauspieler
- Solowjow, Dmitri Wladimirowitsch (* 1989), russischer Eistänzer
- Solowjow, Jewgeni Witaljewitsch (* 1992), russischer Eishockeyspieler
- Solowjow, Juri Wladimirowitsch (1940–1977), russischer Ballett-Tänzer
- Solowjow, Leonid Wassiljewitsch (1906–1962), russischer Schriftsteller und Drehbuchautor
- Solowjow, Maxim Jurjewitsch (* 1979), russischer Eishockeyspieler
- Solowjow, Nikolai Feopemptowitsch (1846–1916), russischer Komponist, Musikpädagoge und -kritiker
- Solowjow, Nikolai Nikolajewitsch (1931–2007), sowjetischer Ringer
- Solowjow, Pawel Alexandrowitsch (1917–1996), sowjetischer Triebwerkskonstrukteur
- Solowjow, Sergei Alexandrowitsch (1944–2021), sowjetischer und russischer Film- und Theaterregisseur, Filmproduzent und Drehbuchautor
- Solowjow, Sergei Michailowitsch (1820–1879), russischer Historiker
- Solowjow, Wadim Georgijewitsch (1925–1998), russischer Physiker
- Solowjow, Wladimir Alexejewitsch (* 1946), sowjetischer Kosmonaut, Ingenieur
- Solowjow, Wladimir Romanowitsch (1909–1968), sowjetischer Theater- und Film-Schauspieler, Theaterregisseur und Synchronsprecher
- Solowjow, Wladimir Rudolfowitsch (* 1963), russischer Fernseh- und Radiomoderator, Publizist und Regisseur
- Solowjow, Wladimir Sergejewitsch (1853–1900), russischer Religionsphilosoph und Dichter
- Solowjow-Sedoi, Wassili Pawlowitsch (1907–1979), sowjetischer Komponist
- Solowjowa, Irina Bajanowna (* 1937), sowjetische Kosmonautenanwärterin
- Solowjowa, Natalja Nikolajewna (* 1982), russische Biathletin
- Solowjowa, Walerija Alexandrowna (* 1992), russische Tennisspielerin
- Sołowow, Michał (* 1962), polnischer Unternehmer und Rallyefahrer
- Solozobova, Maria (* 1979), russische Violinistin

### Sols
- Solschenizyn, Alexander Issajewitsch (1918–2008), russischer Schriftsteller, Dramatiker, Historiker und LiteraturnobelpreisträgerAlexander Issajewitsch Solschenizyn (1918–2008)

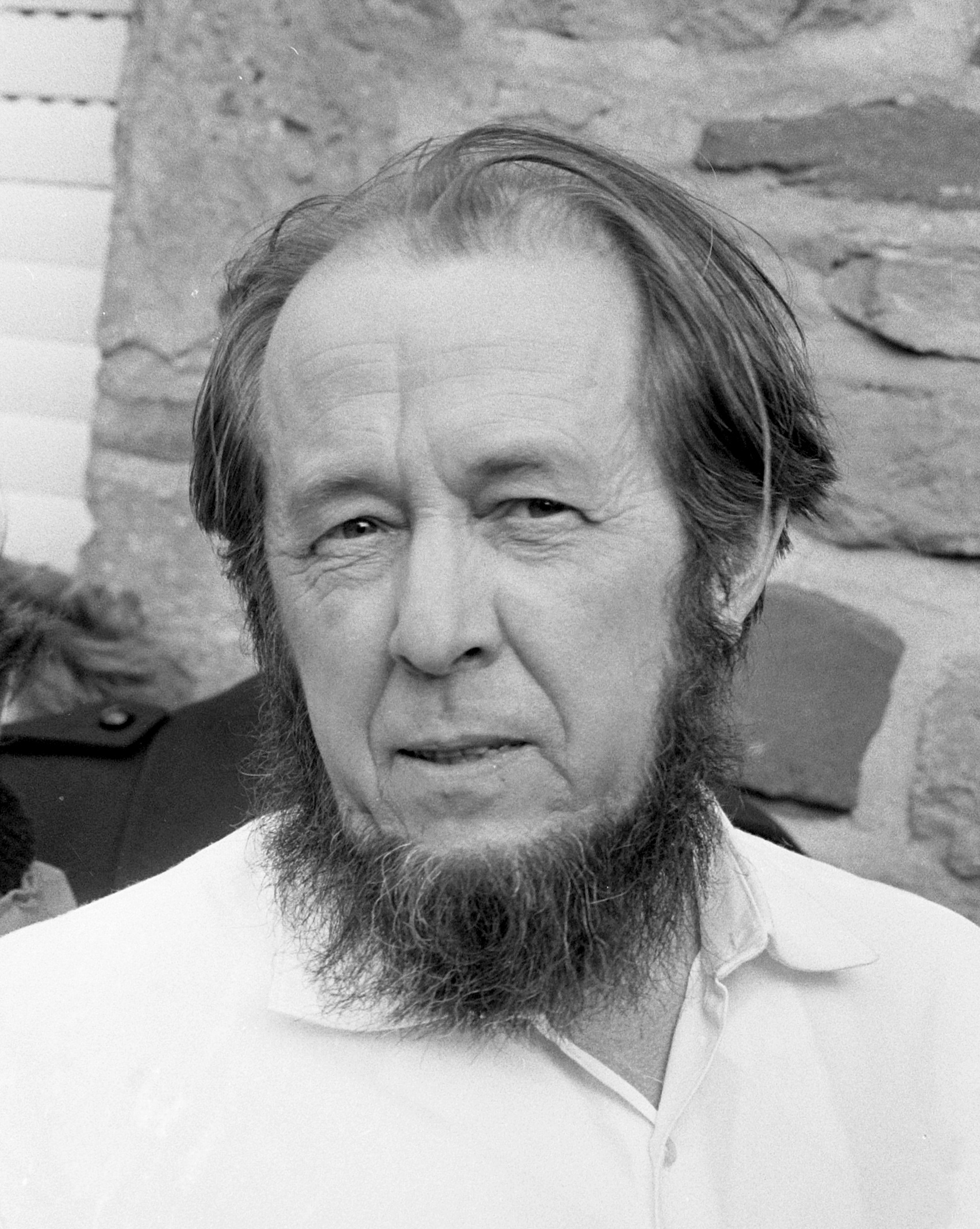
Alexander Issajewitsch Solschenizyn (1918–2008)

- Solscher, Alice (1891–1970), deutsch-australische Opernsängerin (dramatischer Sopran), Dozentin für Sprecherziehung in Wien
- Solser, Adriënne (1873–1943), niederländische Schauspielerin, Varietékünstlerin und Filmemacherin
- Solska, Irena (1877–1958), polnische Schauspielerin und Regisseurin
- Solski, Adam (1895–1940), polnischer Berufssoldat, Opfer des Massakers von Katyn und Autor eines später veröffentlichten Tagebuchs
- Solski, Ludwik (1855–1954), polnischer Schauspieler, Regisseur und Theaterdirektor
- Solskjær, Ole Gunnar (* 1973), norwegischer Fußballspieler und -trainerOle Gunnar Solskjær (* 1973)

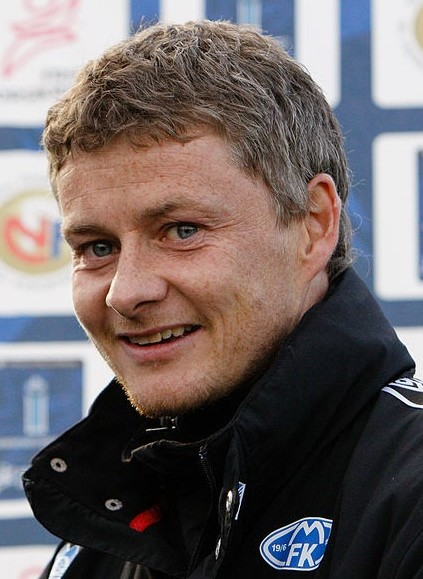
Ole Gunnar Solskjær (* 1973)

- Solskyj, Stepan (1835–1900), ukrainischer Theologe und Bürgermeister der Stadt Kiew (1887–1900)
- Solsona i Sancho, Ramon (* 1950), katalanischer Journalist, Drehbuchautor und Schriftsteller
- Solsona, Daniel (* 1952), spanischer Fußballspieler
- Solstad, Dag (1941–2025), norwegischer Schriftsteller
- Solstad, Thomas (* 1997), norwegischer Handballspieler
- Solsvik, Anne (* 1981), norwegische Politikerin

### Solt
- Solt, Großfürst von Ungarn
- Solt, Mary Ellen (1920–2007), US-amerikanische Literaturwissenschaftlerin und Dichterin
- Solta, Georg Renatus (1915–2005), österreichischer Sprachwissenschaftler, Indogermanist
- Šołta, Jan (1921–2004), sorbischer Historiker und Wirtschaftswissenschaftler
- Soltan, Mohamed (* 1988), ägyptisch-amerikanischer politischer Aktivist
- Soltan, Uladsimir (1953–1997), belarussischer Komponist
- Sołtan-Pereświat, Andrzej (1906–1939), polnischer Ruderer
- Soltani, Abdolfattah (* 1953), iranischer Rechtsanwalt
- Soltani, Bouguerra (* 1954), islamistischer Führer
- Soltani, Fourat (* 1999), tunesischer Fußballspieler
- Soltani, Hocine (1972–2002), algerischer Boxer
- Soltani, Karim (* 1984), algerisch-französischer Fußballspieler
- Soltani, Kian (* 1992), österreichischer CellistKian Soltani (* 1992)

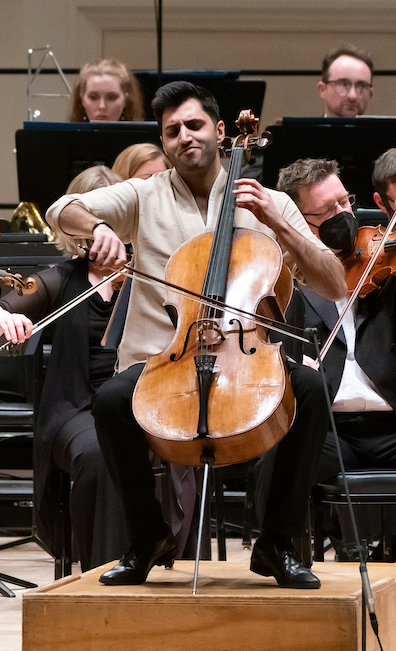
Kian Soltani (* 1992)

- Soltani, Saman (* 1996), iranische Kanutin
- Soltanowski, Iwan Dmitrijewitsch (* 1955), russischer Diplomat
- Soltanpour, Kiyan (* 1989), deutsch-iranischer Fußballspieler
- Soltau, Achim (1938–2016), deutscher Fernschachgroßmeister
- Soltau, Annegret (* 1946), deutsche Collagekünstlerin der Body-Art
- Soltau, Annika (* 2005), deutsche Basketballspielerin
- Soltau, Carsten Wilhelm (1767–1836), deutscher Kaufmann und stellvertretender Bürgermeister
- Soltau, Dietrich Wilhelm (1745–1827), deutscher Schriftsteller und Übersetzer
- Soltau, Franz Jürgen (1847–1911), deutscher evangelisch-lutherischer Pastor und Superintendent
- Soltau, Friedrich (* 1813), deutscher Volkswirtschaftler, Politiker und Philologe
- Soltau, Friedrich Leonard von (1800–1846), deutscher Literaturwissenschaftler und Volksliedsammler
- Soltau, Gerty (1913–1990), deutsche Schauspielerin
- Soltau, Gordie (1925–2014), US-amerikanischer American-Football-Spieler
- Soltau, Hermann Wilhelm (1812–1861), deutscher Maler und Grafiker
- Soltau, Konrad von († 1407), Rektor der Karlsuniversität Prag; Rektor der Universität Heidelberg; Bischof von Verden
- Soltau, Kurt (1923–1995), deutscher Unterhaltungskünstler, Zauberkünstler und Erfinder
- Soltau, Michael (* 1967), deutscher Filmkomponist und Musikproduzent
- Soltau, Mirko (* 1980), deutscher Fußballspieler
- Soltau, Otto (1880–1966), deutscher Baptistenpastor, Vorsitzender der Ost-Sektion des Bundes Evangelisch-Freikirchlicher Gemeinden
- Soltau, Otto (1885–1915), deutscher Maler
- Soltau, Pauline (1833–1902), deutsche Geigerin und Malerin
- Soltau, Reinhard (* 1941), deutscher Politiker (FDP), MdHB
- Soltau, Rolf (1917–1980), deutscher Politiker (SPD)
- Soltau, Thomas (* 1982), dänischer Basketballspieler
- Soltau, Wilfried (1912–1995), deutscher Kanute
- Solte-Gresser, Christiane (* 1968), deutsche Literaturwissenschaftlerin und Hochschullehrerin
- Soltek, Stefan (* 1956), deutscher Kunsthistoriker und Museumsleiter
- Söltel, Louise (1822–1887), deutsche Theaterschauspielerin und Übersetzerin
- Solter, Andrea (* 1965), deutsche Schauspielerin, Hörspiel- und Synchronsprecherin
- Solter, Davor (* 1941), kroatisch-US-amerikanischer Entwicklungsbiologe
- Solter, Fany (* 1944), Pianistin und Professorin für Musik, Pädagogin
- Solter, Friedo (1932–2023), deutscher Schauspieler und Theaterregisseur
- Solter, Hannelore, deutsche Hörspielregisseurin
- Sölter, Heinrich (1889–1955), deutscher Politiker (SPD)
- Sölter, Kai-Uwe (* 1974), deutscher Frisbeespieler
- Sölter, Ulf (* 1972), deutscher Kunsthistoriker und Museumsdirektor
- Sölter, Walter (1930–1988), deutscher Kunst- und Bauhistoriker, Archäologe, Luftbildarchäologe und Direktor des Ruhrlandmuseums in Essen
- Sölter, Wilhelm (* 1901), deutscher Landrat
- Solterbeck, Hans-Klaus (1929–2010), deutscher Politiker (CDU), MdL
- Soltero, Donato († 1986), mexikanischer Fußballtrainer und Sportfunktionär
- Šoltes, Igor (* 1964), slowenischer Politiker, MdEP
- Soltész, Janos (1952–2012), deutsch-ungarischer Maler
- Soltész, Stefan (1949–2022), österreichischer Dirigent und Intendant
- Solti, Georg (1912–1997), ungarischer DirigentGeorg Solti (1912–1997)

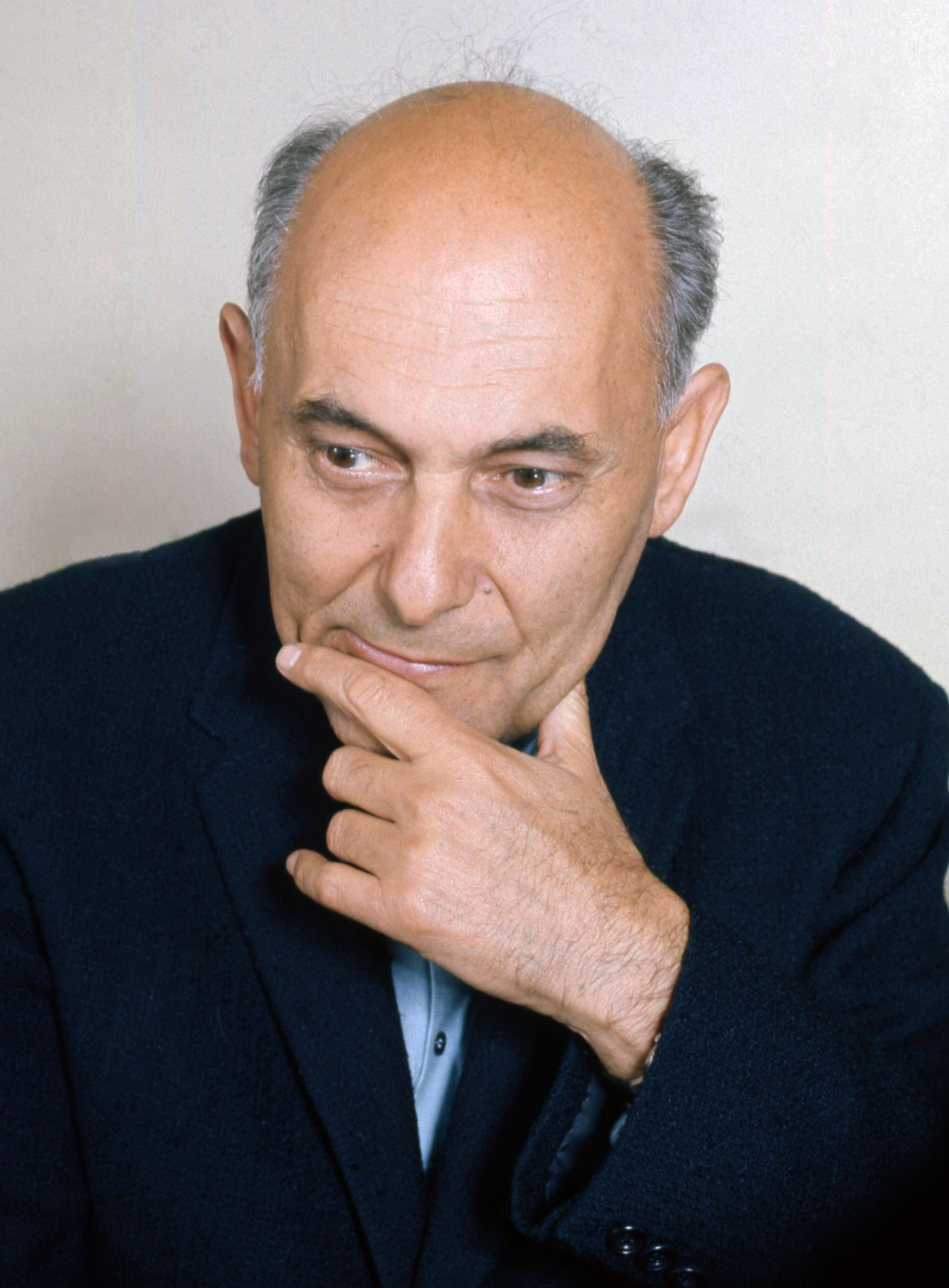
Georg Solti (1912–1997)

- Soltík, Martin (* 1991), tschechischer Grasskiläufer
- Soltík, Tomáš (* 1994), tschechischer Grasskiläufer
- Soltikow, Michael Graf (1902–1984), deutscher Schriftsteller und Journalist
- Soltis, Andrew (* 1947), US-amerikanischer Schachspieler und -autor
- Soltis, Douglas E. (* 1953), US-amerikanischer Evolutionsbiologe und Botaniker
- Soltis, Frank (* 1940), US-amerikanischer Informatiker
- Soltis, Pamela (* 1957), US-amerikanische Evolutionsbiologin und Botanikerin
- Soltkahn, Anke (* 1941), deutsche Politikerin (CDU, PRO)
- Soltmann, Conrad Heinrich (1782–1859), deutscher Apotheker und Unternehmer
- Soltmann, Dieter (1935–2022), deutscher Manager
- Soltmann, Hans (1876–1955), deutscher Maler, Grafiker und Hochschullehrer
- Soltmann, Otto (1844–1912), deutscher Pädiater und Direktor des Kinderkrankenhauses in Leipzig
- Soltmann, Otto (1913–2001), deutscher Botschafter
- Søltoft, Ole (1941–1999), dänischer Schauspieler
- Soltwedel, Alexander von, Ratsherr der Hansestadt Lübeck
- Soltwedel, Rüdiger (* 1945), deutscher Wirtschaftswissenschaftler
- Soltwedel-Schäfer, Irene (* 1955), deutsche Politikerin (Bündnis 90/Die Grünen) und Unternehmerin
- Solty, Ingar (* 1979), deutscher AutorIngar Solty (* 1979)

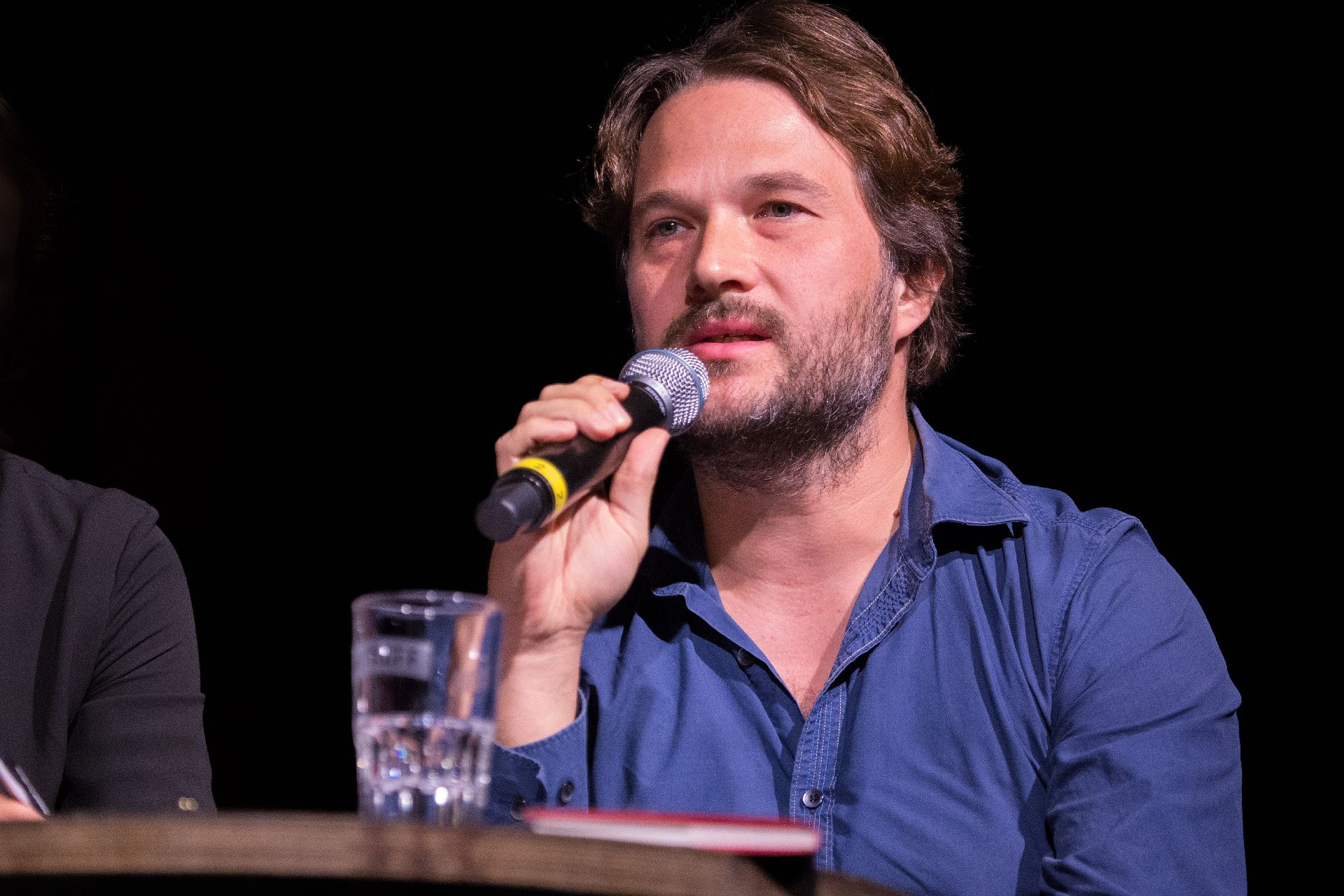
Ingar Solty (* 1979)

- Sołtyk, Kajetan (1715–1788), polnischer Priester und Bischof
- Sołtyk, Roman (1791–1843), polnischer General
- Sołtys, Adam (1890–1968), polnischer Komponist, Dirigent und Musikpädagoge
- Šoltýs, Anton (1937–2022), tschechoslowakischer Skirennläufer
- Sołtys, Mieczysław (1863–1929), polnischer Komponist
- Sołtys, Paweł (* 1978), polnischer Musiker und Schriftsteller
- Sołtysiak, Daniel (* 2001), polnischer Sprinter

### Solu
- Solum, Ola (1943–1996), norwegischer Filmregisseur, Drehbuchautor und Schauspieler
- Solunskyj, Jewhen (1959–1990), sowjetischer Eisschnellläufer
- Solusod, Micah (* 1990), US-amerikanischer Synchronsprecher

### Solv
- Solvane, deutscher DJ, Musikproduzent
- Solvang, Ann-Beth, norwegische Opernsängerin (Mezzosopran)
- Solvang, Fredrik (* 1977), norwegischer Journalist und Fernsehmoderator
- Solvay, Ernest (1838–1922), belgischer Chemiker und AmateurforscherErnest Solvay (1838–1922)

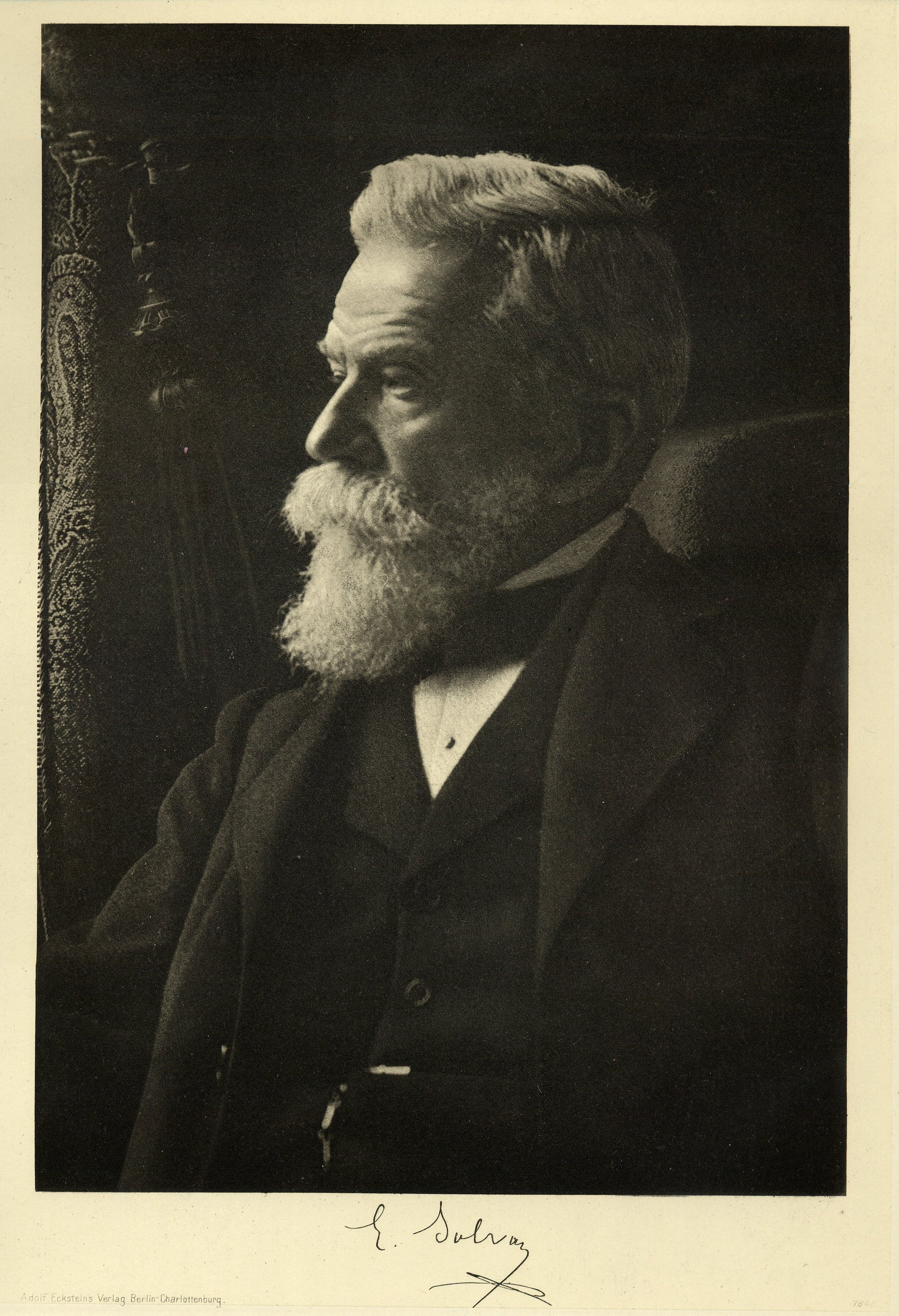
Ernest Solvay (1838–1922)

- Sølvberg, Ingeborg (* 1943), norwegische Informatikerin und Hochschullehrerin
- Sólveig Arnarsdóttir (* 1973), isländische Schauspielerin
- Sólveig Pálsdóttir (* 1959), isländische Schriftstellerin und Schauspielerin
- Sólveig Pétursdóttir (* 1952), isländische Politikerin, Parlamentspräsidentin
- Solveig, Martin (* 1976), französischer House-Produzent und House-DJ
- Sølvhøj, Hans (1919–1989), dänischer Politiker (Socialdemokraterne), Minister, Rundfunkintendant und Hofmarschall
- Sölvi Atlason (* 2000), isländischer Eishockeyspieler
- Sölvi Geir Ottesen (* 1984), isländischer Fußballspieler
- Solvik, Marius (* 2001), norwegischer Nordischer Kombinierer
- Solvik, Morten (* 1962), norwegisch-amerikanischer Musikwissenschaftler
- Solvik-Olsen, Ketil (* 1972), norwegischer Politiker, Mitglied des Storting
- Sølvsten, Malene (1977–2024), dänische Autorin

### Solw
- Solway, Maurice (1906–2001), kanadischer Geiger, Komponist und Musikpädagoge

### Soly
- Solymos, Péter (1910–2000), ungarischer Pianist
- Solymosi, Andreas (* 1947), deutsch-ungarischer Mathematiker, Professor für Informatik, Autor
- Solymosi, Gábor (* 1979), ungarischer Poolbillardspieler
- Solymosi, József (* 1959), ungarisch-kanadischer Mathematiker
- Solymosi-Thurzó, Vera (1925–2016), deutsch-ungarische Künstlerin
- Sólyom, László (1942–2023), ungarischer Staatspräsident

### Solz
- Solz, Aron Alexandrowitsch (1872–1945), russischer Jurist und Revolutionär
- Solz, Wolfgang (1940–2017), deutscher Fußballspieler und -trainer
- Solzbacher, Claudia (* 1956), deutsche Schulpädagogin und Hochschullehrerin